# Пастер, Луи
Луи́ Пасте́р (фр. Louis Pasteur, французское произношение: [lwi pastœʁ]; 27 декабря 1822, Доль, департамент Юра — 28 сентября 1895, шато Вильнёв-л’Этан близ Гарша) — французский химик и микробиолог, член Французской академии (c 1881; на кресле № 17). Пастер, показав микробиологическую сущность брожения и многих болезней животных и человека, стал одним из основоположников микробиологии, создателем научных основ вакцинации и вакцин против сибирской язвы, куриной холеры и бешенства. Его работы в области строения кристаллов и явления поляризации легли в основу стереохимии. Также Пастер поставил точку в многовековом споре о самозарождении некоторых форм жизни в настоящее время, опытным путём доказав невозможность этого. Его имя широко известно благодаря созданной им и названной позже в его честь технологии пастеризации.
Происходил из семьи кожевника, получил разностороннее образование, в частности, обладал художественными способностями. Избрав карьеру учёного, Пастер в 26 лет стал профессором физики благодаря открытию структуры кристаллов винной кислоты. Некоторое время работал в лицее Дижона и Страсбургском университете, три года был деканом естественнонаучного факультета в Лилле. В 1859—1867 годах являлся одним из руководителей Эколь Нормаль. После студенческих волнений полностью посвятил себя научно-исследовательской работе, в 1867—1888 годах возглавлял лабораторию физиологической химии. В течение 1859—1864 годов Пастер сконцентрировался на изучении теории самозарождения микроорганизмов и одновременно занимался процессами брожения в связи с массовой порчей вина и пива при их приготовлении и перевозке. С 1865 года Луи Пастер начал изучать причины эпидемии тутового шелкопряда на юге Франции, которая нанесла большой урон шелководству. После 1870-х годов Пастер практически полностью перешёл к проблемам медицины (с 1873 года — член Национальной медицинской академии) в связи с личной драмой — трое детей учёного погибли от тифа. В 1868 году Боннский университет удостоил Пастера степени доктора медицины honoris causa, но после Франко-прусской войны в 1871 году он отказался от неё по политическим мотивам. В 1888 году добился открытия в Париже Пастеровского института, первым директором которого являлся до своей кончины. В склепе института он и был похоронен.
Удостоен множества научных и государственных наград разных стран мира. Ко дню смерти Луи Пастера приурочен Всемирный день борьбы против бешенства — памятная дата, отмечаемая ежегодно.

## Становление (1822—1848)

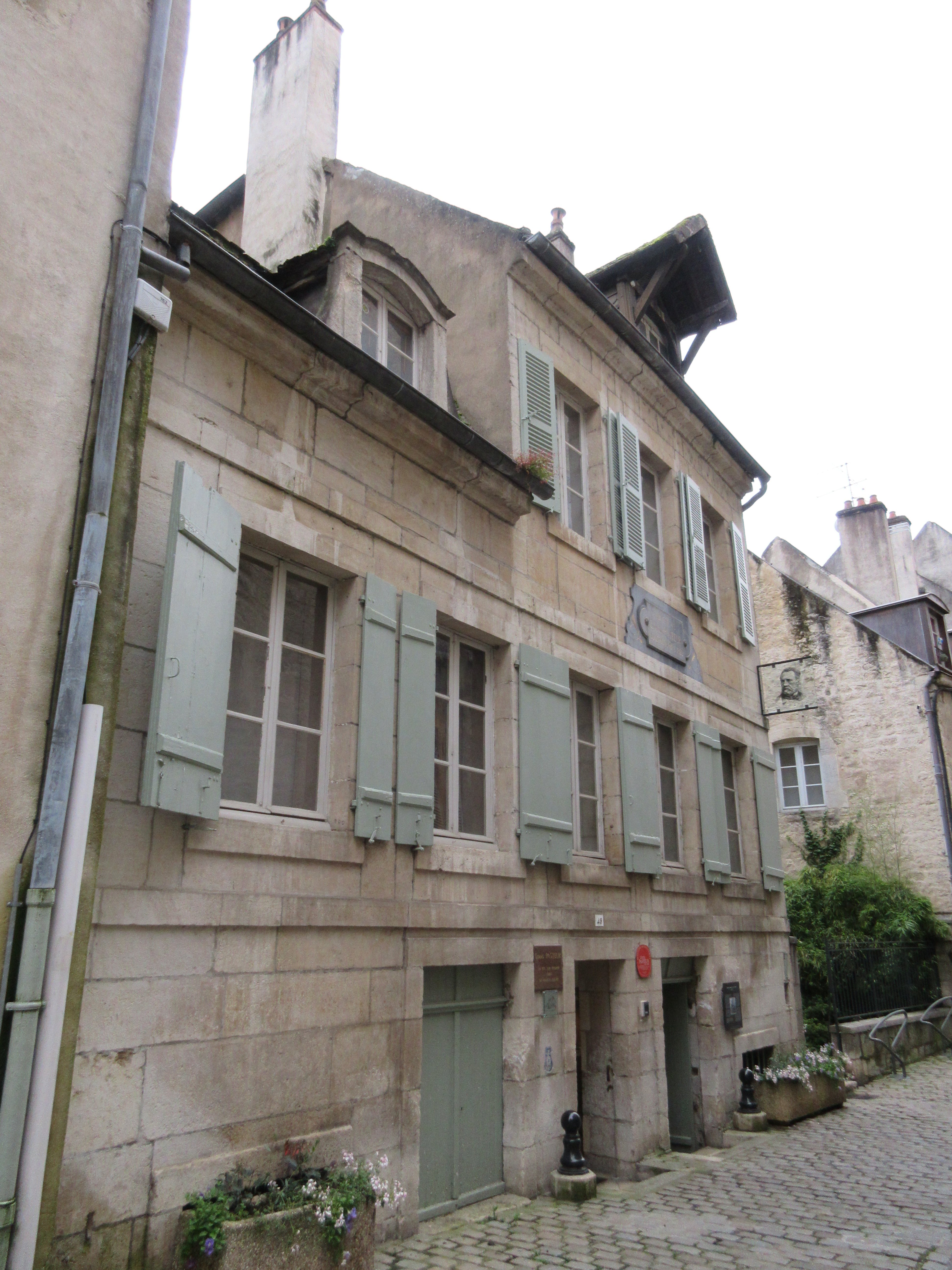
Дом в Доле, где родился Луи Пастер. Фото 2016 года

### Происхождение. Ранние годы
По утверждению Рене Валлери-Радо, род Пастеров прослеживается в приходских записях примерно с начала XVII века. Это были крепостные крестьяне из деревни Рекульфо во Франш-Конте, принадлежавшей монастырю Муте. Линия самого Луи Пастера ведёт начало от 1682 года, когда в Мьеже близ Нозеруа обвенчались Дени Пастер и Жанна Давид. Этот Пастер был мельником в Лемуи, где служил графам Удресье. Прадед Луи Пастера — Клод-Этьен — был самым младшим из восьми детей; вся семья была зависима от графов Удресье. Клод-Этьен Пастер в тридцатилетнем возрасте выкупился с «будущим потомством по нисходящей линии» из крепостной зависимости, что подтверждалось актом королевского нотариуса от 20 марта 1763 года. Это обошлось ему «четырежды в 24 ливра». Владея ремеслом дубильщика, в 1764 году Клод-Этьен женился на Франсуазе Ламбер, от которой имел десятерых детей; практически все дети и внуки продолжили отцовское дело. Основная часть Пастеров обосновалась в Сален-ле-Бен.

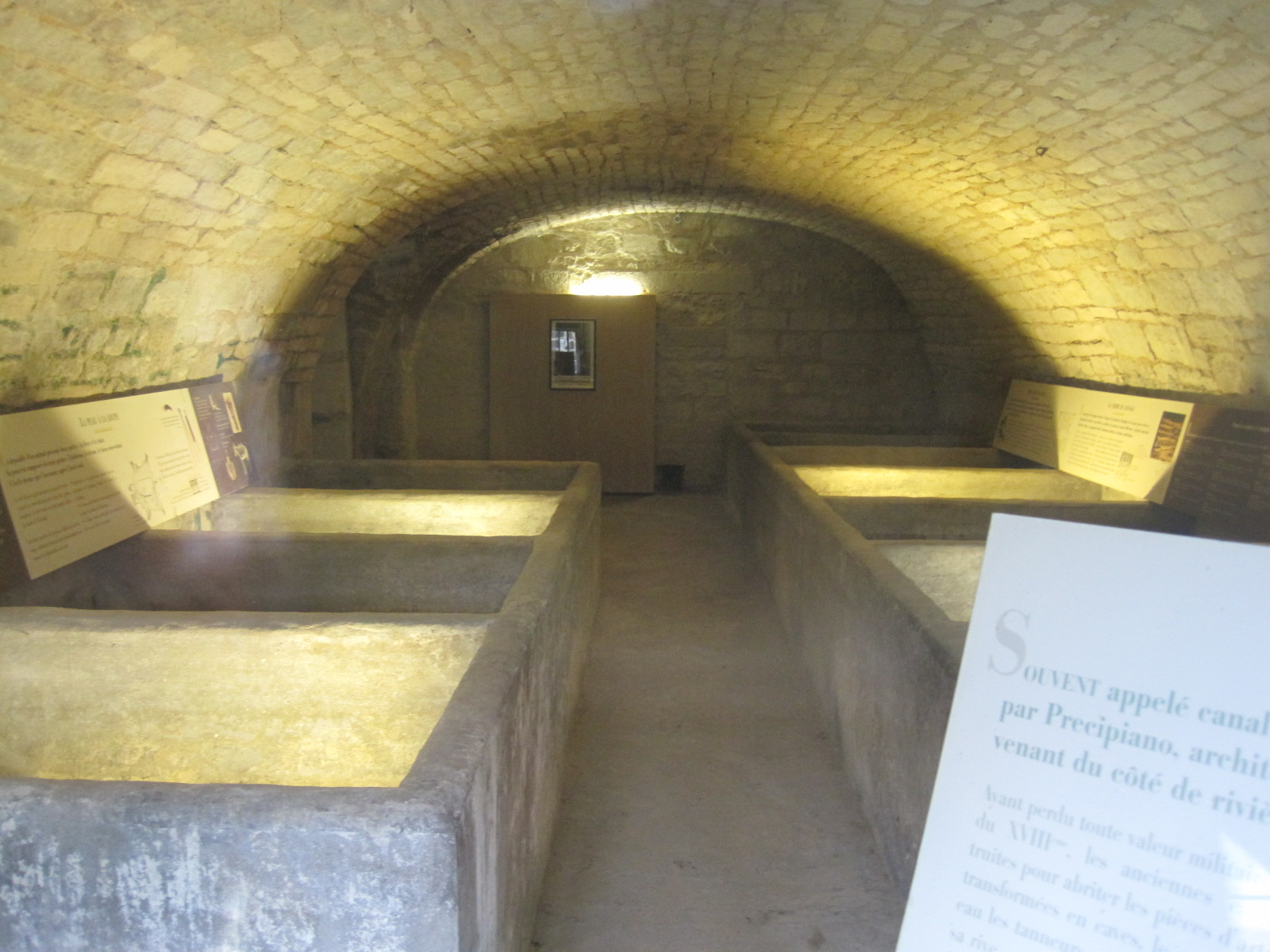
Дубильня Жан-Жозефа Пастера в Доле. Фото 2013 года

Отец Пастера — Жан-Жозеф — родился в 1791 году, рано осиротел и воспитывался тёткой и деловыми партнёрами её мужа, которые торговали лесом. Он даже выучился грамоте, но далее освоил традиционное для семьи дубильное ремесло. В 1811 году Жан-Жозеф Пастер был призван в наполеоновскую армию и воевал во время Испанской кампании в 1812—1813 годах, дослужился до старшего сержанта и за проявленную отвагу удостоился титула кавалера Почётного легиона. В 1814 году Пастер вернулся в родной Сален-ле-Бен и вновь занялся кожевенным делом. В 1816 году женился на дочери садовника Жанне-Этьеннете Роки, после чего пара перебралась в Доль. Луиза Роббинс утверждала, что это было следствием скандала: молодые обвенчались, когда Жанна была уже на восьмом месяце беременности. Однако первый ребёнок Пастеров — сын Жан-Дени — прожил недолго. В 1818 году у супругов родилась дочь Жанна-Антуана (или Виржини), впоследствии именно она унаследовала семейное дело. Следующий ребёнок — сын, названный Луи, — родился в пятницу 27 декабря 1822 года в два часа пополудни. В 1825 и 1826 годах в семействе Пастеров родились сёстры-погодки Жозефина и Эмилия, которые скончались, соответственно, в 25 и 26 лет; обе страдали неизлечимыми заболеваниями, в том числе эпилепсией.

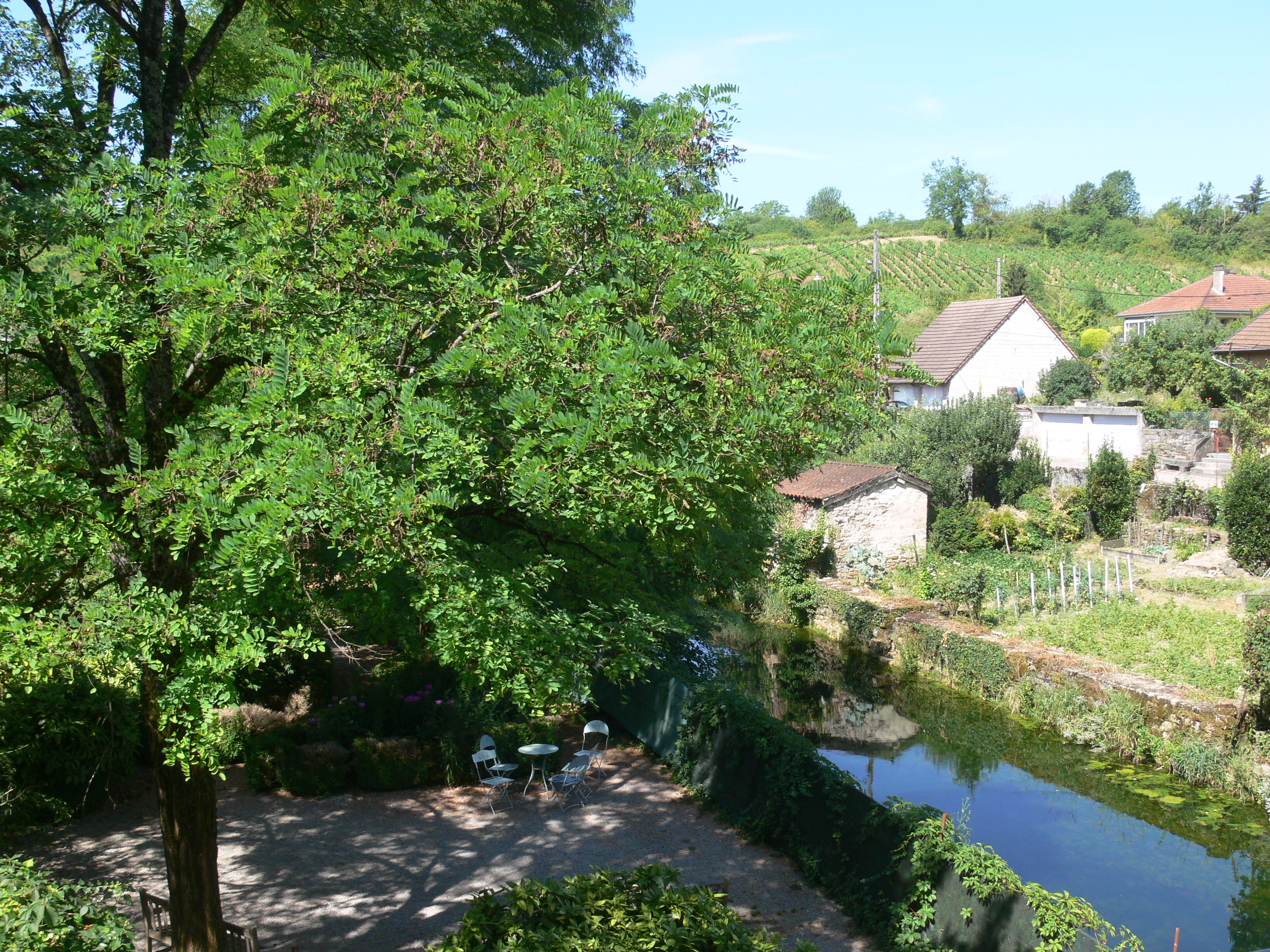
Усадьба Пастеров в Арбуа. Фото 2015 года

В 1826 году семейство Пастеров переехало к овдовевшей матери Жанны-Этьеннеты в Марно, а ещё через год обосновалось в Арбуа — центре виноделия в Юра, в каменном доме на берегу канала Кюизанс, пересекающего весь город. Детство Луи прошло почти безмятежно, он был единственным сыном и осознавал своё привилегированное положение, но при этом с сёстрами у него установились покровительственные отношения. Позднее в переписке он уговаривал Жозефину и Эмилию не ссориться и усердно заниматься, а мать — не перегружать их домашней работой. Жан-Жозеф Пастер вновь открыл дубильную мастерскую, а также занялся приготовлением домашнего вина. Много позже Луи Пастер вспоминал, что у него вызывали ностальгию два запаха, сопровождавшие детство: дубильных веществ и виноградного сусла. Отец стремился развивать своего единственного сына и желал для него лучшей участи, чем мелкого предпринимателя в провинции. Вместе с тем, испытывая уважение к науке и образованию, Жан-Жозеф считал, что чрезмерные социальные или интеллектуальные амбиции могут сильно повредить. Позднее, в одном из писем сыну, адресованном в Париж, Жан-Жозеф категорически заявлял: «В бочке вина больше мудрости, нежели во всех книгах по философии в мире». Отец считал, что лучшей карьерой для Луи будет место учителя в провинции. Семейное воспитание привило Луи Пастеру ценности и черты личности, которые были свойственны ему всю жизнь: трудолюбие, патриотизм и преданность семье и католической церкви. При этом он был лишён чувства юмора, но отличался сентиментальностью; был послушным, но нетерпеливым.

### Школьные годы
Луи Пастер поступил в приготовительную школу при коллеже Арбуа в довольно раннем возрасте. В ту пору во Франции господствовала ланкастерская система обучения. Луи, хотя и был одним из самых младших, быстро переходил из класса в класс, учение давалось ему легко; учитель даже назначил его своим помощником. Он получал школьные награды, но никакими особыми способностями не выделялся. Начальную школу он окончил за два года. Далее он поступил в коллеж Арбуа (как приходящий ученик), где также был успевающим, но средним по способностям. В коллеже он заинтересовался живописью, которой занимался между 13 и 18 годами. Сохранились портреты сестёр, отца и матери, соседей и мэра Арбуа, выполненные пастелью. В пастеровской биографии Патрис Дебре описаны и другие портреты, которые, по её словам, «представляли галерею пуританских типов, порой напоминающих об „Американской готике“». Альберт Эдельфельт, писавший портрет Пастера в 1885 году и видевший его собственные живописные работы, свидетельствовал, что в 16 лет Луи всерьёз думал стать профессиональным художником. По мнению Эдельфельта, его пастельные портреты были «энергичны, уверенно передавали характеры, но несколько суховаты по колориту». В общем, он признавал, что работы Пастера «превосходили учебные работы молодых людей, предназначавших себя к карьере художника; я уверен, что если бы г-н Пастер выбрал искусство ради науки, Франция могла бы рассчитывать на ещё одного способного художника». Впрочем, Джеральд Джейсон в биографии Пастера-учёного утверждал, что сохранившиеся портреты демонстрируют уровень «чуть выше заурядного», а эстетические устремления и визуальное воображение Пастера в полной мере оказались реализованными в его научных работах, особенно в области кристаллографии.

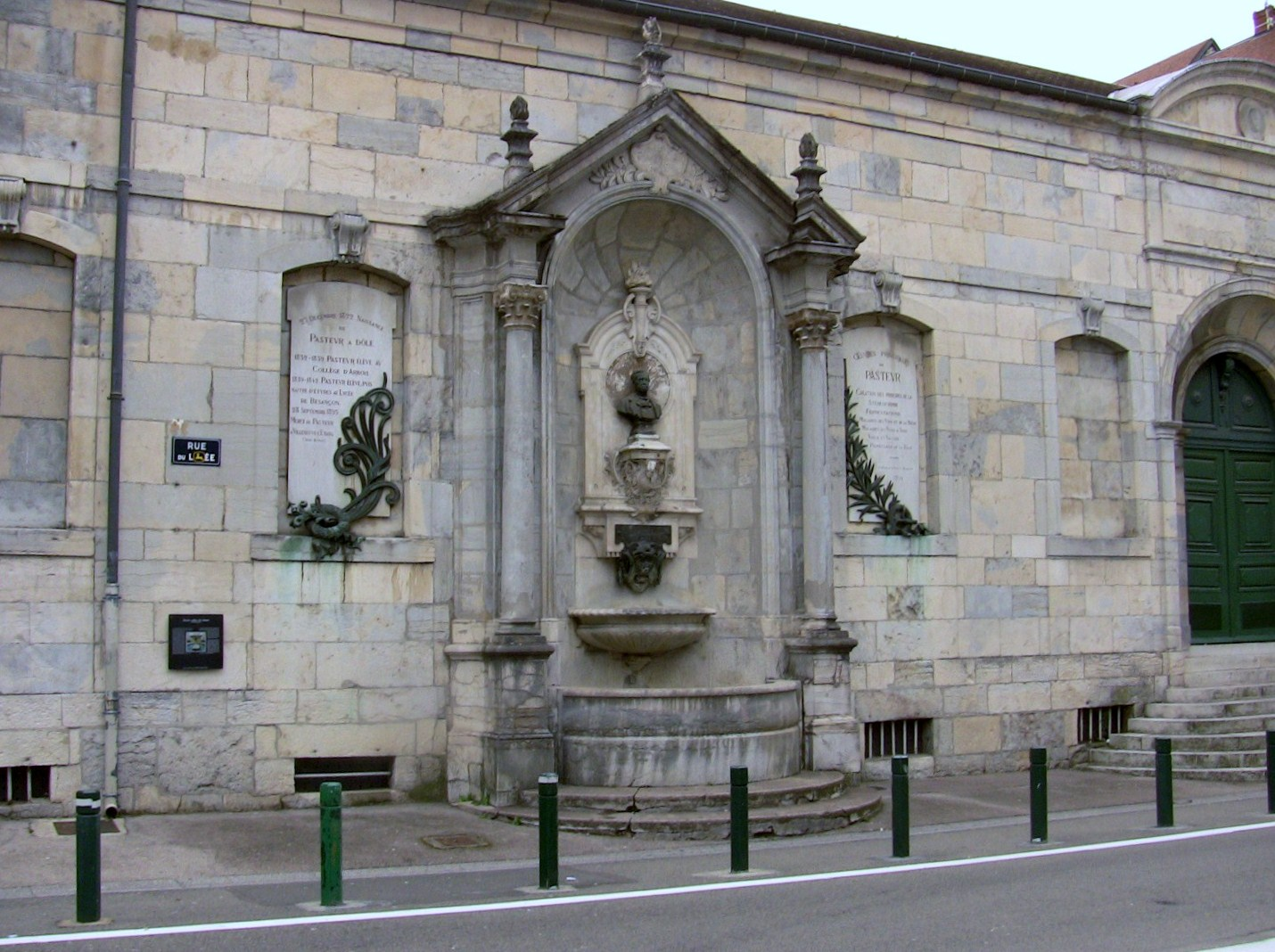
Фонтан Пастера в коллеже Безансона. Фото 2009 года

По-видимому, ни прагматически настроенный отец, ни директор коллежа Буассон де Мере не были в восторге от перспектив Луи Пастера — художника. В 1837—1838 учебном году его рекомендовали в Высшую нормальную школу в Париже, и было принято решение отправить его в приготовительный пансион Барбэ. Однако уже через месяц Луи вернулся в Арбуа, охваченный тоской по родным. Вероятно, это не было следствием плохих отношений или неуспехов в учёбе. Чтобы получить степень бакалавра философии, Пастеру всё равно пришлось покинуть родной город, поскольку в местном коллеже отсутствовал высший, философский, класс. Луи отправился в Безансон за 40 км от Арбуа, где его отец регулярно бывал по делам торговли кожами. В местном Королевском коллеже Луи изучал историю, географию, философию, греческий и латинский языки, риторику и естественные науки и был удостоен искомой степени за три месяца до 18-летия — в августе 1840 года. По результатам испытаний по всем предметам он получил оценки «хорошо», а за курс естествознания — «очень хорошо». Не оставлял он и занятий живописью: написал портреты директора и инспектора коллежа и даже брал уроки у Флажуло — первого учителя Курбе. По результатам экзаменов Луи Пастеру было рекомендовано готовиться к получению степени бакалавра наук. Чтобы облегчить финансовое бремя семьи, его назначили помощником учителя с жалованьем, а также бесплатным жильём и столом. Однако попытка получения степени бакалавра наук в 1841 году оказалась неудачной, и ему продлили обучение ещё на один год. Тяжелее всего Луи Пастеру давалась математика, в одном из писем домой он даже писал, что «ничто так не иссушает сердце, как занятия математикой». Скучал он и по школьному другу, Шарлю Шапюи, который был зачислен в Эколь Нормаль; в дальнейшем они дружили до конца жизни.

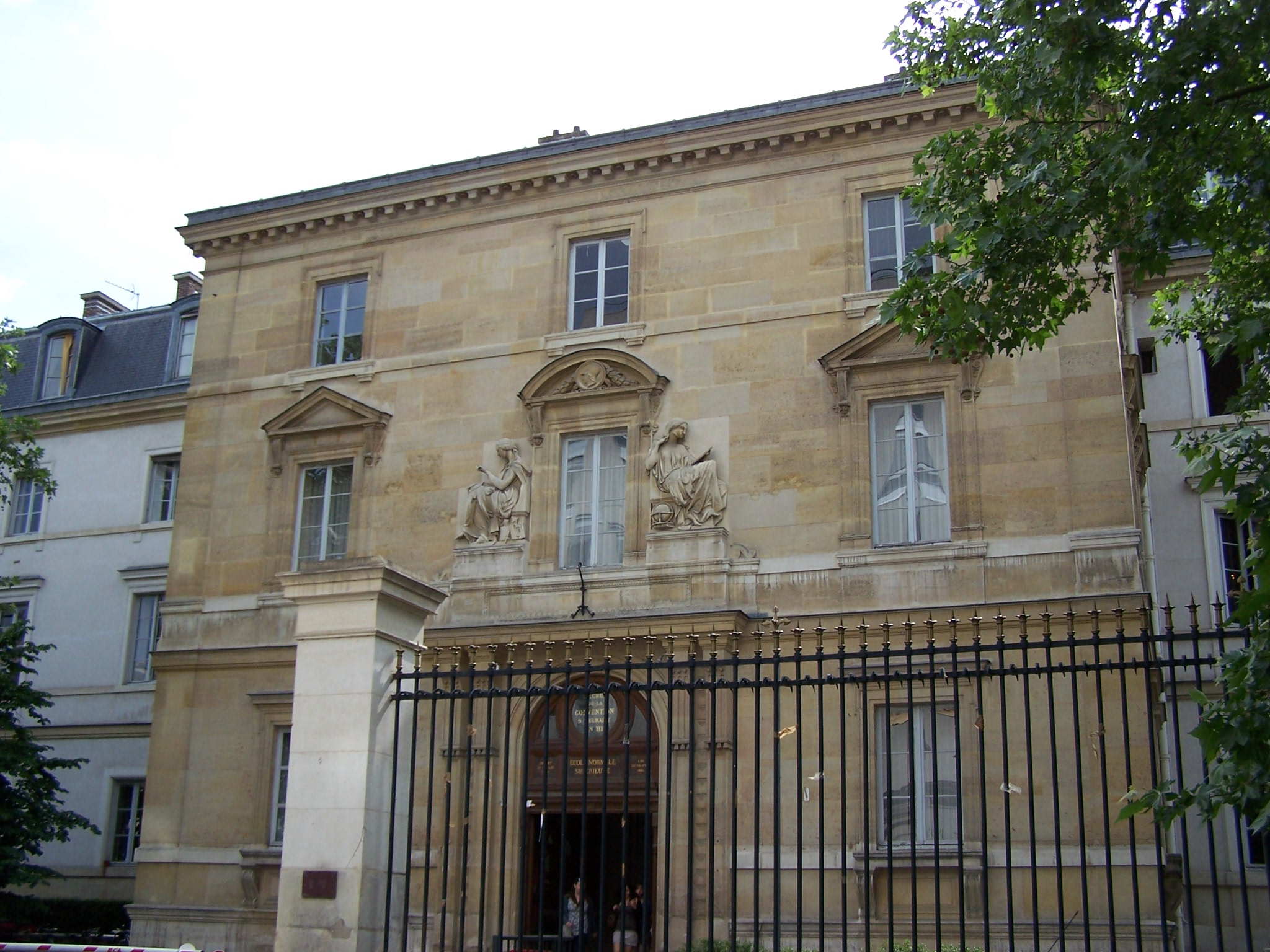
Главный вход в здание Высшей нормальной школы (Париж)

Удостоившись степени бакалавра наук в Безансоне (хотя и получив «удовлетворительно» по физике и «посредственно» по химии), через две недели Луи Пастер держал испытания в парижскую Политехническую школу. Экзамены продолжались пять дней, включая 6-часовой экзамен по математике. По результатам он оказался 15-м из 22 зачисленных в 1842 году и принял решение не поступать. Взамен он вновь устроился в пансион Барбэ с намерением попасть на следующий год в Эколь Нормаль. Пансион содержал уроженец Франш-Конте, который вдобавок был владельцем общественной бани, услугами которой пользовались его постояльцы. Пастер и в пансионе исполнял обязанности младшего учителя, за что получал жильё, стол и 300 франков жалованья, которое, дополняясь посылками от родителей, позволяло вести относительно безбедную жизнь. С шести утра он помогал ученикам начальных классов в занятиях по математике, а в остальное время учился в коллеже Сен-Луи (приготовительном к Эколь Нормаль) и посещал лекции Жан-Батиста Дюма в Сорбонне. Из друзей он общался почти исключительно с Шапюи. Соблазны Парижа, кажется, также почти обошли Пастера стороной, в письмах родителям он сообщал, что столица Франции «столь же прекрасна, как и безобразна». Усердие принесло свои плоды: в Сен-Луи он получил первое место на экзамене по физике, и в результате в списке зачисленных в Эколь Нормаль Пастер шёл четвёртым. С октября 1843 года он переехал в здание Высшей Нормальной школы и приступил к работе и занятиям.

### Студент Эколь Нормаль

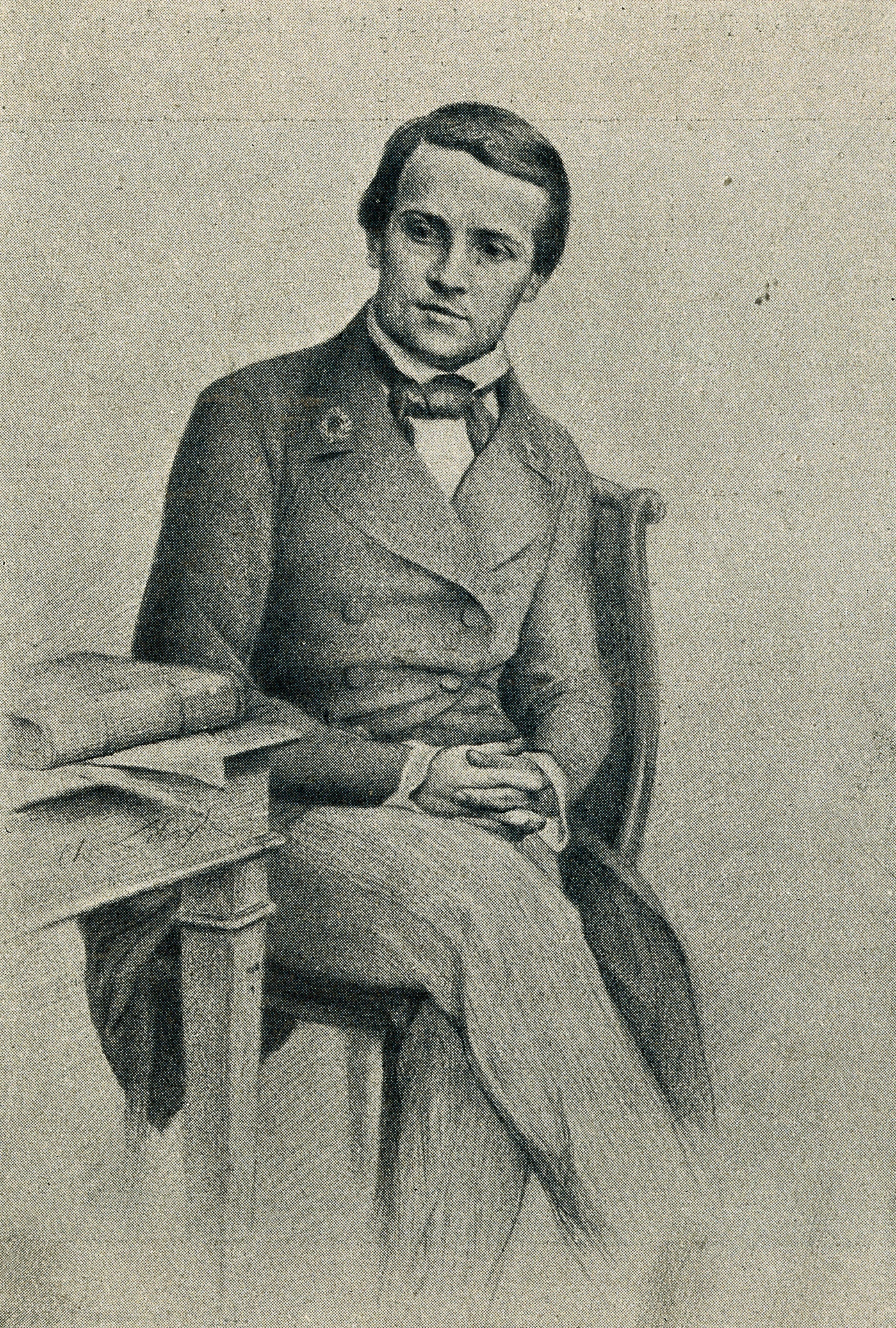
24-летний Пастер в годы обучения в Эколь Нормаль. Литография с дагерротипа

Начиная с 1843 года, пять лет жизни Пастера были связаны с Эколь Нормаль, где он специализировался на физике и химии. Отец советовал ему получить диплом по математике, потому что учителя по этому предмету получали большее жалованье, а учебная нагрузка у них была меньше. Пастер зарабатывал на жизнь, репетируя учеников пансиона Барбэ, а кроме того, убедил Ж.-Б. Дюма позволить работать по выходным в его лаборатории. Пастер-старший в письмах всячески увещевал Луи «хорошо питаться, тепло одеваться, пить хорошее вино, не выходить на улицу ночью и не учиться слишком усердно». Беспокойство отца объяснялось и сугубо экономическими причинами — не удалось выгодно продать шкуры, и будущее виделось довольно туманным. Между тем программа в Эколь Нормаль была разнообразной: студентов учили работать руками — Пастер освоил плотницкое, гончарное и стекольное ремёсла; обучали основам ботаники; курсы английского и немецкого языков были вообще бесплатными. Главной задачей Пастера стало прохождение конкурса на лиценциата и агреже. Луи стал седьмым в списке лиценциатов 1845 года и третьим на испытаниях агреже по физике в 1846-м (десять его соучеников при этом провалились). Пастера сразу же пригласили учителем физики в Турнон, но он немедленно обратился к Дюма, чтобы его оставили в Париже ещё на год. К тому времени, вероятно, Луи Пастер уже осознал стремление стать исследователем, что противоречило сложившейся во Франции системе образования. Для Жан-Жозефа Пастера место учителя в коллеже было доро́гой к спокойной и комфортной жизни, избавленной от физического труда или рыночной неопределённости. Научных амбиций сына он не понимал. Луи же, напротив, отныне стремился избавиться от преподавательского труда и сделать карьеру исследователя.
Прошение Пастера-младшего было удовлетворено Антуаном Баларом, который заявил начальству, что «постыдным было бы изгнать из стен школы такого студента». Именно тогда Жан-Жозеф Пастер и написал сыну о вине и мудрости. Луи Пастер получил место лаборанта у Балара, где имел возможность проводить эксперименты и готовиться к получению докторской степени сразу по химии и по физике. В августе 1847 года он был удостоен степени доктора естественных наук и оставлен при Эколь Нормаль ассистентом А. Балара. В это время он заинтересовался кристаллографией, хотя отец всячески призывал его занять приличное место и сыграть выгодную свадьбу.
Февральская революция 1848 года поначалу не тронула Луи Пастера. Однако в апреле он кратко писал в Арбуа, что вошёл в ряды Национальной гвардии и даже отдал все свои сбережения — 150 франков — в фонд Республики. В конце мая 1848 года от кровоизлияния в мозг скоропостижно скончалась мать Пастера, и отец всячески попрекал сына, что её кончину ускорило беспокойство за его судьбу. На руках Жан-Жозефа оказалось трое дочерей, одна из которых страдала церебральным параличом. Луи Пастер, для которого семья и дом всегда стояли на первом месте, немедленно ходатайствовал в Министерство народного просвещения о назначении на должность, желательно ближе к дому. 16 сентября 1848 года он был назначен профессором физики в лицей Дижона с правом оставаться в Париже до ноября, чтобы завершить исследования оптической активности и кристаллической асимметрии в винной и рацемической кислотах. Когда обязанности в лицее не позволили Пастеру оставаться в столице, он подал заявку на замещение профессорской должности. Работа не нравилась Пастеру: он жаловался в письмах родным, что вынужден тратить много времени на подготовку к урокам. Вдобавок в классе Пастера было чуть ли не 80 человек, из-за чего ему приходилось придумывать лабораторные практики, чтобы поддерживать внимание и порядок во время уроков. Об этом он с возмущением писал Шапюи. Всего через несколько недель после начала работы Пастер узнал, что в конце декабря 1848 года удостоился должности профессора химии в Страсбургском университете.

#### «Исследование явлений, относящихся к вращательной поляризации жидкостей»

Схематическое изображение кристаллов правой и левой винной кислоты, открытых Пастером

Вторая докторская диссертация Пастера, защищённая в Эколь Нормаль, была на тему: «Исследования явлений, относящихся к вращательной поляризации жидкостей». По мнению А. А. Имшенецкого, изучение угла вращения плоскополяризованного света в оптически активных жидкостях оказало влияние на дальнейшие научные интересы Пастера. В свою очередь, тема была ему подсказана преподавателем кристаллографии Деляфосом, который заинтересовал Луи связью между формой кристаллов, их составом и вращением плоскости поляризации. Первооткрывателем оптической активности органических веществ был Жан-Батист Био, который пригласил Пастера для демонстрации проведённых им опытов. 74-летний Био был впечатлён тщательностью и осторожностью проводимых опытов и всячески одобрял занятия Пастера. В дальнейшем учёный неизменно оказывал Луи всяческую поддержку. Пастер выступил с докладом перед Академией наук, в комиссию, заслушивавшую его выводы, входили, кроме самого Био, Дюма, Балар и Реньо. Все результаты полностью подтвердились.
Пастер, как и Био, предполагал, что различное отношение к поляризованному свету у оптически активных веществ объясняется расположением атомов в молекуле. В 1844 году Мичерлих, изучая виноградную (рацемическую) и винную кислоты, пришёл к выводу, что они тождественны по составу и форме кристаллов и отличаются тем, что винная кислота вращает поляризованный луч влево, тогда как виноградная кислота оптически неактивна. Природа и число атомов, их расположение и расстояние друг от друга оставались неизменными. Пастер, изучая физические свойства винной кислоты, обнаружил, что кристаллы этой оптически активной кислоты имеют сбоку добавочную плоскость, срезающую грань только с одной стороны, что не было замечено Мичерлихом. Выяснилось, что кислота, полученная при брожении, обладает оптической активностью — способностью вращать плоскость поляризации света, в то время как химически синтезированная изомерная ей виноградная кислота этим свойством не обладает. Изучая кристаллы под микроскопом, Пастер выделил два их типа, являющихся как бы зеркальным отражением друг друга. При растворении кристаллов одного типа раствор поворачивал плоскость поляризации по часовой стрелке, а другого — против. Раствор из смеси двух типов кристаллов в соотношении 1:1 не обладал оптической активностью. Пастер пришёл к заключению, что кристаллы состоят из молекул различной структуры, причём оба их типа, как он считал, при химических реакциях образуются с одинаковой вероятностью, однако живые организмы используют лишь один из них (ходят слухи, что это свойство живых организмов он обнаружил, когда заметил, что в пустых бочках из-под вина один оптический изомер винной кислоты активно потребляется бактериями, в то время как на другом никто не поселился). Таким образом, впервые была показана хиральность молекул (термин образован от греческого χειρ — «рука»).

## Страсбург — Лилль (1849—1857)

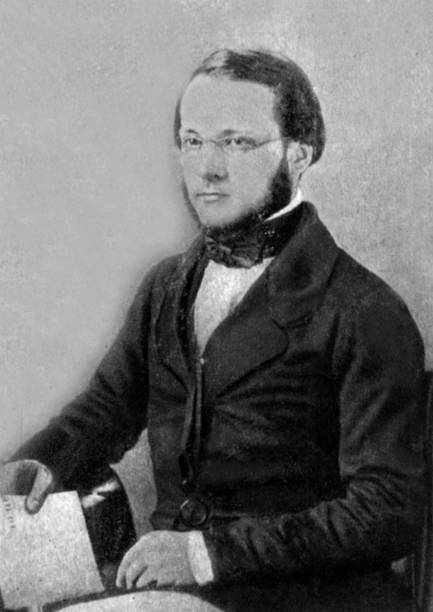
Луи Пастер — профессор в Страсбурге. Фото около 1852 года

### Женитьба
10 февраля 1849 года, всего через две недели после прибытия в Страсбург, 26-летний Пастер сделал предложение руки и сердца дочери ректора университета Шарля Лорана Мари. По утверждению П. Дебре, они встречались лишь дважды. В официальном письме ректору Луи Пастер сообщал, что совокупное состояние его семьи хоть и составляет 50 000 франков, но оно достанется его старшей и младшим сёстрам, а сам Пастер может предложить лишь «отличное здоровье, добрый нрав и положение в университете». Сообщал он и о намерении сделать академическую карьеру в Париже, приложив заключение академиков о его диссертации по физике. Примечательно, что в письме даже не упоминалось имя дочери ректора (незамужними были две сестры). Вскоре в Страсбург приехал Жан-Жозеф Пастер, который вёл переговоры с Шарлем Лораном. В результате дело было решено с удивительной быстротой: Луи и Мари обвенчались 29 мая. Медовый месяц они провели в Бадене. По мнению Луизы Роббинс, выбор Пастера был безошибочным: Мари полностью взяла на себя заботы о семье и доме, а также служила секретарём и доверенным лицом своего мужа. Пастер заранее предупредил жену, что будет всецело погружён в работу (лаборатория была обустроена дома), но всё-таки через полтора года в письмах Шапюи появлялись упоминания, что у них бывали размолвки. Например, однажды Мари и Луи хотели побывать на встрече императора Наполеона III — Пастер, как и его отец, был ярым бонапартистом — однако учёный «на минутку» забежал в лабораторию и вернулся только к ужину, заявив, что реакцию нельзя было прерывать. Мари довольно быстро осознала, что семейные обязанности всегда будут для Пастера на втором месте после его занятий наукой. В Страсбурге у них родилось трое детей: старшая дочь Жанна — в 1850 году, единственный сын Жан-Батист — в 1851 году (крёстным отцом был Био) и дочь Сесиль — в 1853 году. Одной из причин для размолвок, вероятно, служило и то, что получаемого жалованья не хватало. Должность экстраординарного профессора предполагала только половинное жалованье, Пастеру приходилось брать дополнительные курсы, что его раздражало. Наконец, в конце 1852 года он получил звание ординарного профессора и немедленно построил расписание так, чтобы появляться в аудиториях не более двух дней в неделю, а всё оставшееся время посвятить лабораторным экспериментам. Вечером Пастер занимался или играл со своими детьми, однако Мари жаловалась в письмах отцу, что Луи не любит убираться за Жан-Батистом, когда он пачкает пелёнки.

### Научная работа в Страсбурге

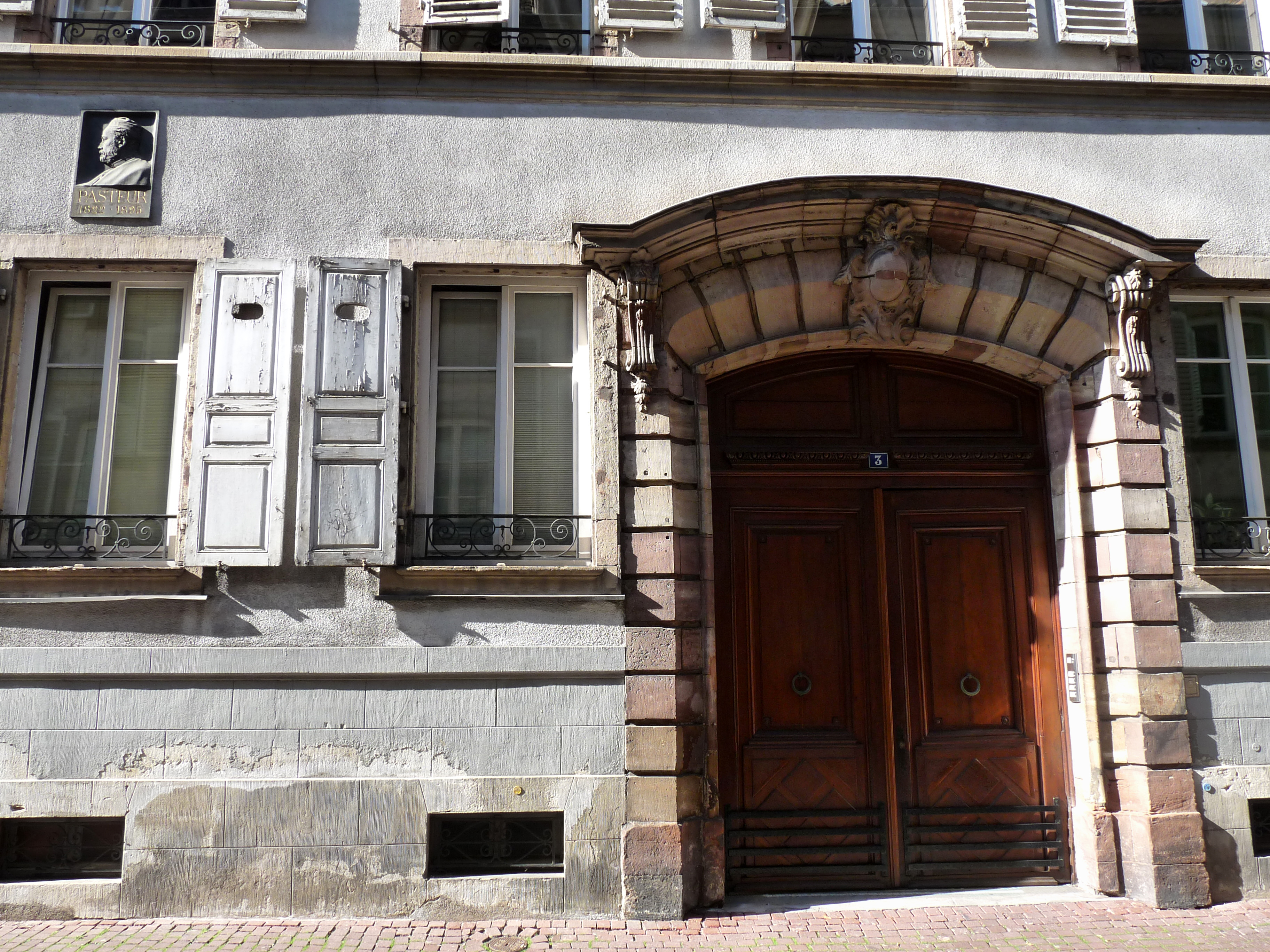
Дом Пастера в Страсбурге. Хорошо видна мемориальная доска. Фото 2010 года

В октябре 1852 года Пастер побывал в месячной научной командировке по центрам химического производства Германии и Австрии — Дрездену, Цвиккау, Лейпцигу, Фрейбургу, Вене и Праге. Главной темой работ Пастера в Страсбурге была молекулярная диссимметрия, по которой в 1848—1854 годах он опубликовал более двадцати статей. Он открыл, что при брожении в образующейся винной кислоте присутствует некоторое количество виноградной, и попытался произвести её искусственно, что ему удалось. Тем не менее, несмотря на достигнутые результаты в области химической кристаллографии, Пастер пытался выйти на уровень широких обобщений. Например, он пытался применять внешние воздействия для появления асимметрии или для того, чтобы изменить направление реакции при синтезе органических веществ. Он воздействовал на кристаллы магнитами, а также солнечными лучами при помощи рефлекторов и гелиостата. Пастер вообще утверждал, что все оптически активные вещества могут быть синтезированы только живым организмом и что это свойство характерно только для веществ, входящих в состав животных и растений. Однако уже при его жизни были искусственно синтезированы оптически активные углеводы, спирты и органические кислоты и была установлена распространённость правых и левых изомеров различных органических веществ в протоплазме животной и растительной клеток. В письмах, адресованных отцу и Шапюи, Пастер писал, что, возможно, его эксперименты «приоткроют завесу, за которой Бог скрывает тайны Вселенной», а Мари в письмах к своему отцу выражала уверенность, что Луи непременно станет учёным уровня Ньютона и Галилея. Впрочем, Био предостерегал Пастера от траты времени и денег на непонятно к чему ведущие эксперименты.
В 1853 году, незадолго до присуждения ему звания профессора, Пастер получил премию Фармацевтического общества в 1500 франков за работы в области кристаллографии рацемической виноградной кислоты, а правительство произвело его в кавалеры ордена Почётного легиона, как и его отца. Была сделана попытка ввести его в состав Академии, но на первых порах она окончилась неудачей. Разочарованный Пастер заболел — его мучили головные боли и спазмы в животе. В начале 1854 года он взял длительный отпуск и вместе с семьёй отправился в Париж. В сентябре учёный вернулся в Страсбург, где получил новое назначение — уже деканом вновь открытого факультета естественных наук в Лилле.

### Лилль

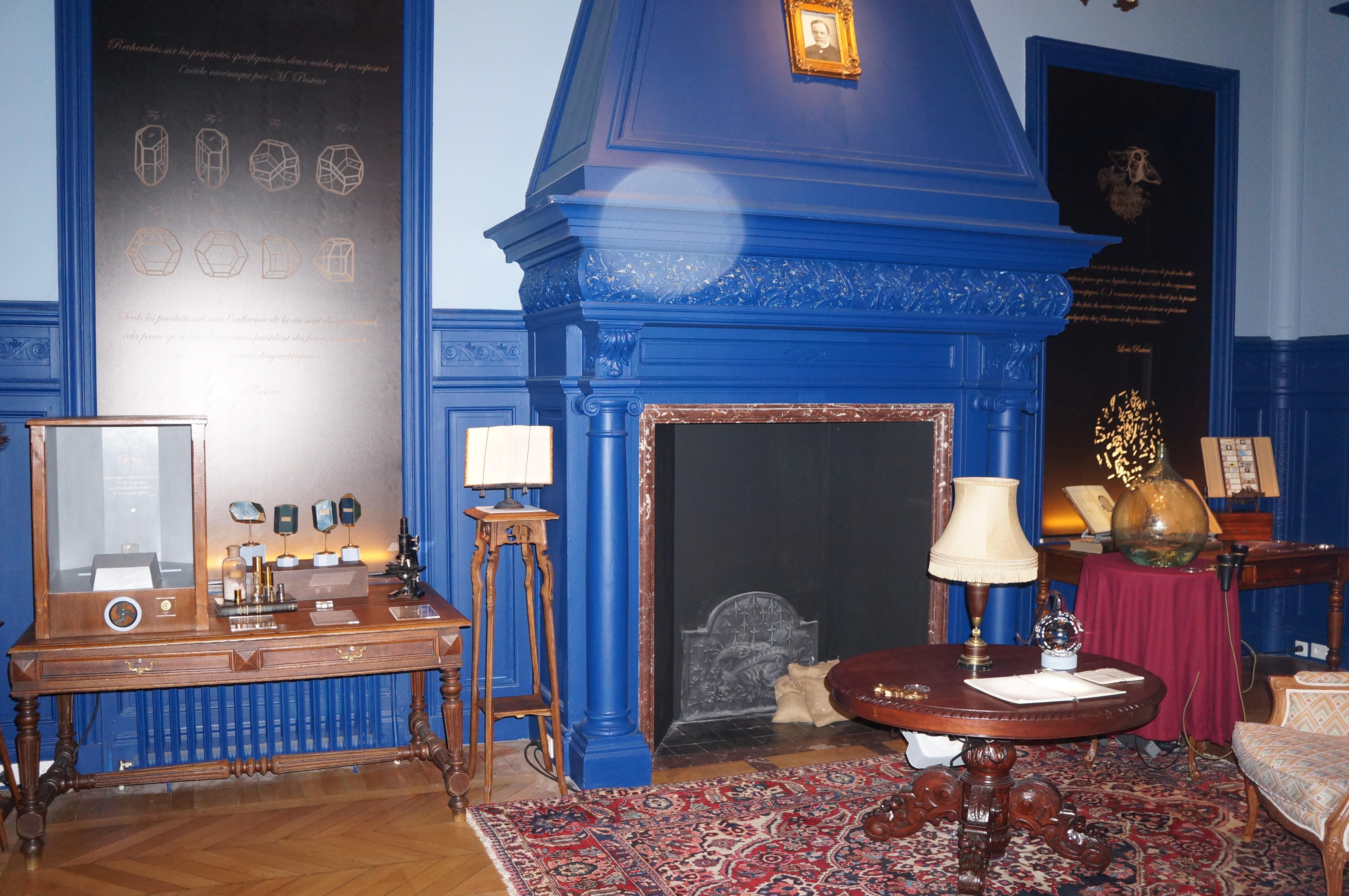
Реконструкция лаборатории учёного в музее Лилльского Пастеровского института. На грифельной доске слева — схемы кристаллохимии винной кислоты. Фото 2018 года

Со 2 декабря 1854 года Пастер занял место декана в Лилле. Назначение было желанным для него — город был крупным промышленным центром, а факультет был учреждён императорским указом от 22 августа 1854 года для соединения теории и практики «в области прикладных наук». Должность устраивала Пастера и в сугубо бытовом отношении: жалованье декана было выше, в предоставленной ему квартире было лабораторное помещение, которым профессор мог пользоваться в любое время дня и ночи. По совету Био, Пастер оставил эксперименты по изменению химического строения живых организмов. В 1855 году освободилось кресло в Академии наук, которое Ж.-Б. Био предложил отдать Луи Пастеру. Это потребовало большой активности: Пастер формально подал заявку на конкурс, составил список опубликованных трудов и провёл несколько недель в Париже, нанося визиты потенциальным коллегам, которым предстояло голосовать за его кандидатуру. На выборах он был забаллотирован и писал жене Мари, что «голосовали за него действительно хорошие учёные».
Пастер провёл в должности декана три года и продемонстрировал значительный административный и организационный талант. В частности, он ввёл лабораторные занятия по всем дисциплинам и не уставал повторять, что «теория — мать практики», а без теории практика — «это просто рутина, рождённая привычкой». Также он сопротивлялся решению Министерства народного просвещения, суть которого состояла в том, что университет должен готовить школьных учителей, и настаивал, чтобы профессура вела научную работу. Вообще Пастера раздражало, что многие студенты были праздными любителями, которые желали, чтобы их развлекали или сразу сообщали «полезные сведения», пригодные для немедленного употребления. Раздражала его и позиция промышленников Лилля, которые пренебрегали фундаментальной наукой и не понимали, для чего на производстве необходимы специалисты с высшим образованием. Со своей стороны, Пастер отправлял своих студентов на практику на металлургические производства в Бельгию и на измерение плодородия почв в северных департаментах. Сам профессор преподавал методы и принципы отбеливания, рафинирования, ферментации и выгонки свекловичного спирта — всё это были важные для Лилля производства. Благодаря заказу владельца спиртзавода Эдуарда Биго Пастер заинтересовался процессом брожения, поскольку хотел понять разницу качества исходного сырья, получаемого из свекловичного сахара.
В сентябре 1857 года освободилось место директора по учебной работе (directeur des études) в Высшей нормальной школе. Пастер немедленно объявил о своём намерении претендовать на должность в своей alma mater. 22 октября он получил пост директора. 34-летний Луи Пастер переехал в Париж, и отныне вся его жизнь учёного была связана с Эколь Нормаль.

## Эколь Нормаль. Исследования брожения и самопроизвольного зарождения (1857—1864)

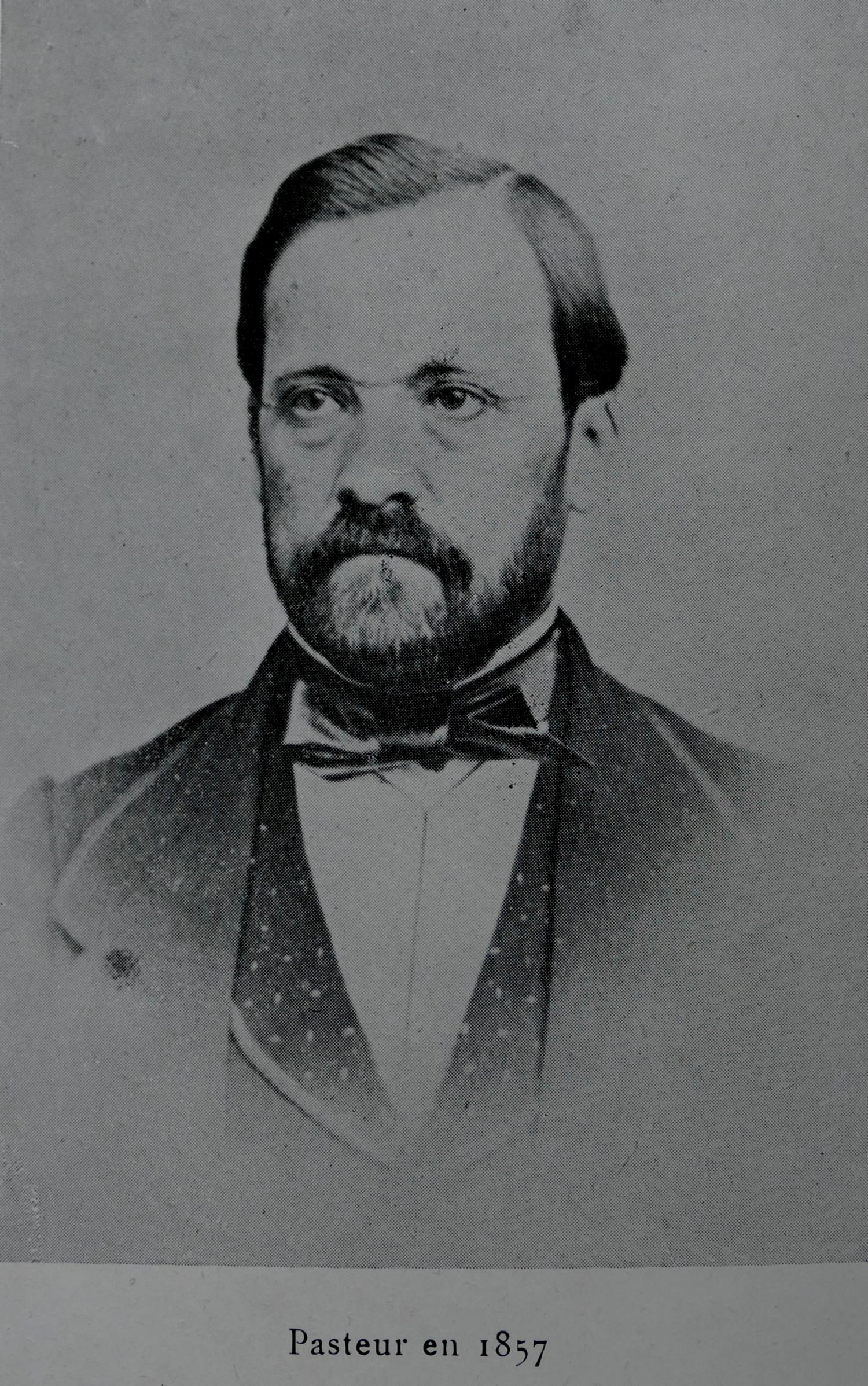
Пастер в 1857 году

### Карьера в Эколь Нормаль

#### Пастер-администратор. Реформы в Высшей нормальной школе
Помимо должности директора по научной работе, на Пастера возложили «надзор за экономическими и гигиеническими вопросами, общей дисциплиной, связь с семьями студентов». При этом ему не полагалось ни лаборатории, ни средств для проведения экспериментов. Чтобы продолжать начатые исследования, профессору не единожды приходилось нарушать правила и изыскивать дополнительные средства. Лабораторию он сначала оборудовал в двух мансардных комнатах здания Высшей нормальной школы, и с 1864 года занимал отдельное крыло. В 1862 году Пастеру удалось несколько улучшить свои лабораторные условия благодаря императору Наполеону III, который прочитал его статью «Бюджет и наука». Работы по болезням вина и пива, а далее и шелковичных червей и домашнего скота оплачивало государство. Благодаря исследованиям брожения, с 1862 года Пастеру выделили на эксперименты ежегодное пособие в 2000 франков. 8 декабря 1862 года, за несколько недель до своего сорокалетия, Пастер был избран по секции минералогии в Академию наук (36 голосами «за» из 60). Для него это было важным знаком признания со стороны научного сообщества, однако его раздражало, что заседания Академии требовали частого личного присутствия. Кроме того, с ноября 1863 по октябрь 1867 года Пастер читал лекции в Академии изящных искусств, куда был избран «профессором геологии, физики и химии применительно к изящным искусствам». Иными словами, он обучал приготовлять и смешивать краски, масла и грунты. В период 1865—1870 годов, когда Пастер работал с болезнями шелковичных червей, он каждую весну проводил в сельской местности.

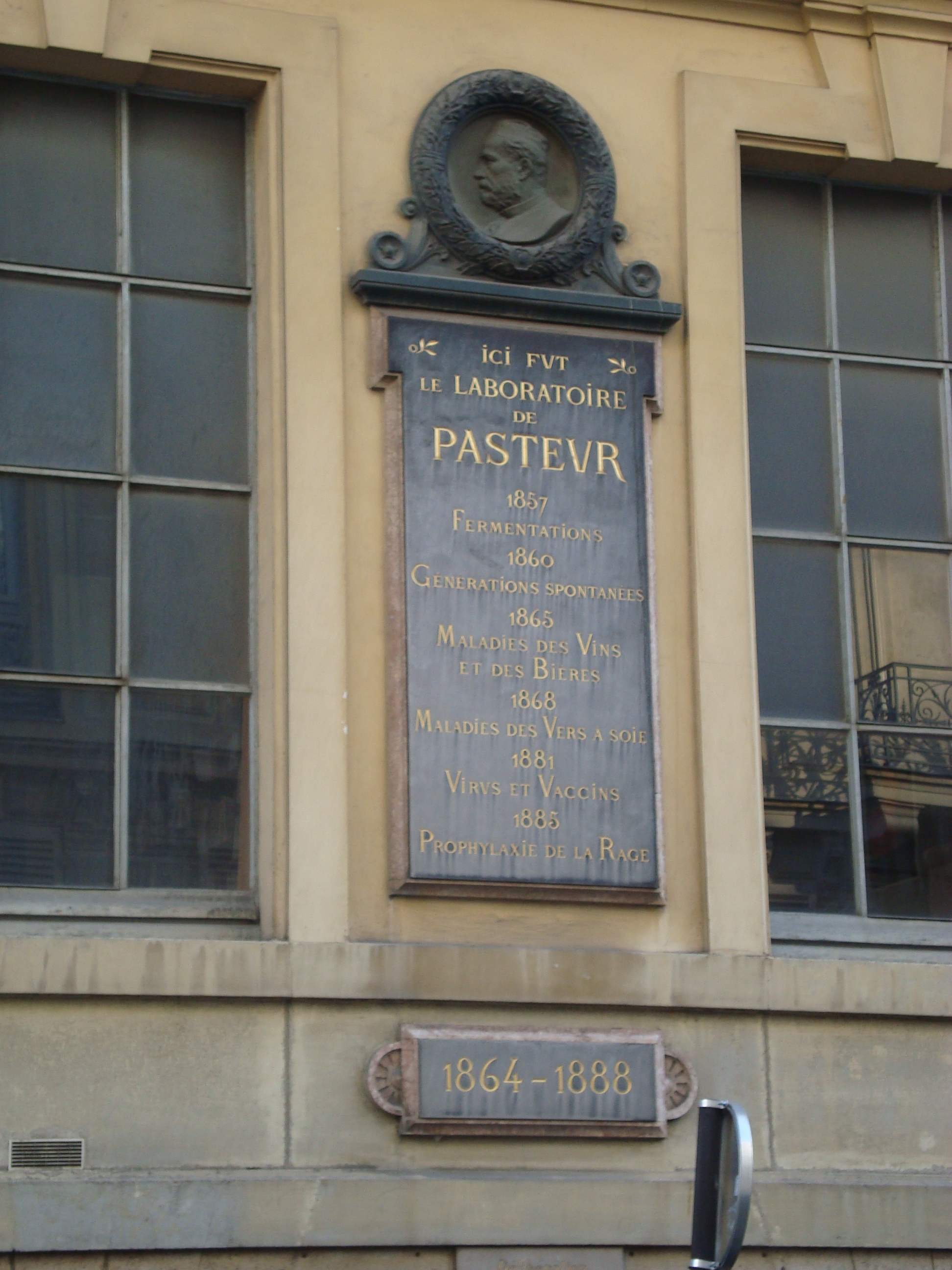
Мемориальная доска на бывшем здании лаборатории Пастера в Париже

До отставки с должности директора профессор Пастер много сил и времени уделял своим административным обязанностям, а особенно — реформе Эколь Нормаль. Одной из первых реформ стали увеличение числа ставок агреже-препараторов с трёх до пяти и сокращение срока их контракта с семи—восьми лет до двух, что должно было увеличить конкуренцию среди выпускников, увеличить число докторантов и расширить возможности для желающих заниматься наукой. Лучший из выпускников с 1863 года назначался в лабораторию самого Пастера. Естественнонаучное направление в Эколь Нормаль сильно зависело от факультета естественных наук Сорбонны, поэтому Пастер ввёл собственный двухлетний курс, включающий рассмотрение истории науки. С 1864 года Пастер издавал журнал Annales scientifiques de l'École normale supérieure, в котором студенты и выпускники Эколь Нормаль могли публиковать свои исследования в области физики, химии и естественных наук (после кончины основателя журнал стал целиком математическим). Об успехе пастеровских реформ свидетельствует тот факт, что на 15 ежегодных мест в докторантуре Эколь Нормаль претендовало до 200—230 человек. Пастер гордился тем, что даже лучшие кандидаты в Политехническую школу предпочитали перевестись в Нормальную школу, такие случаи имели место в 1861 и 1864 годах. Однако крутой нрав и авторитарность Пастера не лучшим образом сказывались на дисциплине и взаимоотношениях с профессурой и студентами. Пастер игнорировал жалобы на качество еды и строгие порядки, а неповиновение (особенно студентов-гуманитариев) приводило его в ярость.
В 1865 году Пастер был принят при дворе Наполеона III и введён в ближайшее окружение императора, когда провёл неделю в его частной резиденции в Компьене. В своих письмах жене он подробно описывал придворные развлечения и императорскую охоту, на которую был приглашён. Нашлось время продемонстрировать Луи Наполеону и императрице Евгении микроскоп и великое множество микроорганизмов, рассеянных в воздухе, воде и почве. Удалось найти и «заболевшее» вино из личного погреба французского государя. Вышедшее в следующем году исследование о вине было посвящено Наполеону III; за это автор был произведён в командоры Почётного легиона. Этот успех закрепил статус Пастера как величайшего национального учёного Франции.

#### Студенческие манифестации и отставка

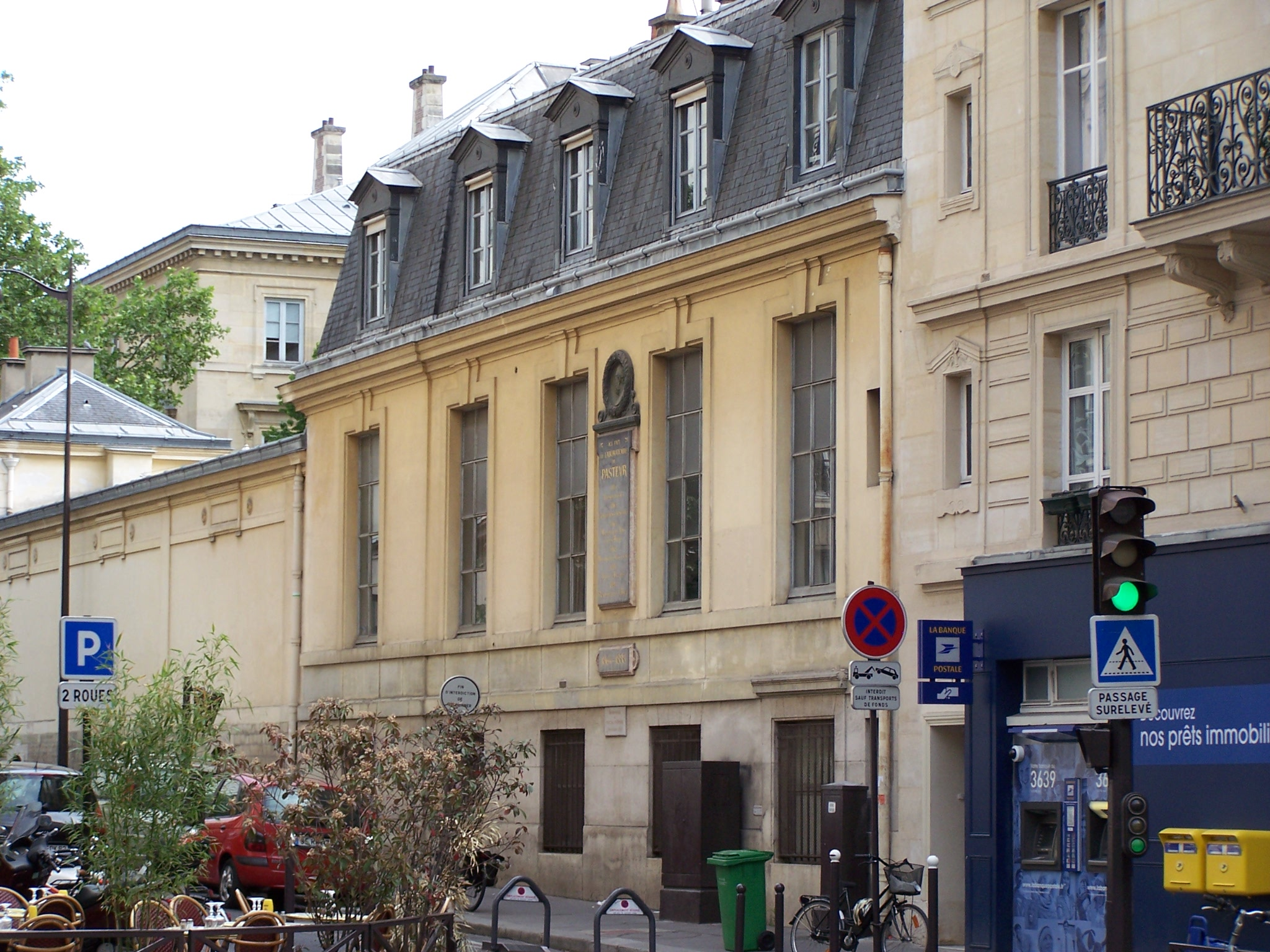
Здание бывшей лаборатории Пастера на. Фото 2011 года

В марте 1863 года Пастер исключил двух студентов, которые без разрешения покинули здание Школы; такая же судьба ожидала курильщиков. Сам директор объяснял это нетерпимостью к игнорированию его распоряжений. В результате три четверти студентов подписали петицию с требованием о его отставке, но после вмешательства Министерства народного просвещения мир был восстановлен, отчисленные возвращены, а на остальных были наложены менее строгие взыскания. Дальше последовало неуклонное ухудшение отношений Пастера с властями и подчинёнными. В июне 1867 года один из студентов написал открытое письмо в поддержку речи сенатора Сент-Бёва о свободомыслии, которое было опубликовано в столичной прессе. Это прямо нарушало запрет на любую политическую деятельность студентов Эколь Нормаль, как индивидуальную, так и коллективную; кроме того, автор письма с нескрываемой иронией писал о недавнем покушении на Наполеона III. После его исключения студенты подняли бунт, который возглавляли гуманитарии. Студенты устроили манифестацию, во время которой прошлись по улицам с кастрюлями на голове. В результате Пастер вызвал недовольство и министерства, и студентов и заявил, что школа должна быть закрыта, а сам он подаёт в отставку. Действительно, Эколь Нормаль была закрыта до октября 1867 года, а далее распоряжением министерства трое руководителей, включая Пастера, были заменены. Ему предложили сначала пост генерального инспектора высшего образования (но он снял свою кандидатуру), а далее место профессора химии в Сорбонне и должность maître de conférences в Эколь Нормаль с сохранением квартиры и лаборатории. 5 сентября 1867 года Пастер обратился с письмами к министру народного просвещения и императору Наполеону III, в которых соглашался с должностью в Сорбонне, но отказался от Эколь Нормаль. Взамен он потребовал построить в Нормальной школе современную и оснащённую лабораторию физиологической химии, в которой он мог вести собственные исследования; аргументировал он это «необходимостью сохранения научного превосходства Франции над конкурирующими нациями». В августе 1868 года на лабораторию было ассигновано 60 000 франков поровну Министерством императорского двора и Министерством народного просвещения. Однако к началу Франко-прусской войны и Парижской коммуны работы так и не были закончены.

#### Семья
Через год после того, как Пастер занял должность в Эколь Нормаль (1858), родился их четвёртый с Мари ребёнок — дочь Мари-Луиза. Двое младших детей жили в парижской квартире с родителями, тогда как старших — дочь Жанну и сына Жана-Батиста — Пастер отправил в пансион в Арбуа, в котором учился когда-то сам. В городе жил их дед Жан-Жозеф Пастер и семейство тётки. Луи Пастер был требователен к своему сыну и отчитывал его за полученные оценки «посредственно», требуя, чтобы тот учился только на «отлично» или «очень хорошо». Дочь в письмах он наставлял быть послушной и вежливой, «любить и бояться Бога» и следить за грамматикой и орфографией. Не забыл он и о необходимости исправления прикуса. Летом 1859 года девятилетняя Жанна слегла с сильной лихорадкой; в Арбуа срочно выехала мадам Пастер, тогда как отец был вынужден остаться в Париже, надзирая за ходом экзаменов. Через три недели девочка умерла от брюшного тифа. В 1863 году у Пастеров родился пятый и последний ребёнок — дочь Камилла, которая в двухлетнем возрасте скончалась от опухоли печени. Летом того же 1865 года не стало горячо любимого Пастером отца. В 1866 году от тифа скончалась и 12-летняя средняя дочь Пастеров Сесиль. Семейные трагедии лишь подстёгивали энтузиазм учёного к исследованиям; необходимость отнимать время на административные обязанности раздражала его. В одном из писем адъютанту Наполеона III полковнику Фаве Пастер писал, что исследователь может располагать лишь 20—25 годами активной жизни для работы и не может впустую потратить ни минуты.

### Изучение брожения

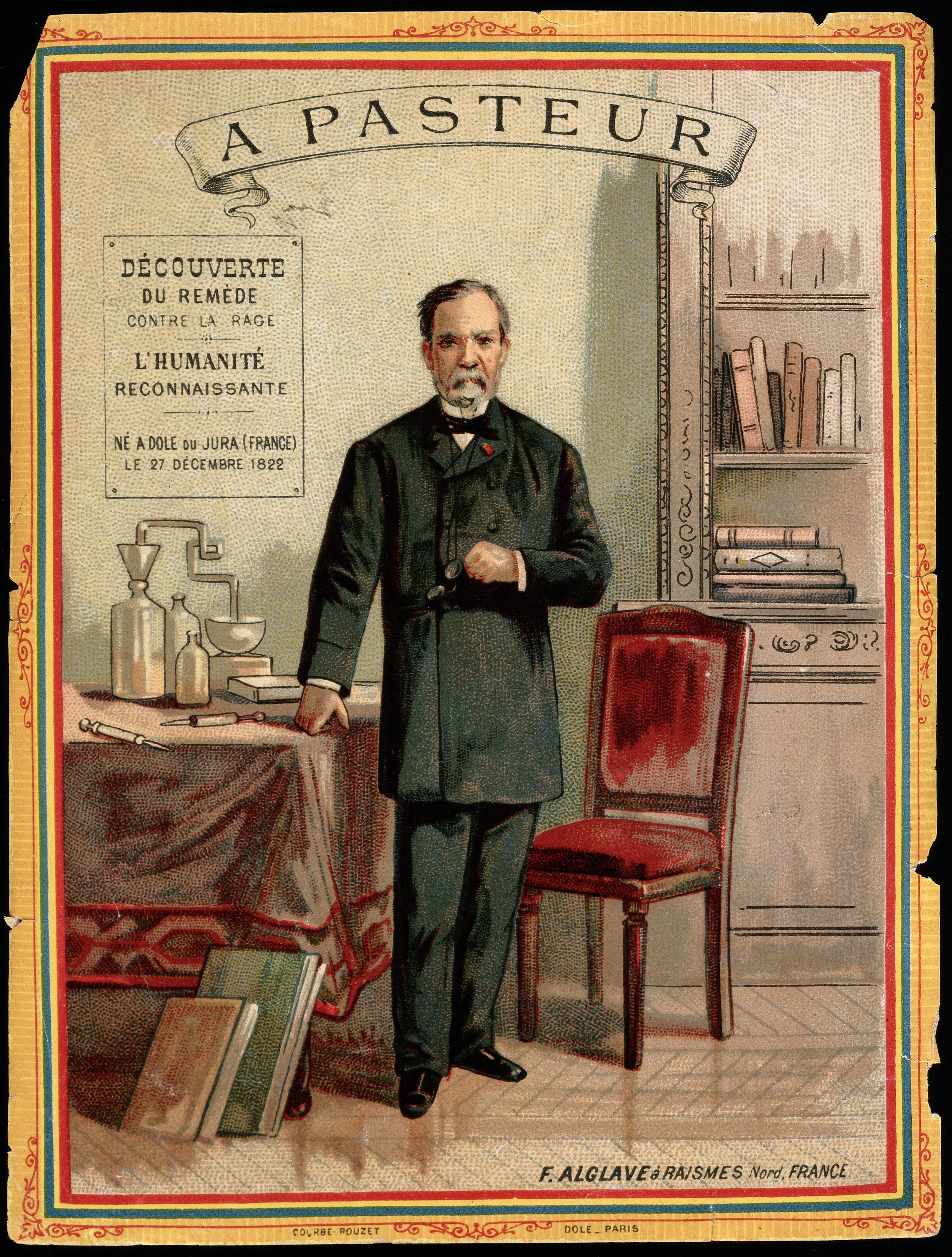
Пастер в образе химика. Цветная литография

#### Доказательство биологической природы брожения
Изучением процесса брожения Пастер занялся с 1857 года, опубликовав на эту тему первый «мемуар». В этой статье речь шла о молочнокислом брожении. Пастер «с исключительной убедительностью» (термин А. Имшенецкого) доказал, что возбудителями брожения являются живые существа, способные к существованию в отсутствие воздуха. Их размножение сбраживает молочный сахар с образованием молочной кислоты. Для доказательства Пастер выращивал культуру бактерий в прозрачном питательном бульоне и показал отличие молочнокислых бактерий от дрожжей — возбудителей спиртового брожения. В этом же «мемуаре» Пастер впервые высказал несколько теоретических положений, доказательство которых потребовало двух десятилетий экспериментальной работы. В том же 1857 году Пастер сделал и первое сообщение о спиртовом брожении.
В то время господствовала теория Либиха, что процесс брожения имеет химическую природу, хотя уже публиковались работы о его биологическом характере (Каньяр де Латур, 1837), не получившие признания. К 1861 году Пастер показал (на материале спирта, глицерина и янтарной кислоты) возможность маслянокислого брожения, вызываемого строго анаэробными микроорганизмами. За эти достижения Пастер был в том же 1861 году удостоен премии Дженнера Французской академии наук и медали Румфорда Королевского общества. Работа с причинами уксуснокислого брожения в 1862 году впервые привела к переходу Пастера от проблем химии и кристаллографии к вопросам биологии. В хронологическом отношении работы Пастера по брожениям прерывались его штудиями в области самопроизвольного зарождения и обращением к болезням шелковичных червей, поэтому в научной литературе их представляют комплексно.
Далее Луи Пастер доказал, что брожение есть процесс, тесно связанный с жизнедеятельностью дрожжевых грибков, которые питаются и размножаются за счёт бродящей жидкости. При выяснении этого вопроса Пастеру предстояло опровергнуть господствовавший в то время взгляд Либиха на брожение как на химический процесс. Особенно убедительны были опыты Пастера, произведённые с жидкостью, содержащей чистый сахар, различные минеральные соли, служившие пищей бродильному грибку, и аммиачную соль, доставлявшую грибку необходимый азот. Грибок развивался, увеличиваясь в весе; аммиачная соль тратилась. По теории Либиха, надо было ждать уменьшения в весе грибка и выделения аммиака, как продукта разрушения азотистого органического вещества, составляющего фермент. Вслед за тем Пастер показал, что и для молочного брожения также необходимо присутствие особого «организованного фермента» (как в то время называли живые клетки микробов), который размножается в бродящей жидкости, также увеличиваясь в весе, и при помощи которого можно вызывать ферментацию в новых порциях жидкости. Пастер даже обратился к Либиху и предложил создать особую комиссию для проверки своих результатов, но тот отказался.
В это же время Луи Пастер сделал ещё одно важное открытие. Он обнаружил организмы, которые могут жить без кислорода. Для некоторых из них кислород не только не нужен, но и ядовит. Такие организмы называются строгими (или облигатными) анаэробами. Их представители — микробы, вызывающие маслянокислое брожение. Размножение таких микробов вызывает прогорклость вина и пива. Брожение, таким образом, оказалось анаэробным процессом, «жизнью без кислорода», потому что на него отрицательно воздействует кислород (эффект Пастера). Напротив, окисление спирта протекает при наличии кислорода, из-за чего Пастеру пришлось решать дилемму: отказаться от определения этого процесса как брожения или признать наличие брожений особого типа, которые не являются жизнью без кислорода. Выбрав второе, Пастер стал родоначальником учения об окислительных брожениях — раздела физиологии микробов.

#### Пастеризация и проблема гниения

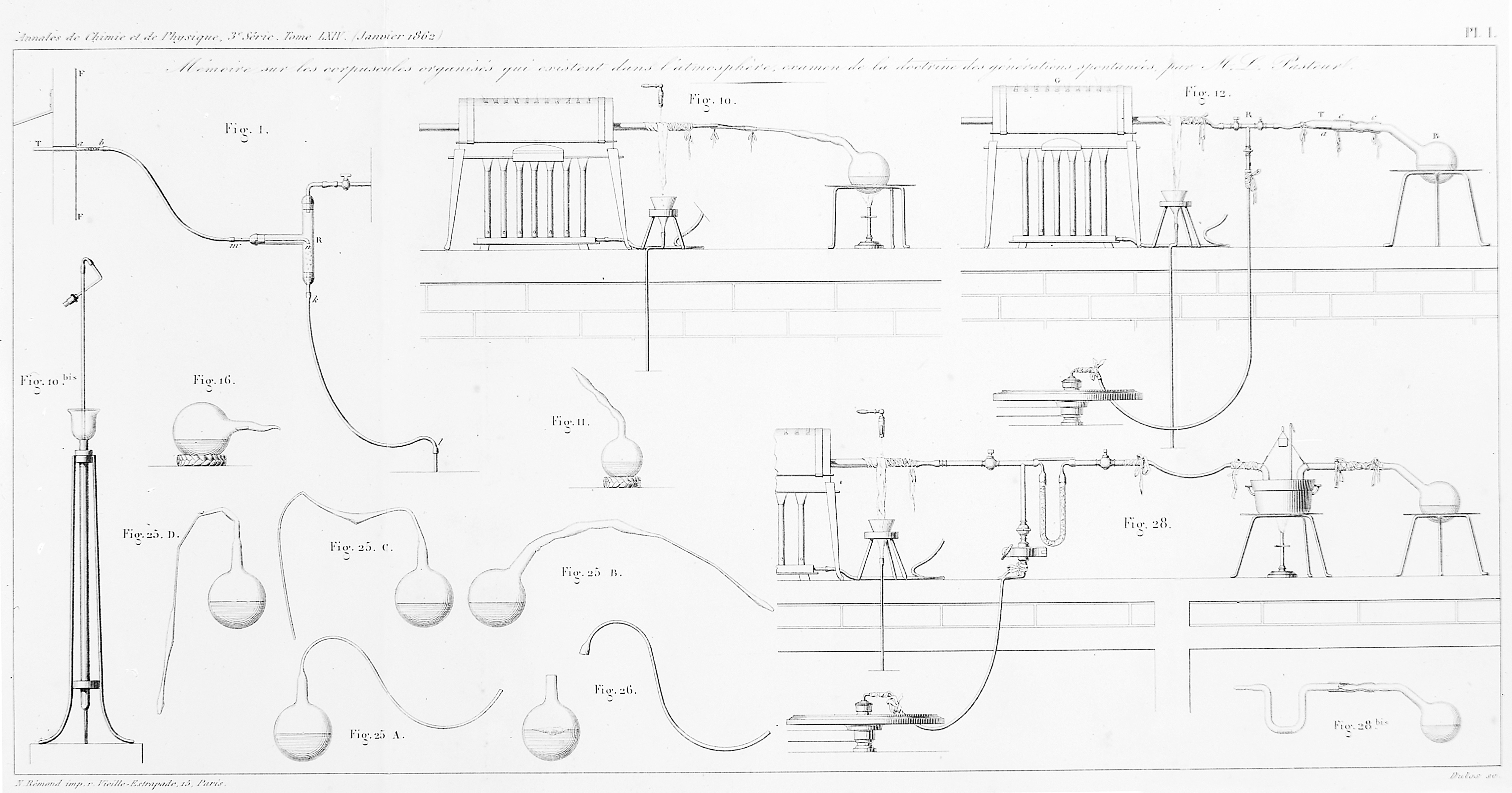
Приборы, используемые для экспериментов Пастера по изучению брожений

В 1864 году к Пастеру обратились французские виноделы с просьбой помочь им в разработке средств и методов борьбы с «болезнями вина» — изменениями его вкуса, прозрачности, запаха и других свойств. В частности, мадам Бусико, вдова основателя парижского универмага Bon Marché, передала на нужды исследований около 100 000 франков. Итогом работы учёного стала монография 1866 года «Исследование о вине». Пастер выдвинул следующие теоретические и практические постулаты: для улучшения качества вина необходимо регулировать жизнедеятельность микробов, ибо нет болезней вина, возникающих без участия микроорганизмов. Пастер доказал, что различные заболевания вызываются разными микроорганизмами; следовательно, если вино и бутылки нагреть до 50—60 °C, то вино не будет портиться и выдержит продолжительную транспортировку. 11 апреля 1865 года Пастер даже подал заявку на патент с новым «способом сохранения вина». Впоследствии этот метод был назван пастеризацией и стал использоваться для разных продуктов. Также Пастер заметил, что применение различных рас винных дрожжей напрямую сказывается на качестве вина, причём для получения высококачественных сортов необходимо, чтобы поверхность бродящего вина соприкасалась с воздухом. В процессе своих исследований Пастер обнаружил и бактерии, образующие споры, что делало их чрезвычайно устойчивыми к длительному кипячению, воздействию солнечных лучей и др. В связи с этим Пастер предложил новый способ стерилизации — жидкостей паром в 120 °C под давлением, а твёрдых предметов — при 140 °C сухим жаром. Для этого использовался так называемый «папенов котёл», от которого произошли современные автоклавы. Пастер даже провёл специальные эксперименты, пригласив виноделов и специалистов-сомелье, чтобы оценить изменение вкуса пастеризованного и непастеризованного вина. Примечательно, что почти все они предпочли пастеризованное вино; тем не менее в современном виноделии процесс пастеризации почти не применяется, и для сохранения вина используются сульфиты. На Всемирной выставке 1867 года Пастер за свой метод предохранения вина удостоился золотой медали.
В 1865 году состоялась довольно бурная полемика Пастера с Альфредом де Вернетт-Деламоттом — богатым помещиком, который оспаривал у Пастера право на открытие предохранения вина методом нагрева. В своё время Вернетт-Деламотт предоставил собственные виноградники и их продукцию для исследований учёного. Вернетт-Деламотт ссылался на приоритет Николя Аппера, который запатентовал производство консервов, нагревая их в герметически упакованных банках; а также на собственные статьи. Пастер успешно выиграл и эту полемику, упирая главным образом на то, что никто не был в состоянии научно объяснить действие нагрева в процессе предохранения продуктов питания и виноделия и не обосновал режимы, при которых погибали микроорганизмы, вызывающие порчу. Во всяком случае, как отметила Л. Роббинс, «люди помнят Пастера, а не Вернетта».
Завершение цикла работ по брожению было обобщено в монографии 1876 года «Исследование о пиве». Пивоварение было мало распространено во Франции, однако Пастер предпринял исследование, желая полностью избавить родину от импорта немецкого пива и, если это возможно, рационализировать и это производство, чтобы конкурировать на рынке. Пастер знакомился с пивоваренным процессом во время командировки в Великобританию. В его монографии множество важнейших выводов, носивших как теоретический, так и практический характер. Например, Пастеру пришлось заниматься проблемой происхождения дрожжей и описать процессы перехода верховых дрожжей в низовые и обратно, а также обобщить множество данных по их физиологии и открыть новые факты. Все исследования Пастера о брожениях касались исключительно углеродсодержащих веществ — сахаров, спиртов и др. Однако его оппоненты — сторонники химической теории брожения не видели принципиальной разницы между брожением и гниением. Поэтому ещё в 1863 году Пастер выпустил специальную работу, в которой обосновывал биологический характер гниения, установив, что разложение микроорганизмами белка приводит к образованию аммиака, углекислоты и воды. В 1876 году Пастер вернулся к вопросу о гниении азотистых веществ и убедился, что разложение мочевины осуществляется особой бактерией шаровидной формы, в результате действия которой выделяется аммиак. Это было первым сообщением об аммонификации мочевины. В дальнейшем один из микробов, разлагающих мочевину, был назван в честь Пастера.

### Изучение самозарождения микроорганизмов

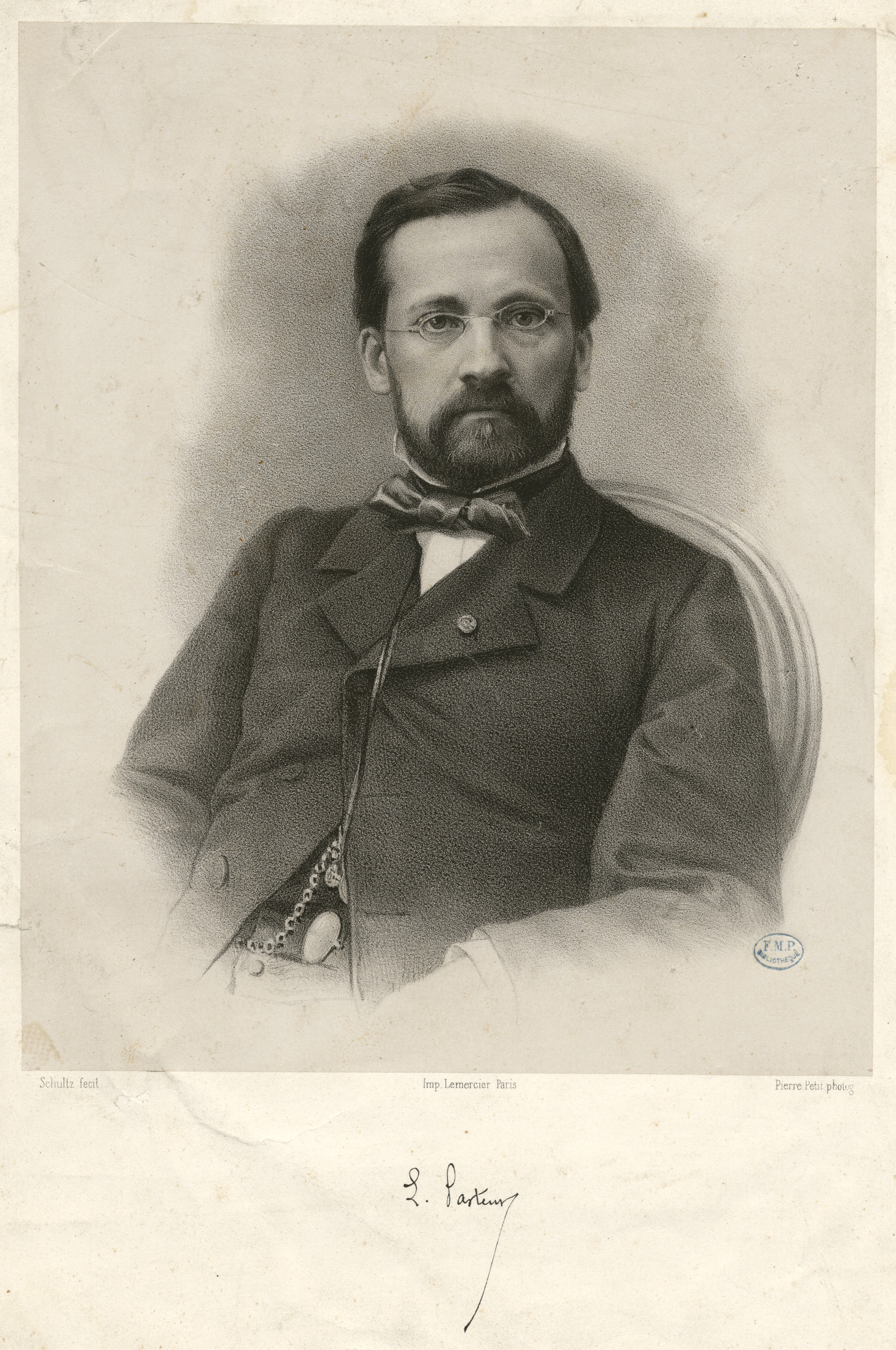
Пастер в период изучения самозарождения. Литография Шульца по фотографии Пети

Над проблемой возможности самозарождения микроорганизмов Пастер работал одновременно с исследованиями в области брожения в 1859—1864 годах. Данная проблема имела прямое отношение к его открытиям: если допустить, что микробы способны самозарождаться в органических настоях, теории Пастера требовали пересмотра. Более того, в практическом плане это означало бессмысленность защиты бродящих жидкостей от посторонних микробов и делало ненужной бродильную технологию, основанную на внесении в жидкость определённых культур микробов. По словам историка биологии Нильса Ролл-Хансена, «работа Пастера по праву считается прорывной», хотя понадобилось не менее двадцати лет, чтобы скептики и оппоненты учёного признали своё поражение.
Главным сторонником самозарождения в то время был знаменитый физиолог Феликс Архимед Пуше, директор Музея естественной истории в Руане. Публикация его трактата «Гетерогения» 1859 года повлекла за собой учреждение Академией награды за экспериментальное подтверждение либо опровержение его положений. Пуше отстаивал самопроизвольное зарождение микроорганизмов в органических средах, которые не содержат зародышей данных видов. При этом главным содержанием дискуссии не являлось возникновение живого из неживого (абиогенез) или возможность этого в неопределённо далёком прошлом. В дискуссиях 1860-х годов эксперименты Пастера были направлены на доказательство того, что у дрожжей и прочих микроорганизмов имеются «родители», уже содержащиеся в исследуемой среде, и опровержение того, что микроорганизмы регулярно возникают в подходящей для них органике. Теория Пастера в методологическом отношении была гомогенетической, то есть утверждала, что подобное порождается подобным. В вопросе о первоначальном образовании жизни учёный, вероятно, занимал агностическую позицию, несмотря на все декларации католической веры. Согласно Пастеру, в воздухе, воде и почве содержится множество рассеянных зародышей, которые будут размножаться в популяции определённого вида, если окажутся в подходящих условиях внешней среды.

Колба «с лебединой шеей» — бродильный аппарат, используемый Пастером

В своих экспериментах Пастер использовал герметически закупоренные стеклянные колбы, в которые помещался стерильный образец дрожжевого экстракта. В контрольных колбах печать ломали, заполняли внутренность воздухом и вновь запечатывали. Такие эксперименты с воздухом проводились в разных местах, в том числе в ледниках Французских Альп; опыты показали, что микроорганизмы содержатся везде, но в Альпах их концентрация в воздухе в двадцать раз меньше, чем в Париже. Другим опытом было использование колб с длинным изогнутым горлышком S-образной формы. Сколько бы сосуд ни стоял на воздухе, никаких признаков жизни в нём не наблюдалось, поскольку содержащиеся в воздухе споры бактерий оседали на изгибах горлышка. Однако стоило отломить его или сполоснуть жидкостью изгибы, как вскоре в бульоне начинали размножаться микроорганизмы, вышедшие из спор. Это работало не только в случае использования полученных в лаборатории стерильных растворов, но и крови или мочи. Оппоненты возражали Пастеру, что способность воздуха пробуждать дрожжевой препарат в стерильной колбе зависит от неизученного фактора химической или иной природы, действие которого постоянно. В 1863 году Пуше с двумя коллегами повторил эксперимент Пастера, также взяв пробы в горах на высоте 2000 метров. Однако он использовал меньшее число образцов (восемь вместо двадцати), сенной отвар вместо дрожжевого раствора, а кроме того, нарушал стерильность процедуры. Вполне возможно, что сено в его образцах было заражено спорами, устойчивыми к кипячению. В результате Н. Ролл-Хансен отмечал, что даже в их исполнении эксперимент подтверждал, а не опровергал результаты Пастера. Наконец, Академия наук назначила компетентную комиссию, которая должна была оценить методы и результаты экспериментов Пуше и Пастера, причём обе стороны должны были пользоваться собственными растворами и колбами. После длительных проволочек эксперимент состоялся, и сторонники самозарождения не смогли опровергнуть Пастера в условиях контролируемого эксперимента. Постановление комиссии Академии наук от 20 февраля 1865 года было сформулировано чрезвычайно корректно и не содержало теоретических обобщений: оно лишь констатировало, что Пастер добился заявленных результатов и доказал возможность создания стерильной среды, а его оппоненты — нет. Растворы Пастера, хранившиеся в Политехнической школе, сохраняли прозрачность более 80 лет.
В 1869 году Пастер был избран в иностранные члены Королевского общества. Работы Пастера о самозарождении микроорганизмов и процессах брожения повлияли на антисептический метод Джозефа Листера.

## Изучение инфекционных заболеваний (1865—1882)

### Болезни шелковичных червей

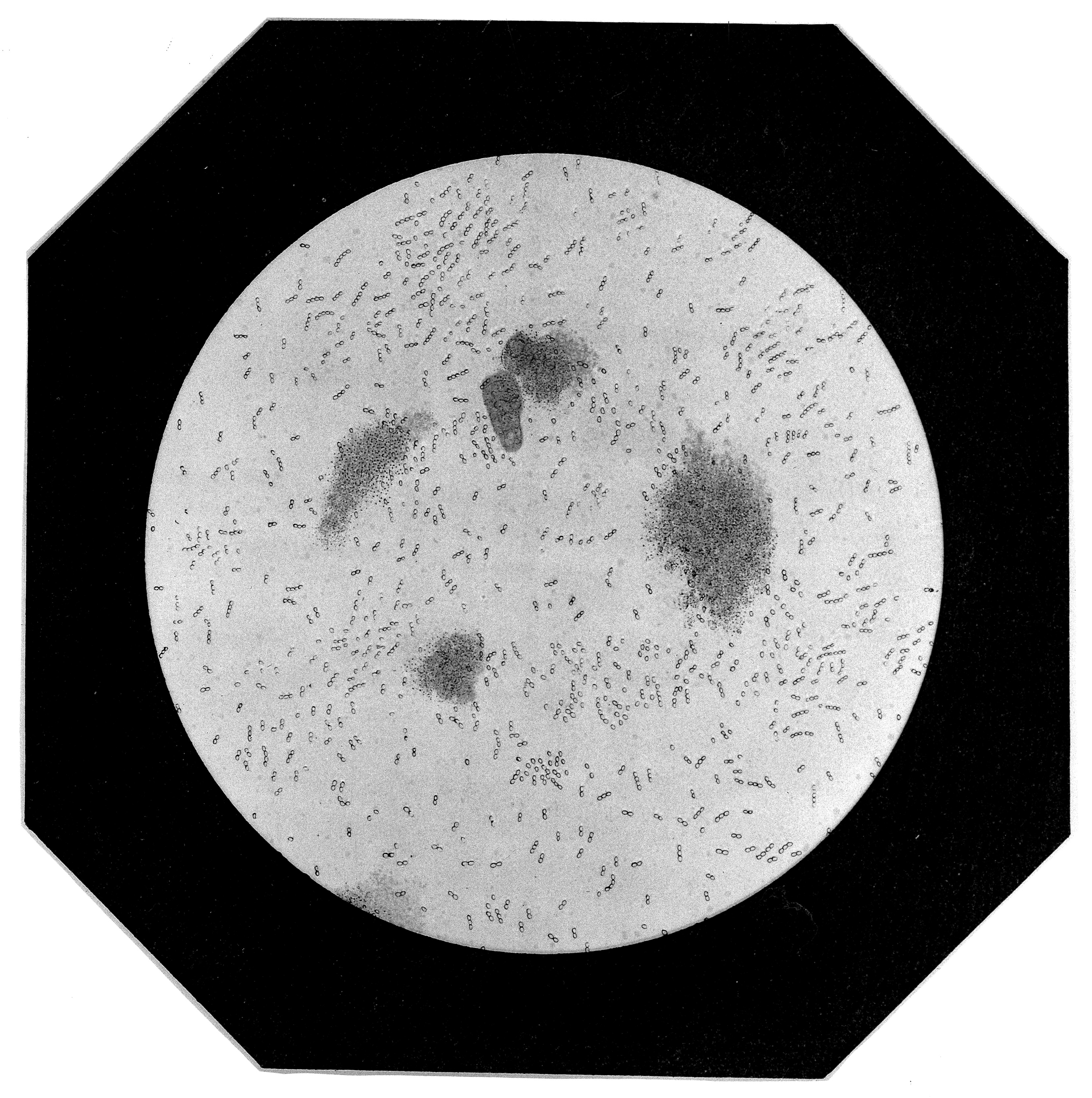
Микроскопический препарат тутового листа при ферментации

Когда в 1865 году Жан-Батист Дюма предложил Пастеру заняться болезнями шелковичных червей, которые нанесли серьёзный урон прежде процветавшей индустрии Юга Франции, учёный-химик обескураженно ответил, что даже никогда не держал в руках кокона. Пастер в личных записях откровенно заявлял, что вопрос шелководства был чужд его предметной области как химика и далёк от личных интересов. Тем не менее, нуждаясь в средствах для своих исследований, а также движимый патриотическими чувствами, Пастер согласился. В общей сложности проект спасения шёлковой индустрии Франции занял пять лет, на протяжении которых Луи Пастеру, его жене и студентам пришлось освоить экономику производства, методы оценки качества грены, получаемой из разных стран, практические приёмы выращивания гусениц и прочее. В ответ на своё согласие, обусловленное, кроме прочего, длительными уговорами со стороны Дюма, Пастер выдвинул ряд встречных условий: он брал с собой ассистентов из числа студентов, а суть проекта должна была утаиваться от прессы, во избежание возможного провала. Ситуация была катастрофической: если в начале XIX века Франция обеспечивала примерно 10 % мирового производства шёлка-сырца (26 000 тонн коконов в год), то к 1865 году это число снизилось в шесть раз, и эпидемия охватила всю Европу и ближневосточные регионы. Незаражённую грену пришлось покупать в Японии, однако эпидемия не утихала. Болезнь получила названия «пебрина» (pébrine) — от местного именования перца: тело червя покрывалось чёрными точками, напоминавшими измельчённый перец.

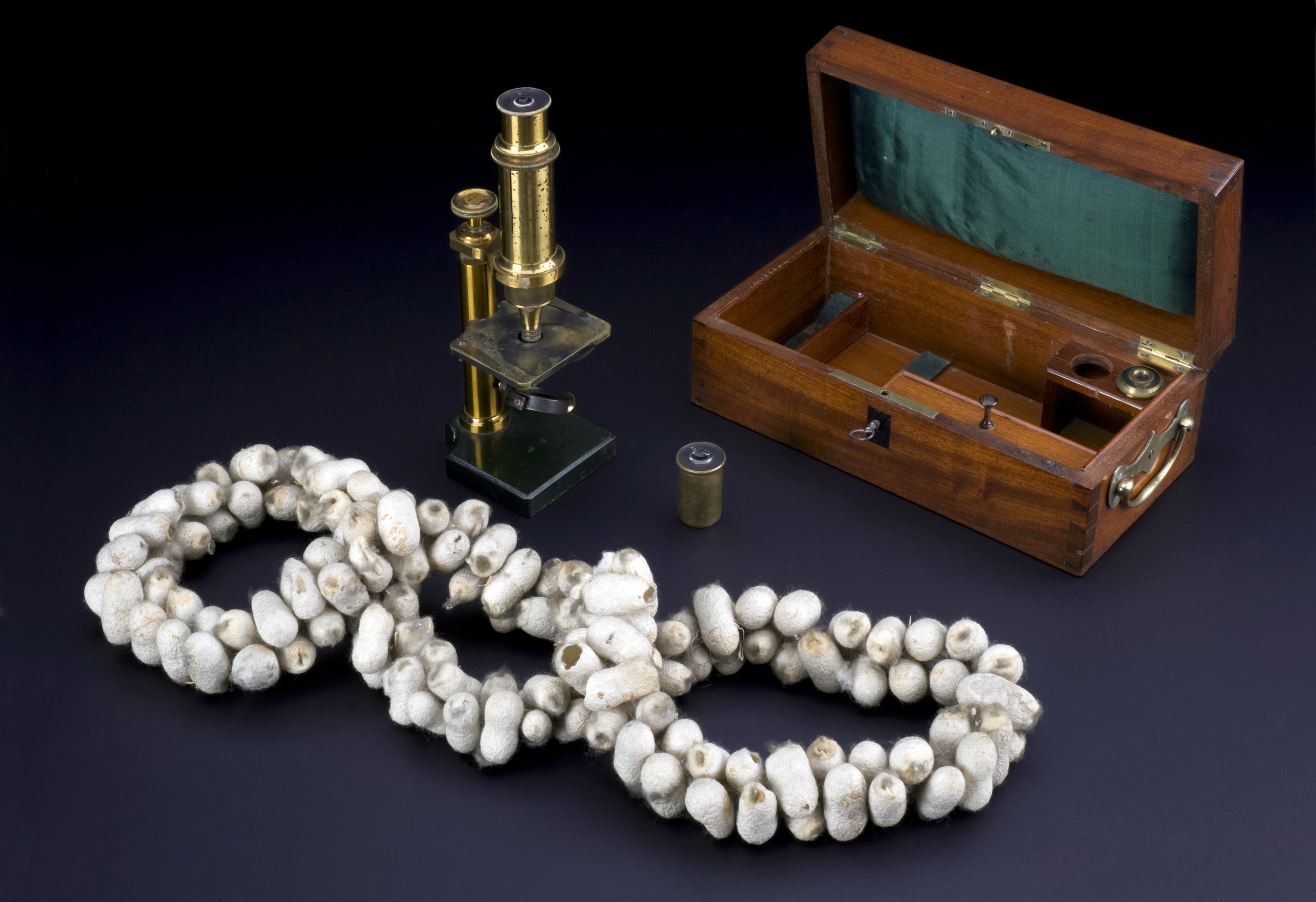
Походный микроскоп Пастера и исследуемые им заражённые коконы шелкопряда

Исследовательская группа Пастера обосновалась в Алесе, на малой родине Ж.-Б. Дюма: там сняли дом и приступили к практическому изучению шелководства. Работа была прервана смертью отца исследователя, экзаменами в Эколь Нормаль и кончиной младшей дочери Камиллы. Однако зимой 1865—1866 годов Пастер вернулся и далее вплоть до 1869 года по несколько месяцев обращался к стационарным исследованиям. Ритм жизни в провинции мало отличался от парижской лаборатории Пастера: он работал методично, давал точные рекомендации ассистентам, но никогда не объяснял целей исследования или гипотезы, которую проверял (его ассистенты даже регулярно играли в «угадайку»). Во время сезона 1866 года Пастер брал с собой жену Мари и 7-летнюю дочь Мари-Луизу. Потребовалось три сезона — в 1865—1867 годах, чтобы осознать, что эпидемия у шелковичных червей вызывалась двумя разными болезнями. Пебрина провоцировалась некими блестящими тельцами, которые имелись в тканях поражённых червей и отсутствовали у здоровых. Другая болезнь получила название флашерия (flacherie), её возбудителями были стрептококки, вызывавшие у червей вялость поведения и дряблость внешнего покрова. Основной причиной гибели гусениц была пебрина, на исследование которой Пастер бросил главные силы. Учёный установил, что возбудитель пебрины содержится в пыли червоводен, разносится испражнениями больных червей на тутовых листьях, что приводит к заражению здоровых гусениц. Выяснилось также, что через микроскоп гораздо легче обнаружить возбудителя не в грене и гусеницах, а в куколках и телах взрослых бабочек. На этом был основан метод Пастера: на кусок чистого полотна прикрепляли бабочку и отложенные ею яички (грену). Тело бабочки растиралось в ступе, приготовленный препарат микроскопировался. Доброкачественной считалась лишь та грена, которую отложила бабочка, не содержащая телец. Микроскопический контроль позволил ликвидировать эпизоотию пебрины. Флашерию провоцировали большая влажность и антисанитария в червоводнях, причём большую роль в её распространении играла ферментация мокрых тутовых листьев.
Завершающий сезон исследований проходил в Италии в Вилла-Вичентина близ Триеста, в поместье, принадлежавшем Наполеону III. Эпидемия пебрины и флашерии не затронула этих мест, и Пастер со всей семьёй обитал на вилле с ноября 1869 года по июль 1870 года. Учёный мог спокойно проследить весь цикл развития здоровых шелкопрядов и писал обобщающий труд об их болезнях; Мари-Луиза и Жан-Батист Пастеры изучали итальянский язык, а отец заставлял их читать о Наполеоне Бонапарте, чтобы показать, что есть «истинная слава и преданность государству». Однако в этот период Пастер столкнулся с некорректной критикой своих методов в сельскохозяйственных журналах Италии и отвечал с присущей ему экспрессией, ссылаясь в том числе на поразивший его в 1868 году инсульт. Отчасти критика была инспирирована шёлкоторговцами, которые боялись потерять прибыль от импорта из Японии; хватало возражений и от консервативно настроенных крестьян и помещиков, которые не видели в научных исследованиях никакой практической пользы.
Свои работы по шелководству Пастер обобщил в фундаментальном двухтомном труде, опубликованном в 1870 году и содержащем огромное количество описаний конкретных экспериментов. По мнению А. Имшенецкого, работы по шелковичным червям сыграли выдающуюся роль в научной эволюции Пастера. Он впервые на практике работал с патологией живых существ, наблюдал за реакцией живого организма на размножающиеся в нём микробы и занимался выяснением роли последних как возбудителей болезней. Для Пастера открылась известная аналогия в роли микробов при брожениях и при болезнях. В обоих случаях происходит изменение среды, в которой развиваются микробы, и микроорганизмы являются причиной брожения или болезни, а не следствием. Работая с шелкопрядом, Пастеру пришлось столкнуться с передачей болезни по наследству, исследовать условия, способствующие эпидемии (эпизоотии), и разрабатывать методы борьбы с заболеванием. Таким образом, это была «прелюдия» к его исследованиям патогенных микробов.
Ещё в 1867 году во время аудиенции у Наполеона III Пастер объявил о намерении приступить к изучению и борьбе с инфекционными заболеваниями. К этому времени он смог освободиться от преподавательских обязанностей, а по общей выслуге лет ему полагалась пенсия Министерства народного просвещения.

### Пастер, Франко-прусская война и падение Второй империи

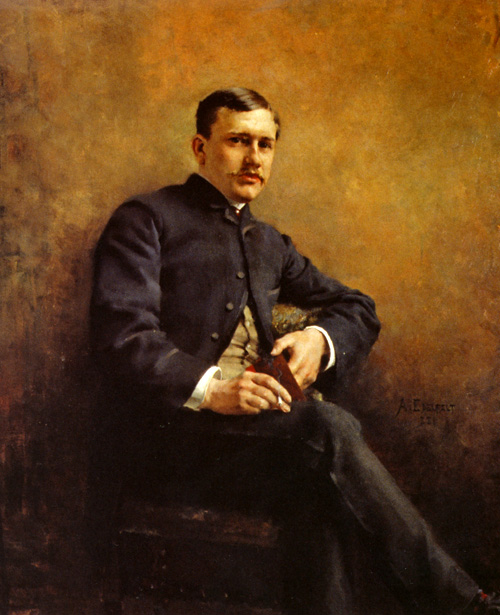
Портрет Жана-Батиста Пастера кисти А. Эдельфельдта

Франко-прусская война резко изменила жизнь Пастера — его сын Жан-Батист был призван в армию и вскоре после призыва заболел тифом. Отец, уже потерявший двух дочерей от этой болезни, приложил все усилия, чтобы его сын поправился. Друзья и даже непосредственное начальство рекомендовали покинуть Париж. Своё профессорское жалованье Луи Пастер перечислил для нужд госпиталя, который разместили в здании его лаборатории. В конце концов учёный эвакуировался в Арбуа со всей семьёй, произошло это на следующий день после Седанской битвы. Осада Парижа вызвала его гнев, и он публично поклялся в ненависти ко всему германскому, причём держал эту клятву до конца жизни.
Сын учёного после выздоровления был призван в армию Бурбаки, а сам Пастер, получив известия об этом, 24 января 1871 года покинул Арбуа, где ему решительно нечего было делать, и провёл несколько недель в Женеве. Далее он переехал в Лион, где его зять служил деканом естественноисторического факультета. Примечательно, что в Лионе Пастер вернулся к давним экспериментам и вновь попытался синтезировать изомеры рацемической кислоты под воздействием магнитного поля. Одному из своих студентов он писал, что успех полностью изменит его жизнь и позволит посвятить оставшиеся годы поиску методов трансформации растений и животных. Однако успеха Пастер так и не добился и был вынужден вернуться к привычной для него проблематике. Жан-Батист Пастер после падения Парижа служил адъютантом у генерала Сервье.
В апреле Луи Пастер решил довести до конца монографию о болезнях шелковичных червей и отправился в Клермон-Ферран, где его семью приютил в своём доме Эмиль Дюкло. С отцом воссоединился и Жан-Батист, уволенный из армии. Только летом 1871 года Пастер смог вернуться в лабораторию на улице д’Юльм, где занимался в первую очередь оптимизацией пивоваренного процесса. Бродильный чан при этом разместили в подвале нового здания лаборатории, которое не достраивалось из-за войны. Эксперименты в области пивоварения не привели к перевороту в этой индустрии во Франции, однако после перевода его книги о пиве на английский язык (Пастер категорически запретил переводить монографию на немецкий) его методы были приняты некоторыми зарубежными производителями. Владелец датской компании Carlsberg даже воздвиг на своём заводе мраморный бюст Пастера. В свою очередь, Томас Гексли даже утверждал, что «работы Пастера над пивом вернули Франции 5-миллиардную контрибуцию, уплаченную немцам».
Пастер, несмотря на декларируемую нелюбовь к немцам и австрийцам, в том же 1871 году выиграл премию в 5000 флоринов (8500 франков), назначенную австро-венгерским правительством за метод борьбы с болезнями шелковичных червей. Свои открытия Пастер патентовал, хотя и высказывал сомнения, что учёному этично извлекать выгоду из своих открытий. После падения Второй империи Пастер потерял обещанный ему государственный пенсион и кресло сенатора (император не успел подписать указ) и вынужден был дважды обращаться в правительство Третьей республики с просьбами назначить ему достойное содержание в ознаменование заслуг перед государством. Наконец, в 1874 году решением Национального собрания Луи Пастер был удостоен пенсии в 12 000 франков в год; по мнению Дж. Джейсона, из-за политических пертурбаций исследователь потерял примерно пять лет активной деятельности.

### Пастер и Клод Бернар

#### Взаимоотношения учёных

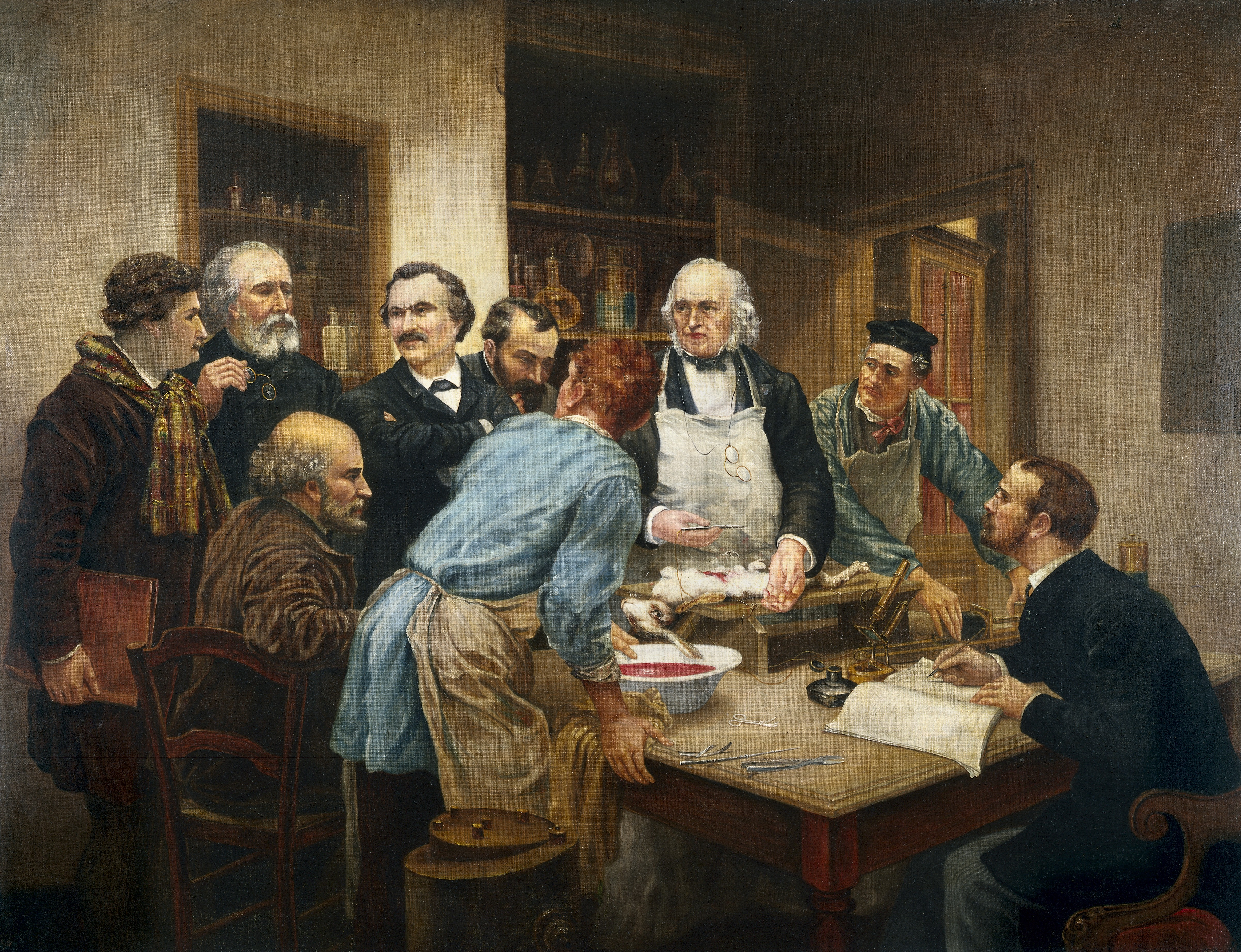
Леон Лермитт. Клод Бернар среди учеников в Коллеж де Франс. Холст, масло, 1889. Парижская медицинская академия

При жизни отношения Луи Пастера и Клода Бернара были достаточно тёплыми, хотя и неоднозначными. В архиве Пастера сохранилась 80-страничная рукопись, озаглавленная Leçons de Mr. Claude Bernard à la Faculté des Sciences («Лекции г-на Клода Бернара на факультете естественных наук»). В 1862—1863 учебном году Пастер вёл нечто среднее между конспектом лекций Бернара и собственными заметками по поводу услышанного. Директор по научной деятельности Эколь Нормаль не посетил тогда пяти занятий, посвящённых эмбриологии, поскольку они были далеки от исследовательских интересов Пастера. Далее он прослушал курс экспериментальной медицины, читаемый Бернаром в Коллеж де Франс. Курс Бернара привлекал Пастера теоретической направленностью. В этом контексте отношения двух учёных, скорее, строились по схеме «учитель — студент». Во время выборов в Академию наук 1862 года Бернар публично поддерживал своего коллегу-химика, как и при присуждении ему приза Альгумберта за работы в области самопроизвольного зарождения. Бернар был одним из первых, кто посетил Пастера после инсульта в 1868 году, и всячески старался поддержать его морально. В 1869 году Пастер и Бернар были включены Наполеоном III в экспертную группу по подготовке доклада о состоянии и конкурентоспособности научных исследований во Франции. Уже после кончины Бернара, 7 ноября 1886 года Пастер опубликовал объёмную статью, посвящённую апологии его вклада в медицинскую науку. Тем не менее их фундаментальные подходы были принципиально различны: Бернар сам утверждал, что «Пастер желает руководить природой, я же стремлюсь руководствоваться ей». Согласно П. Дебре, их различие коренилось в том, что Бернар придерживался теории внутренней сбалансированности человеческого организма, тогда как Пастер, открыв микромир, стремился поставить перед собой конкретную цель и применял свои открытия в соответствии с этой целью.

#### Вторая дискуссия о самозарождении
Основной конфликт между Пастером и Бернаром разразился уже после смерти медика. Умирая от почечной недостаточности в 1878 году, Клод Бернар поделился с учеником Арсеном д’Арсонвалем своими сомнениями в теории Пастера о брожениях. Бернар отверг роль бактерий в нормальной жизнедеятельности организма, на котором выстраивалась вся теория Пастера и пастерианцев; более того, он утверждал, что может оспорить суждения Пастера по вопросам химии ферментов. Эти суждения были основаны на результатах опытов, записи которых д’Арсонваль обнаружил, и оказался перед дилеммой их публикации, поскольку работа была далеко не окончена и обоснована. Наконец, архив Бернара был передан Марселену Бертло — известному химику и одновременно одному из наиболее последовательных противников Пастера, который настаивал на строгом разделении ферментных и микробиологических процессов, не веря в их взаимосвязь. 20 июля 1878 года заметки Бернара были опубликованы в La Revue scientifique. По свидетельству племянника Пастера — Адриена Луара, учёный был чрезвычайно разгневан и первое время даже колебался, должен ли реагировать публично. Пастер ни на миг не ставил под сомнение собственную правоту, но, будучи морально щепетильным, не хотел посмертной дискуссии, хотя и говорил, что «Бернар первым напоминал мне, что среди учёных истина возвышается над приятностью дружбы». Уже 22 июля Пастер созвал публичное заседание Академии наук, на котором заявил, что публикация Бертло не отражала собственных мыслей и результатов Бернара, и потребовал немедленного проведения серии экспериментов по ферментации. Эти эксперименты ставились в сельской местности, как и у Бернара, и результаты их были обнародованы 25 ноября. Однако Бертло продолжил полемику, которая тянулась ещё и в 1879 году, поскольку коллеги Пастера по Медицинской академии также по большей части скептически относились к микробной теории. По словам П. Дебре, практический аспект проблемы, кажется, «раздражал» оппонентов Пастера, поскольку он сосредоточился не на проблемах фундаментальной науки, а на предметах гигиены и пищевой промышленности. Однако уже после кончины Пастера оказалось, что Клод Бернар был прав: открытие зимазы Бухнером показало существование растворимых ферментов, способных к действию вне присутствия живых клеток. Однако это не имело отношения к проблеме самозарождения, которую пытались реанимировать Бертло и его коллеги.

### Исследования сибирской язвы и куриной холеры

#### Пастер и проблемы иммунологии

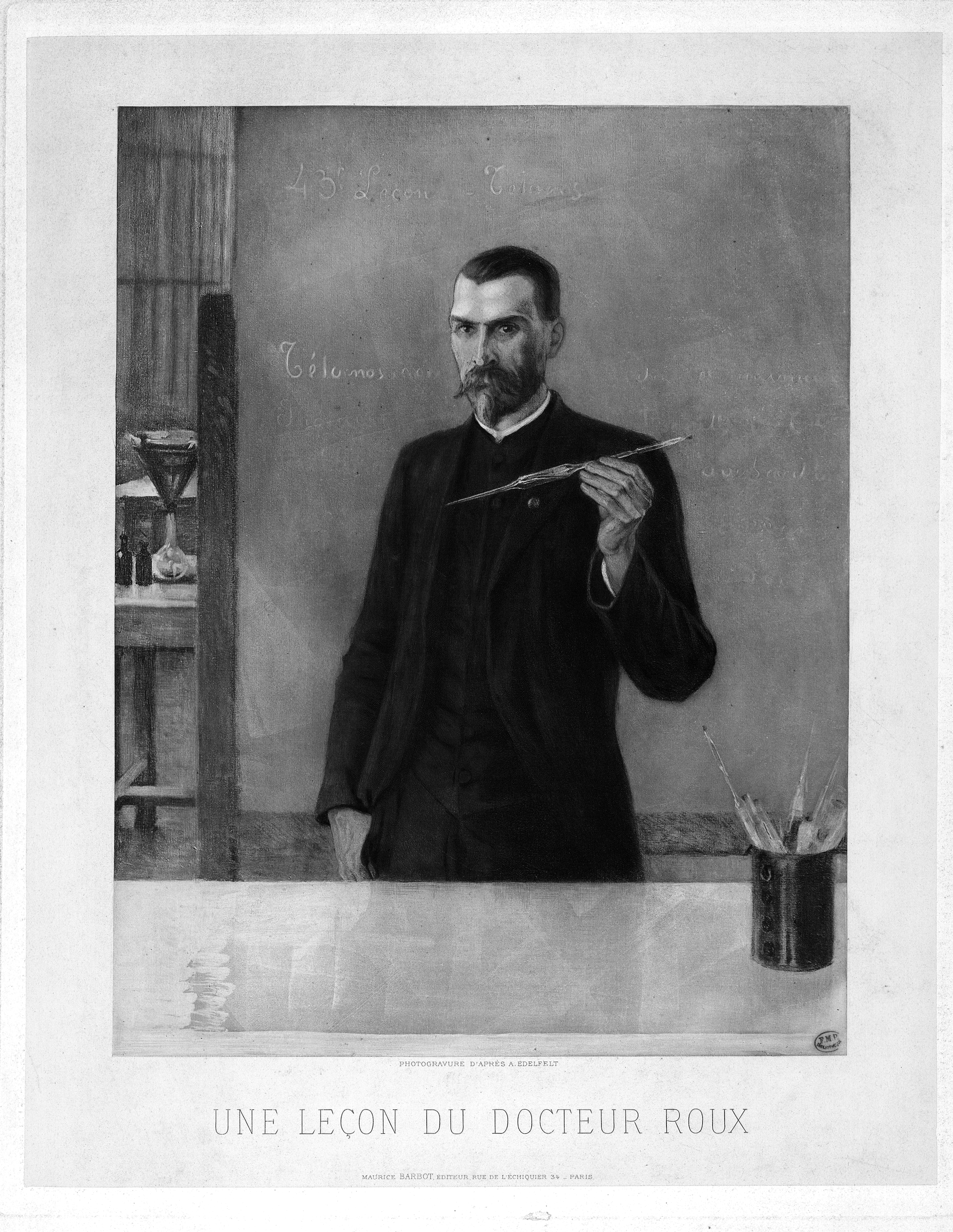
Доктор Эмиль Ру. Фотогравюра с портрета работы А. Эдельфельта

Пастер, только установив биологическую сущность брожений, сразу предположил, что результаты его исследований в конечном итоге могут пригодиться и в медицинских исследованиях. Ещё в 1862 году, обосновывая выделение дополнительных фондов на свою лабораторию в Эколь Нормаль, учёный писал о близости причин брожений и болезней живых существ, особенно заразных. Это противоречило системе взглядов, которые исповедовали медики середины XIX века. Разные школы предполагали сочетание внешних (нездоровая среда) и внутренних факторов (дисбаланс жизненных процессов организма), влияние наследственности и — особенно — действие «миазмов» (сточных вод, отходов боен или болотных испарений). Статистика служила подтверждением последней теории: в условиях промышленных районов Лондона или Парижа смертность была заметно выше, а продолжительность жизни ниже, чем в окружающих сельских регионах. Пропаганда гигиены и санитарии даже в этих условиях давала существенные результаты: так, Флоренс Найтингейл добилась большого успеха в реформе военных госпиталей.
Пастер, закончив изучение болезней шелковичных червей и брожений в пивоваренной промышленности, обратился к исследованиям сибирской язвы, в изучении причин которой наметился некоторый прогресс к середине 1870-х годов. Во-первых, были сделаны наблюдения, что вспышки заболевания у крупного рогатого скота происходят из года в год на одних и тех же пастбищах. Несколько исследователей почти одновременно выделили микроскопический возбудитель из крови заражённых животных. Казимир-Жозеф Давен занимался работами по сибирской язве в то же самое время, что и Пастер — брожениями, и был знаком с его статьями. Давен смог искусственно заразить здоровых животных, вводя им палочковидные бактерии, которые выделил из крови больных животных, а также из земли на заражённых пастбищах. Однако ему не удалось объяснить механизма передачи заражения. В 1876 году Роберт Кох опубликовал статью «Этиология сибирской язвы», в которой описал опыты, в ходе которых он установил, что при нагреве и высушивании бактерии сибирской язвы образовывали микроскопические споры, что объясняло сохранение причины заболевания в определённых местах. Для Пастера оказалась чрезвычайно продуктивной методика Коха — последовательное пересевание культур бактерий с последующим ослаблением концентрации. Изолировав культуру возбудителя, Пастер мог пересевать её как в бульоне, так и в моче; при этом культура бактерии оседала на дно колбы, тогда как прозрачная жидкость наверху при введении подопытным животным была безвредна. Луи Пастеру удалось доказать, что чуть ли не несколько бактерий способны убить животное. Кроме того, он разъяснил, как захоронение заражённых животных распространяет возбудителя эпидемии через дождевых червей. Пастер собирал дождевых червей с мест захоронений сибиръязвенных животных и заражал препаратом содержимого их кишечника экспериментальных животных — морских свинок, доказав правильность своего предположения. Таким образом, Пастер, не имея ни медицинского, ни биологического образования, полностью посвятил себя иммунологии.

#### Метод Пастера

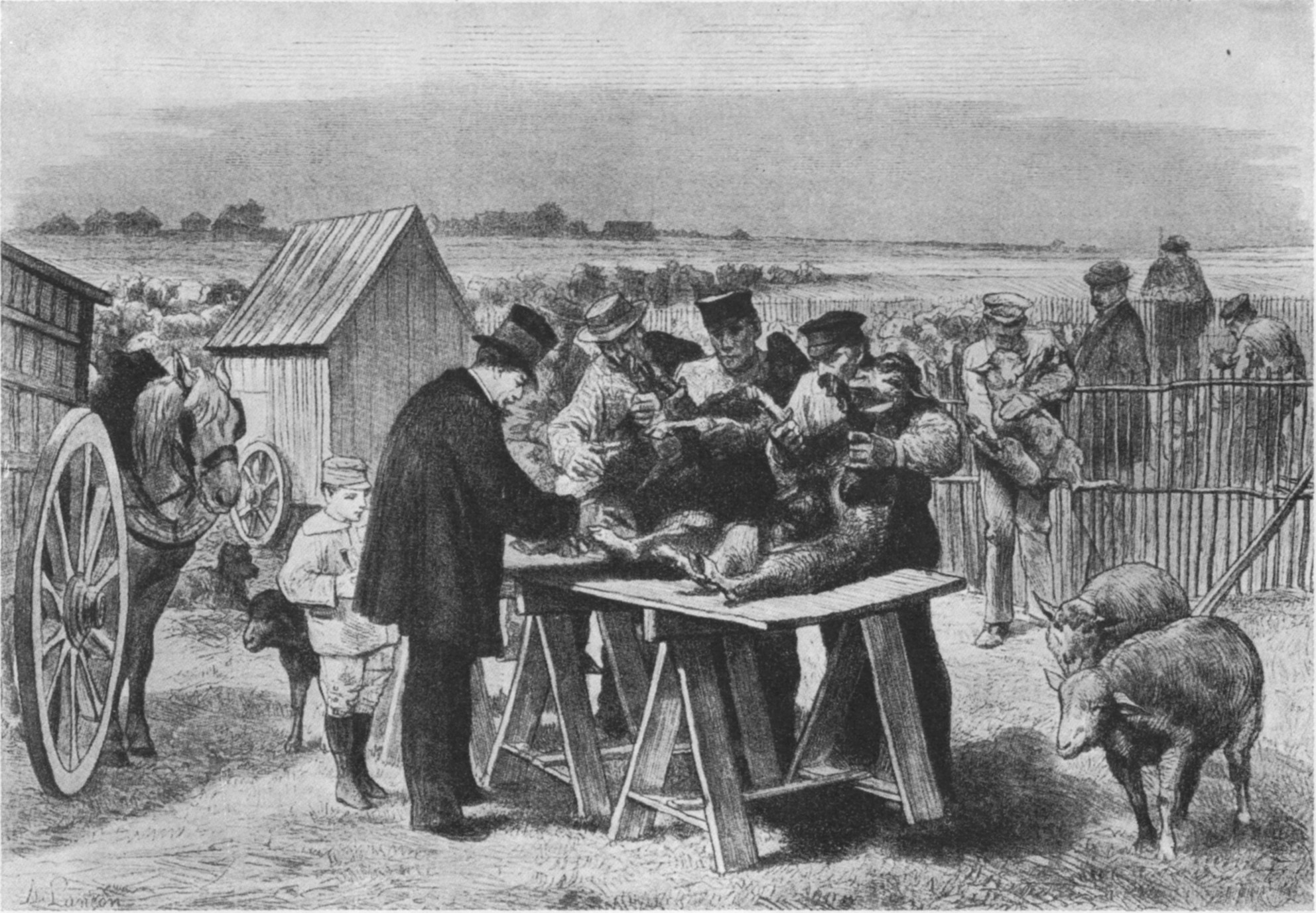
Публичный опыт вакцинации на ферме Пуйи-ле-Фор, 31 мая 1881 года

К тому времени существовал метод прививки ослабленной формы заболевания только одной болезни для выработки иммунитета, а именно — оспы. Этот метод получил название «вакцинации» от латинского названия коровы — vacca. Пастер использовал его как нарицательное для любых форм иммунизации. Параллельно учёный разрабатывал проблемы экспериментального метода. Например, он установил, что куры не болеют сибирской язвой, поскольку температура их тела выше оптимума для развития сибиръязвенных бацилл. Когда он предпринял попытку заражения кур бациллой сибирской язвы, он ставил подопытных особей в холодную воду, после чего заражение наступало. Однако далее заражённых кур обёртывали в вату, повышали температуру их тела до 45 °C и добивались излечения. Для метода Пастера характерно изыскание новых подходов к работе через изменение методики. Например, в то время многие медики и биологи рассуждали об универсальной питательной среде для всех микробов. Пастер же впервые применил экологический подход в микробиологии, поскольку считал, что между условиями жизни и составом среды существует прямая связь. Обратившись к проблемам куриной холеры, он применил куриный бульон; ранее, работая с дрожжами, он использовал растворы, куда добавлял золу дрожжей. Тем не менее не так легко реконструировать логику поисков Пастера, поскольку даже сохранившиеся лабораторные записи не всегда проливают свет на подготовку его экспериментов. Пастер не любил упоминать о своих неудачах или тупиковых направлениях исследований; равным образом, лишь в исключительных случаях он соглашался, что источником его успехов были наработки других исследователей. Этика науки XIX века считала нормальным, что глава лаборатории или научной темы ставит своё имя на открытиях, в действительности совершённых его коллегами или ассистентами.
Работая с посевами возбудителя куриной холеры, Пастер и его команда убедились, что при впрыскивании цыплятам старой культуры заражения не происходит. Далее при введении свежих посевов (с молодой культурой) тем же цыплятам они также не заболели. Напротив, при введении той же свежей культуры ранее не привитым цыплятам они гибли. Биографический миф, растиражированный со слов самого Пастера, утверждал, что это открытие было сочетанием удачи (учёный забыл о партии посевов) и гения (придумавшего идею иммунизации цыплят). Джеральд Джейсон и другие исследователи, допущенные к исследованию лабораторных журналов Пастера, считают, что указанный метод и открытие были следствием спланированной серии экспериментов, осуществлённых Эмилем Ру. Можно считать установленным, что в своей работе в области иммунологии Пастер — в физическом смысле тоже — сильно зависел от коллектива первоклассных исследователей, работавших в его команде: кроме Эмиля Ру — Шарля Шамберлана, Луи Тюилье и Эмиля Дюкло. Ру, однако, выделялся на их фоне абсолютной преданностью своему патрону, хотя это не исключало реализации собственных идей и амбиций. Работая в пастеровской лаборатории с 1878 года, Ру привнёс в его работу базу фундаментальной медицины. Однако Пастер всегда оставался патроном этой группы, который принимал на себя не только почести, но и критику, причём зачастую крайне некорректную по форме и содержанию. А. Имшенецкий отмечал, что, хотя Пастера зачастую критиковали выдающиеся учёные — Либих или Брефельд, отвечая, он никогда не переходил некой грани. Между тем, после доклада Пастера о причинах и предупреждении куриной холеры во Французской академии медицины в 1880 году произошёл большой скандал. Авторитетный врач-ортопед, старейший член Академии 80-летний Жюль Герен категорически отказывался верить в микроорганизмы как источник заражения и попытался оскорбить Пастера действием, а на следующий день после доклада вызвал его на дуэль. Посредником выступил лично президент Академии, который с величайшим трудом отговорил обе стороны от резких действий.
В 1880 году парижский муниципалитет предоставил Пастеру пустующие земли у Коллежа Рольна для обустройства вольеров для лабораторных животных. После успеха в разработке вакцин против куриной холеры и сибирской язвы Пастер стал получателем примерно 10 % всех расходов французского бюджета на научные исследования.

#### Вакцина от сибирской язвы и эксперимент в Пуйи-ле-Фор. Избрание во Французскую академию

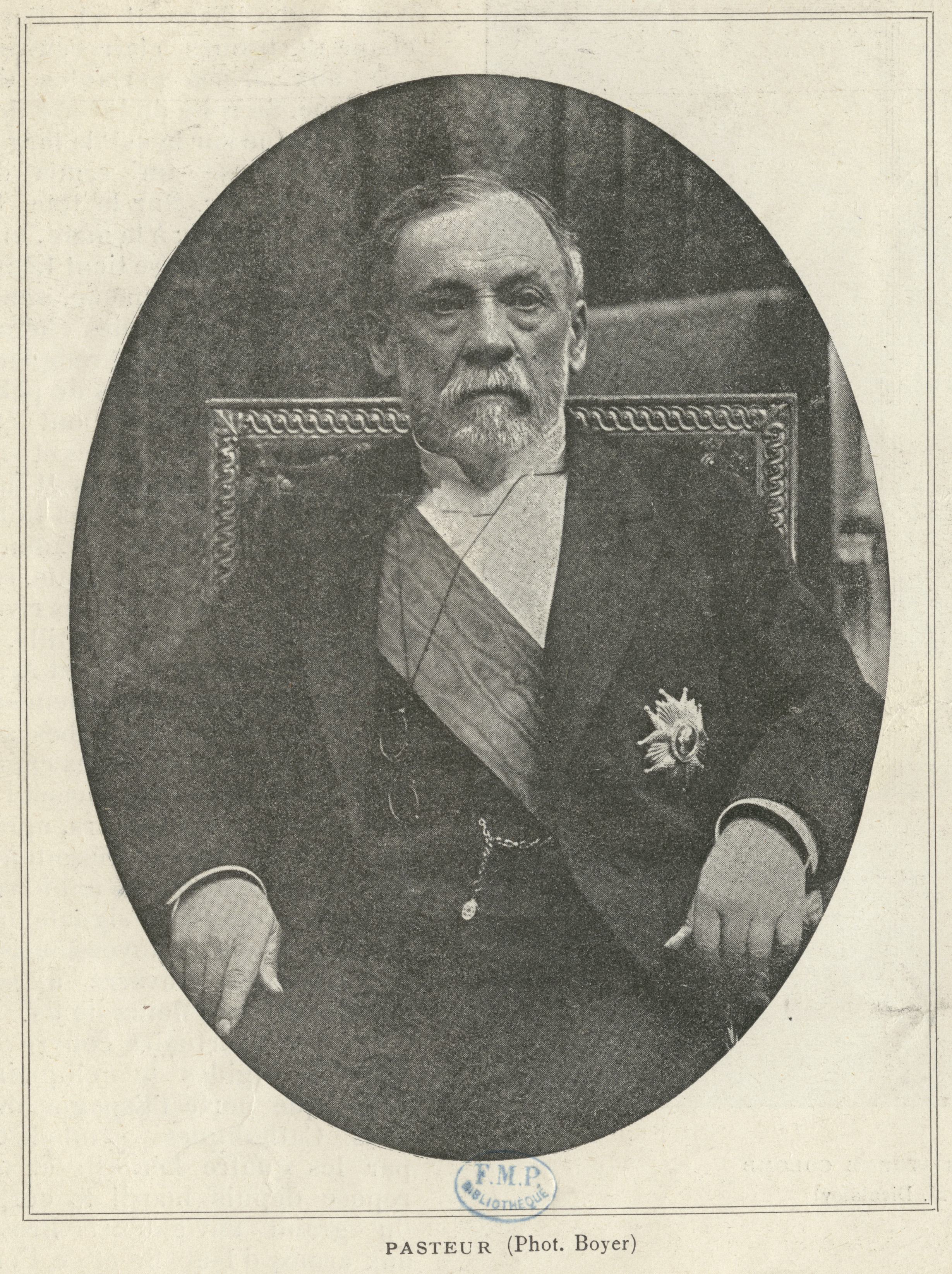
Пастер с высшими регалиями ордена Почётного легиона, 1881

Пастер, превосходно владея искусством полемики, никогда не рассматривал научные дискуссии в качестве разновидности риторики и не считал, что они заканчиваются только логическими заключениями. Ведущая роль отводилась опытам. Чрезвычайно эффектными для карьеры Пастера оказались эксперименты во время разбирательств вокруг сибирской язвы в 1881 году. Как показали опубликованные архивные материалы, Пастер тогда сильно рисковал, ибо в 1880 году выпустил статью, в которой утверждал, что ослабление вирулентности возбудителя сибирской язвы достигается теми же методами, что и при куриной холере, — микроб поражался содержащимся в воздухе кислородом; разработка же вакцины ещё только начиналась. Против выступил известный ветеринар Ипполит Россиньоль, который также не верил в микробиологическую природу заболеваний. От имени местного ветеринарного общества он предложил Пастеру провести публичный эксперимент на ферме в Пуйи-ле-Фор, для которого был готов предоставить большое стадо животных. Пастеру пришлось срочно вызывать из отпуска Ру и Шамберлана, поскольку метод ослабления вирулентности сибирской язвы кислородом не сработал. Ру выяснил, что работу над вакциной одновременно ведёт профессор ветеринарной академии Тулузы Жан-Жозеф Туссен, используя карболовую кислоту. Эксперимент с антисептическим ослаблением сработал. 5 мая команда Пастера отправилась в Пуйи-ле-Фор и ввела вакцину по методу Туссена 24 овцам, шести коровам и одной козе. 17 мая животным был привит более сильный штамм. 31 мая эксперимент достиг кульминации: привитые животные получили смертельную дозу бацилл сибирской язвы вместе с контрольной группой невакцинированных 24 овец, четырёх коров и одной козы. К тому времени этот эксперимент получил широкую огласку, при впрыскиваниях 31 мая присутствовало не менее 150 человек. 2 июня предстояло оценить, какие животные заболели и умерли. Накануне стало известно, что заболели несколько вакцинированных овец, что вызвало ярость Пастера, однако наутро, когда предстояло ехать на ферму, доставили телеграмму, что опыт полностью удался. В Пуйи-ле-Фор Пастера, Ру и Шамберлана встречала огромная толпа; с исследователями отправились несколько французских политиков и корреспондент лондонской «Таймс». Все привитые животные выжили, инфицированные невакцинированные умерли, за исключением двух овец и козы.
Эксперимент в Пуйи-ле-Фор вызвал большой резонанс в мире и подавался в прессе как «обращение неверующих в микробиологическую веру» (обыгрывалась и фамилия учёного: «Пастер — пастор»). Несмотря на критику и неудавшийся эксперимент в Италии, вакцинирование стало крайне востребованным, и Шамберлану пришлось организовывать промышленное производство вакцин. К 1894 году было привито 3,4 млн овец во всей Франции. Пастер получил за эти достижения Большой крест Почётного легиона, а Ру и Шамберлан — стали его кавалерами. Пастер из авторитетного учёного превратился в публичную фигуру. В день эксперимента пришли известия о кончине академика Литтре, что открывало Пастеру путь в ряды «бессмертных» — членов Французской академии.
Из личной переписки известно, что мадам Пастер была настолько уверена в избрании её супруга в Академию, что стала вырезать из всех газет некрологи Литтре: одним из непременных условий избрания было произнесение похвальной речи в честь предшественника. Действительно, в 1881 году Пастер получил кресло № 17 во Французской академии. Сочинение речи оказалось мучительным для него: консерватор и католик Пастер не любил либерала и агностика Литтре. Тем не менее на торжественной церемонии 27 апреля 1882 года он не стал идти на компромисс и откровенно заявил о несогласии с идеями Литтре, отстаивая необходимость религиозных чувств не только как личных убеждений, но и для прогресса науки.
На Рождество 1881 года Пастер предлагал правительству создать государственную биологическую фабрику для производства вакцин в обмен на «полное освобождение семьи Пастера от материальных забот», но получил отказ. После 1882 года французское государство за заслуги перед Республикой присудило Пастеру ежегодную пенсию в 25 000 франков, что вдвое превосходило профессорское жалованье и составляло половину состояния его родителей, объявленное им накануне свадьбы. В дальнейшем правительственным указом пожизненная пенсия Пастера была завещана его вдове и детям.

#### Попытки исследования холеры

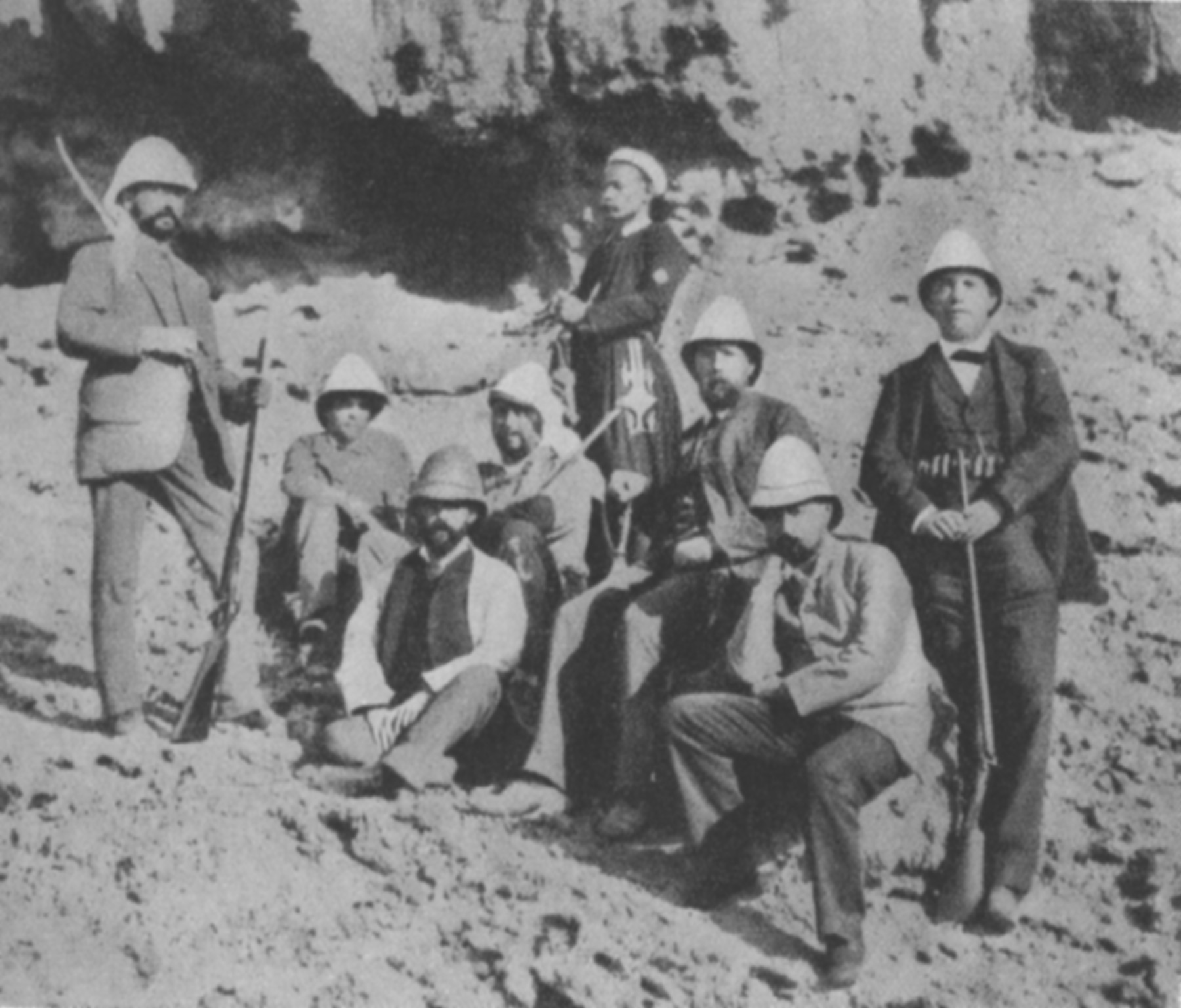
Команда Роберта Коха во время египетской эпидемии холеры, 1884 год

В 1882 году Роберт Кох язвительно писал по поводу чествования Пастера в Женеве, что «его величают вторым Дженнером, однако открытия Дженнера предназначались для людей, а не для овец». Действительно, Кох в тот период активно занимался туберкулёзом — наиболее опасным и распространённым заболеванием в Европе и сумел обнаружить его возбудителя, тогда как лаборатория Пастера работала над эпизоотиями. Следующим крупным успехом француза была разработка вакцины против краснухи свиней. Попытки заниматься человеческими заболеваниями ни к чему не приводили или заканчивались катастрофически. В 1881 году Пастер срочно выехал в Бордо, куда должен был прийти пароход из Сенегала, на борту которого вспыхнула жёлтая лихорадка. Мадам Пастер провожала его «как на войну», однако на месте оказалось, что заболевших уже нет, а трупы капитан выбросил за борт. В начале 1883 года началась эпидемия холеры в Египте, куда отправились сотрудники Пастера и их коллеги: Эмиль Ру, Луи Тюилье, Исидор Страус и ветеринар Эдмон Нокар. В Александрии они встретились с конкурирующей командой Коха. Несмотря на обилие полевого материала и попытки заражения им мышей, кошек, собак, кур и обезьян, положительных результатов добиться не удалось — ни одно животное так и не заболело. Микроскопические исследования также не позволили выявить специфического возбудителя. 18 сентября 1883 года после 24-часовой болезни скончался Тюилье. На Пастера его смерть произвела тяжёлое впечатление, и он добился, чтобы в честь молодого учёного назвали улицу, а также устроил на работу его брата. Между тем Коху удалось найти микроб, который содержался только в кишечнике больных холерой, что и подтвердилось в Индии, куда далее отправились немецкие учёные, потому что там холера «не прекращалась никогда». Для Пастера это было символом победы ненавистных немцев. Ещё большее его раздражение вызвали работы Коха во время эпидемии в Тулоне в 1884 году.

## Исследование бешенства (1880—1886)

### Вирус бешенства и лаборатория Пастера

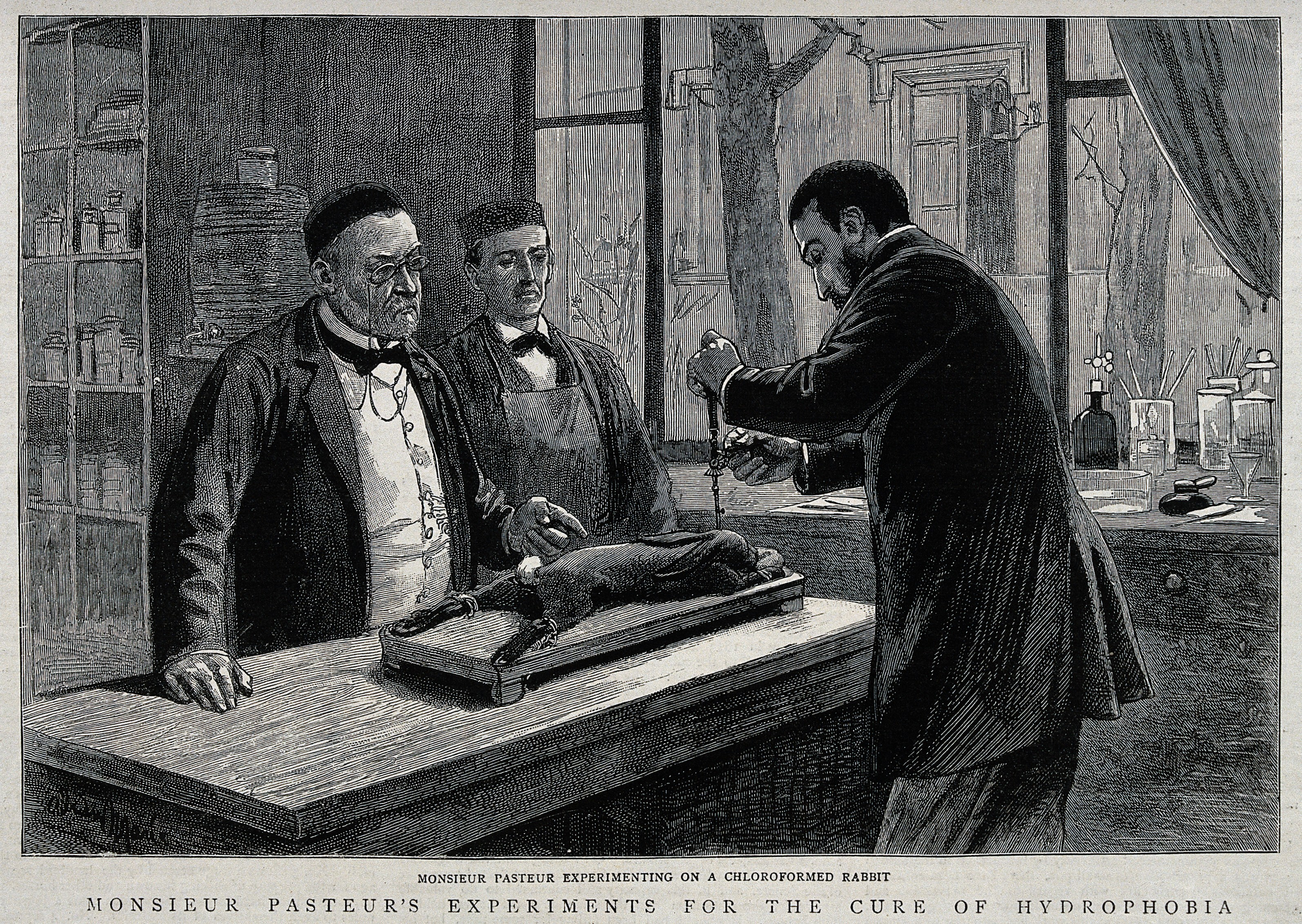
Трепанация черепа кролика, заражённого бешенством

Над бешенством Пастер систематически начал работать в конце 1880 года. Обращение его именно к бешенству объяснялось двумя причинами: во-первых, что болезнь поражала и животных, и людей, то есть представляла естественный переход от ветеринарии к медицине. Во-вторых, данное заболевание, хотя и поражало относительно малое число людей, было чрезвычайно опасным и оказывало большое влияние на общественное сознание. Первоначально Пастер пытался отыскать возбудителя бешенства микроскопическим путём, исследуя слюну заражённых людей и животных, но не добился успеха; тогда никто не знал, что фильтрующийся вирус бешенства имеет крайне малые размеры. В этих условиях было принято решение заниматься культивированием вируса (этот термин Пастер широко применял как синоним «возбудителя» вообще) непосредственно в живых организмах. Одним из наиболее тяжёлых аспектов в исследовании бешенства был неопределённо большой инкубационный период заболевания. Для начала необходимо было найти метод надёжной передачи возбудителя от одного лабораторного животного к другому, а также сократить время заболевания. Эмиль Ру, понимая, что вирус поражает нервную систему, принял решение напрямую работать с мозгом. Для этого он провёл трепанацию черепа подопытной собаки и ввёл ей препарат нервной ткани животного, умершего от бешенства. Метод сработал: лабораторные собаки умирали в срок до двух недель после заражения. Однако быстрой изоляции возбудителя бешенства и его ослабления не получалось. Пришлось не менее 90 раз перезаражать лабораторных животных — морских свинок, собак, кроликов и обезьян. В основном для этого использовалась кровь, слюна или препараты мозга заражённых животных. Пастер и Ру при этом пользовались методом профессора Лионской национальной ветеринарной школы Поль-Виктора Гальтье, которому удалось заразить бешенством кролика от заражённой морской свинки.

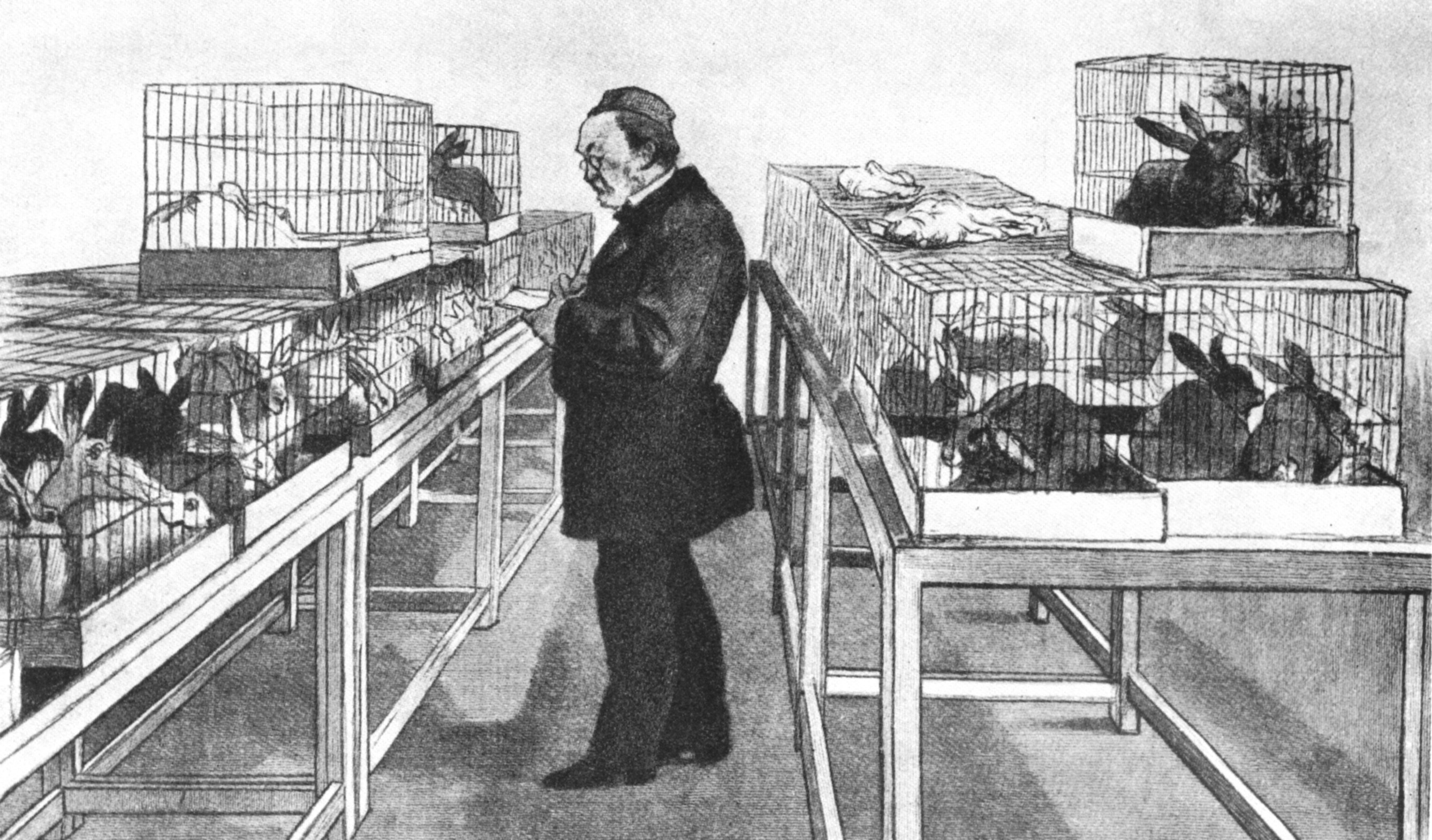
Пастер с лабораторными кроликами

К 1884 году Пастер был готов обнародовать предварительные результаты работ. В феврале и мае он представил доклады в Парижской академии наук, а в августе совершил поездку в Копенгаген на Всемирный медицинский конгресс. В своих докладах Пастер (на материале кроликов и морских свинок) описал технику последовательного заражения и ослабления вируса и объяснил, что ослабление происходит примерно через 25 промежуточных стадий. Ослабленный вирус тогда удалось получить только в организме подопытных обезьян. На выступлении в Копенгагене Пастер объявил, что ему удалось сделать 23 собаки полностью невосприимчивыми к бешенству. В этом же докладе исследователь прямо задавал вопросы о том, каким образом можно выработать иммунитет к бешенству у человека. Разброс инкубационного периода у человека необычайно велик — от месяца до года, что также ставило дополнительный вопрос, можно ли иммунизировать человеческий организм уже после укуса бешеным животным, но ещё до клинических проявлений заболевания.
В течение 1884 года удалось отработать надёжный метод ослабления вируса бешенства. Действительным его изобретателем был Эмиль Ру, однако приоритет публично был закреплён за Пастером. Метод заключался в сушке на воздухе спинного мозга кролика, заражённого бешенством. Теперь ежедневно один из ассистентов Пастера препарировал лабораторных кроликов, умерших от бешенства, и подвешивал их спинной мозг на просушку в колбу. Далее препарат нарезался и помещался в стерильный бульон. Схема вакцинации была многоступенчатой: в первый день вводился 14-дневный препарат, который не заражал подопытную собаку. Далее каждый день вводился всё более и более свежий препарат; последняя, четырнадцатая, инъекция гарантированно убивала неиммунизированное животное. Следующий шаг предусматривал испытания на людях, но Пастеру препятствовали этические проблемы. Уже с конца 1884 года он получал письма с просьбами о помощи заражённым людям, но неизменно отвечал, что не решается взять на себя такую ответственность.

### Первые попытки иммунизации человека

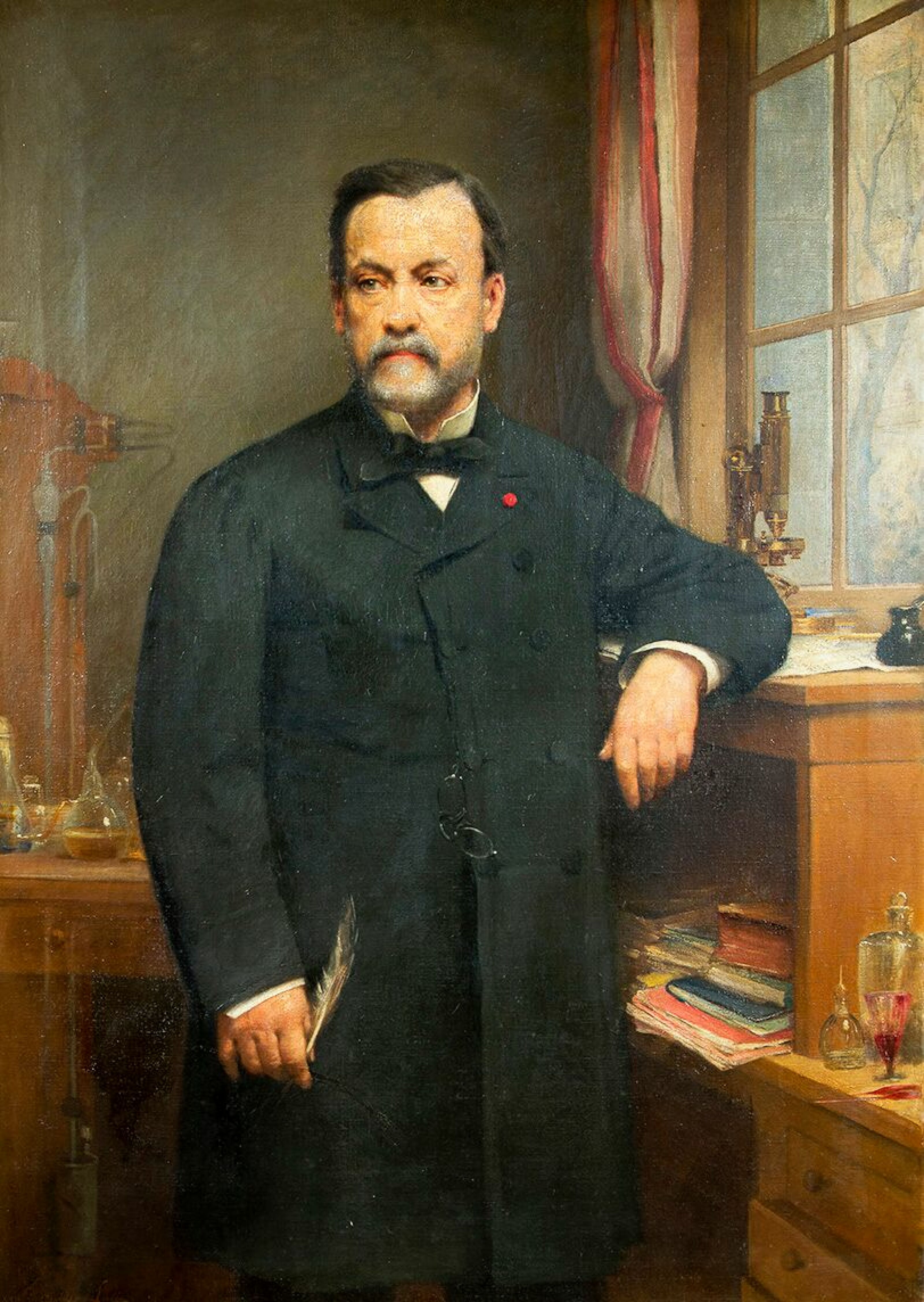
Луи Пастер в своём кабинете. Портрет Лафон, Франсуа 1883 года

В октябре 1885 года мировой сенсацией стала статья Пастера о доказанном предотвращении заболевания бешенством у 9-летнего Йозефа Майстера и 15-летнего Жан-Батиста Жюпиля. В действительности, как явствует из лабораторных журналов Пастера, первыми получили вакцину против бешенства некий Жирар (61 года от роду) в мае 1885 года и 11-летняя Жюли-Антуанетта Пуон в июне того же года. Оба были укушены бешеными собаками. Жирар обратился в госпиталь Некер, врач которого (член Медицинской академии) Жорж Дюжарден-Бёмез обратился к Пастеру. Больному была введена одна доза вакцины, после чего наступило видимое улучшение, и его выписали. О дальнейшей его судьбе ничего не известно. Пуон, укушенная в мае, была помещена в больницу Сен-Дени с очень тяжёлой симптоматикой и скончалась после получения второй дозы вакцины. Через две недели после смерти девочки, 6 июля 1885 года из Эльзаса прямо в лабораторию Пастера мать привезла Йозефа Майстера, сильно искусанного бешеной собакой; с ними приехал хозяин собаки — бакалейщик (он же и пристрелил бешеное животное). После совещания со специалистом-педиатром медицинского факультета Парижского университета Жозефом Гранше и доктором Вюльпианом — коллегой по Академии медицины — Пастер решился сделать Йозефу полный цикл иммунизации, который до того был проверен лишь на собаках. Мальчика с матерью разместили в лаборатории Пастера, а не в больнице. Первая инъекция была сделана Гранше того же 6 июля — всего через два дня после укуса бешеной собакой; весь курс уколов проделал именно Гранше, поскольку у Пастера не было медицинской квалификации. К тому времени было иммунизировано всего 40 собак, и для половины из них ещё не истекли контрольные экспериментальные сроки. Майстер не заболел, раны его затянулись без последствий, а полностью измученный Пастер вместе с женой уехал в Арбуа. И для учёного, и для Франции это стало не столько научным, сколько политическим триумфом, поскольку мальчик прибыл из утраченного во Франко-прусской войне Эльзаса. В сентябре Пастер был вынужден заняться лечением второго своего пациента — пастуха Жюпиля, происходившего из-под Арбуа, которого сильно искусала бешеная собака, пока он спасал от неё других мальчиков. После успеха Пастер смог объявить об экспериментах публично.
В 1885 году для нужд лаборатории Пастера было передано поместье Вильнёв л’Этан в Гарше, всего в десяти километрах от центра Парижа. Понадобилось 100 000 франков, чтобы превратить заброшенный старый парк (некогда — императорское владение Сен-Клу) в питомник, пригодный для размещения 60 собак. Там же располагалась дача Пастера, на которой он проводил летние месяцы. К тому времени эксперименты Пастера вызывали сильное раздражение у обществ защиты животных и у соседей лабораторий на улице д’Юльм и в Вильнёв л’Этан. Даже мадам Пастер, привычная к страданиям лабораторных животных, писала дочери, как была свидетелем смерти подопытной обезьяны через 48 часов после заражения её сибирской язвой. Ранее, на медицинском конгрессе в Лондоне 1881 года, было вынесено постановление, что эксперименты на животных необходимы и полезны, хотя экспериментаторы не должны причинять им ненужные и чрезмерные страдания. На этом конгрессе присутствовали и Пастер, и Роберт Кох. Пастер в 1880-х годах был главной мишенью британских активистов защиты животных и противников вивисекции, одна из которых, Анна Кингсфорд, занимаясь оккультизмом, даже пыталась поразить учёного «психической энергией».

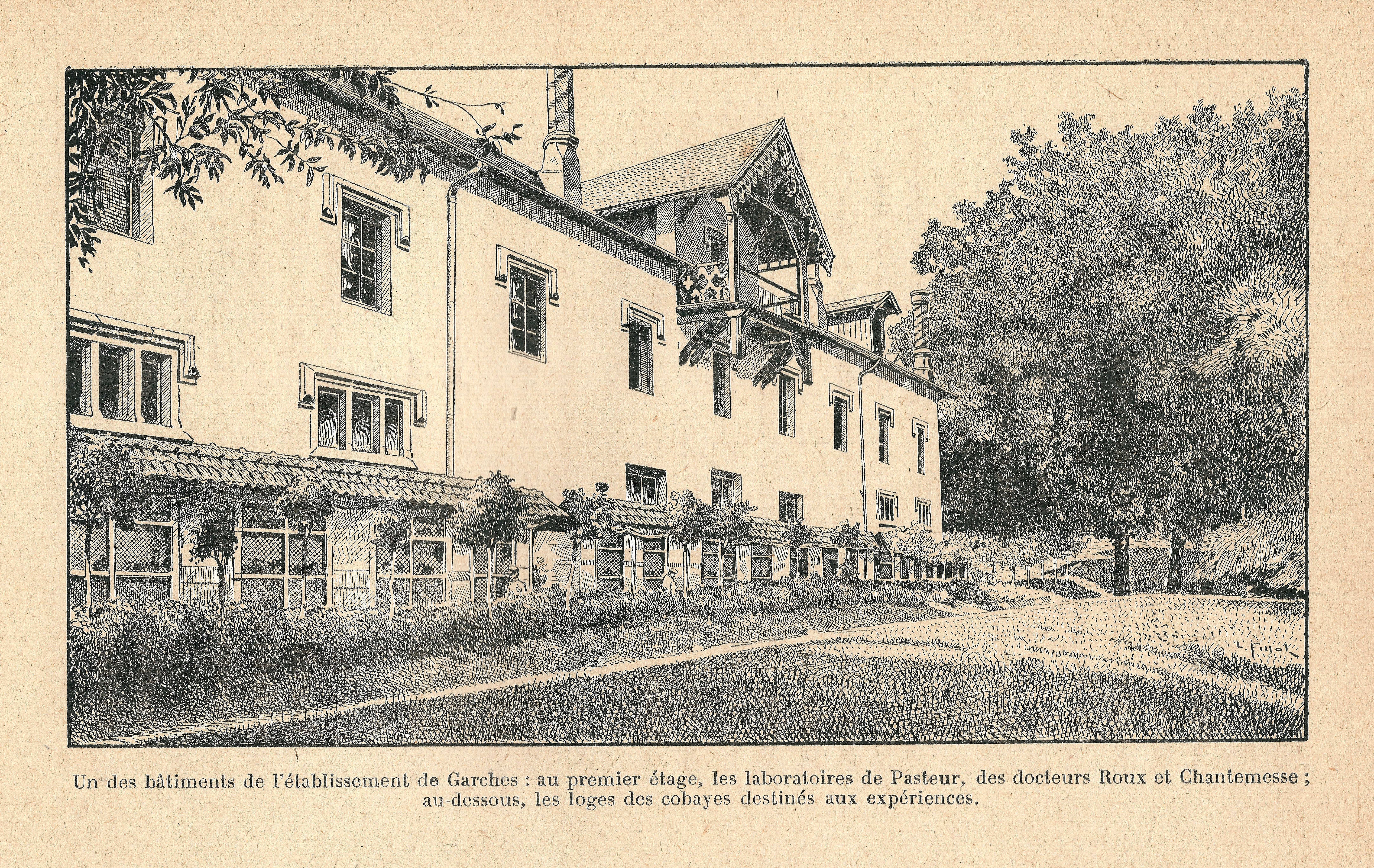
Здание лаборатории Пастера в Вильнёв л’Этан. Гравюра из книги Fraitot V. Une page d’histoire du XIXe siècle. Pasteur (l’oeuvre, l’homme, le savant). 3e éd. Paris: Vuibert et Nony, 1913. P. 143

Успех Пастера вызвал невероятный ажиотаж в обществе, а президент Академии наук публично заявил, что достижение учёного — «одно из величайших свершений, когда-либо совершённых в медицине». Л. Роббинс не без иронии замечала, что громкие заявления раздались тогда, когда был излечен всего лишь второй пациент — Жюпиль, причём навсегда неизвестным останется, заболели ли бы Майстер и Жюпиль, если бы их не стали лечить. Однако вести разнеслись, и лаборатория Пастера на улице д’Юльм превратилась в фабрику вакцины и «прививочный конвейер». Каждый день с 11 часов выстраивалась очередь на осмотр к доктору Гранше; со временем приём вели уже трое врачей. В первый месяц после объявленного успеха в лаборатории были вакцинированы 68 человек. Через год этот показатель достиг 2490 человек из 18 стран. Были и неудачи: из 19 русских крестьян Смоленской губернии, покусанных бешеным волком, умерли трое; скончался англичанин, укушенный бешеным котом (он сильно напивался и пропускал прививки); а сам Пастер больше всего переживал из-за смерти 10-летней Луизы Пеллетье, сильно укушенной в голову за месяц до начала лечения. После этого Луи Пастер настаивал, что в тяжёлых случаях — укусах в голову или лицо — необходимо более интенсивное лечение, введение вакцины не один, а два или три раза в день, и многократное повторение иммунизации. Однако Ру и Гранше убедили его, что данный метод чрезмерно опасен. По сути, массовая иммунизация людей во второй половине 1885 года были экспериментальным периодом, когда метод вырабатывался методом проб и ошибок, и это вызывало много нападок на учёного. В мае 1886 года из России к Пастеру для иммунизации по решению земской управы Санкт-Петербургского уезда прибыл русский врач Леонид Иванович Воинов (1853—1905) сопровождая семь крестьянских детей, укушенными бешеными собаками. Луи Пастер в октябре 1886 года огласил отчёт, где было указано, что из 1700 привитых граждан Франции и Алжира умерли только десять человек, что составляло половину процента. При статистике, что умирал один из шести укушенных, получалось, что было спасено более 200 человек от крайне мучительной смерти. Скептики утверждали, что такого количества заражений во Франции не было (и в среднем умирало от бешенства от 30 до 45 человек в год), и, следовательно, большинство иммунизированных Пастером людей не были укушены бешеными животными. В итоге в Великобритании был создан независимый комитет для оценки результатов вакцинации против бешенства (в состав его вошёл Виктор Хорсли), работа которого подтвердила эффективность методов Пастера, но одновременно было вынесено заключение, что следует вакцинировать и контролировать численность бездомных животных. Французские критики чаще нападали на отсутствие профильного — медицинского — образования у Пастера и ненадёжность его методов, а также на возможность заражения от вакцины. Главным французским критиком стал Мишель Петер — дальний родственник Мари Пастер. В результате Пастер принял решение отстраниться от полемики и, передав все полномочия Вюльпиану, Гранше и Ру, зиму 1886—1887 года вместе с семьёй провёл в Италии. Эмиль Ру пришёл к выводу, что использование непроверенной вакцины с использованием свежих культур вируса было смертельно опасным. По одной из версий, смерть малолетнего Эдуард-Жюля Руайе фактически произошла от привитого во время иммунизации бешенства, но Ру оформил этот случай как почечную недостаточность. В дальнейшем для вакцин использовались только ослабленные формы вируса.

Антирабические прививки в лаборатории Пастера
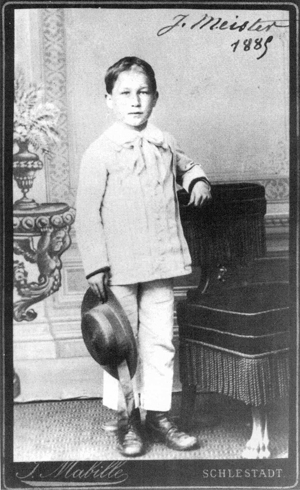
Йозеф Майстер в 1885 году
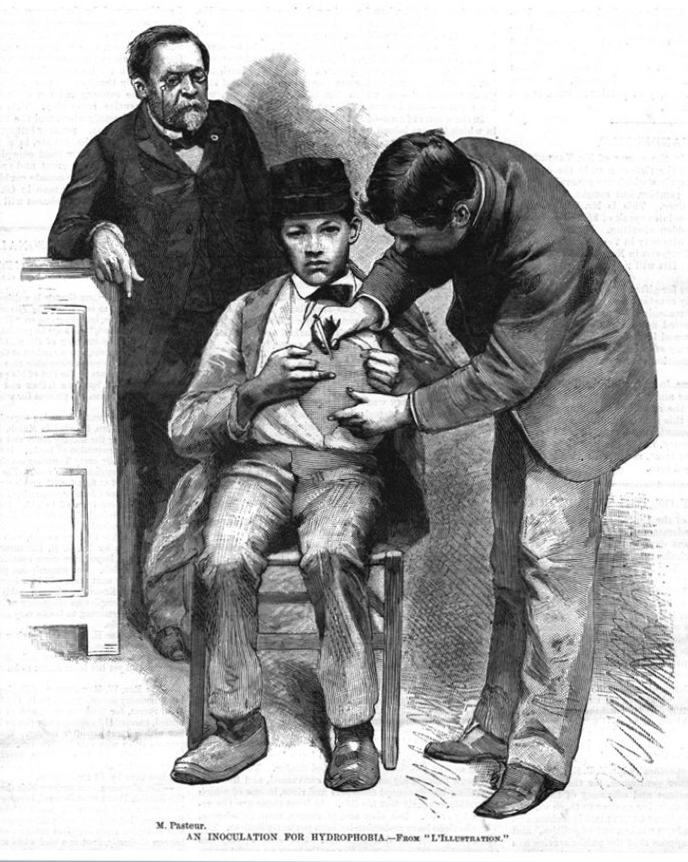
Вакцинирование Жана Жюпиля
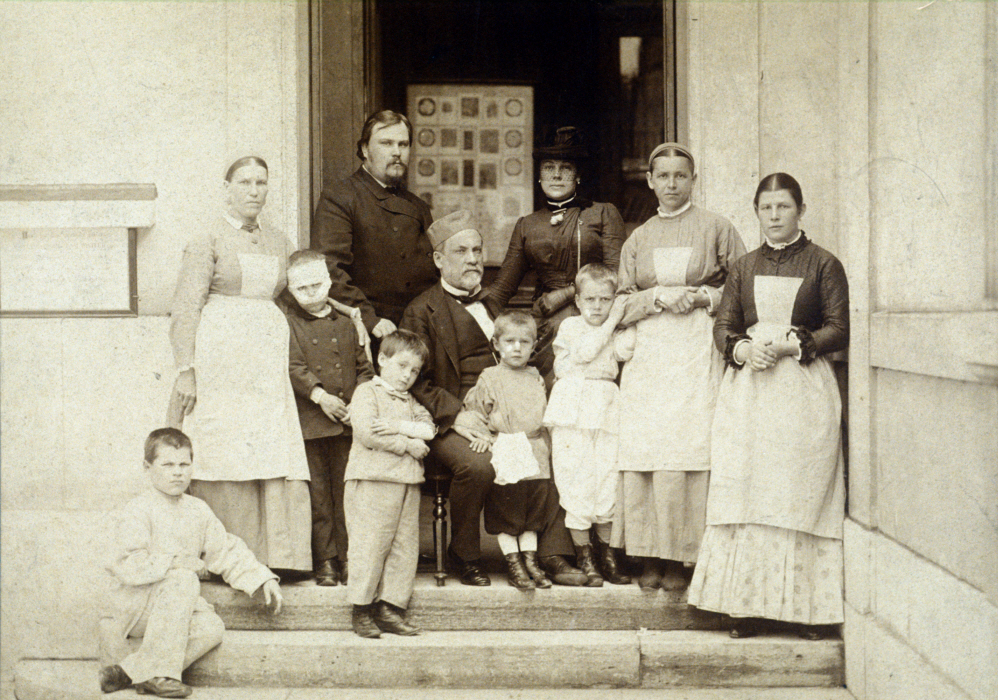
Луи Пастер и русский доктор Л. И. Воинов в окружении привитых детей. Париж, май-июнь 1886 года
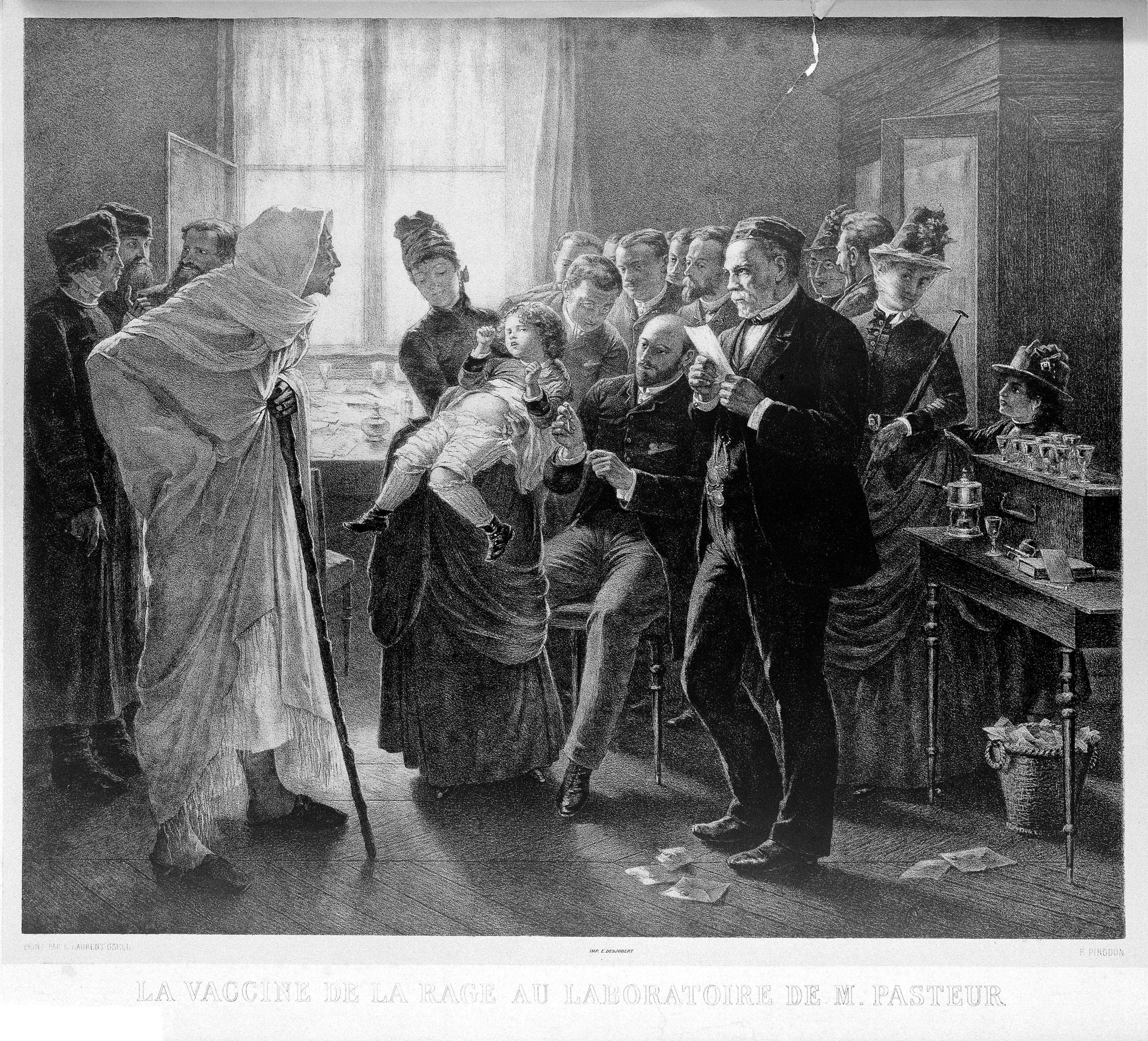
Вакцинирование у Пастера

Пастеру пришлось вернуться в Париж после драматических испытаний: на Пепельную среду 1887 года вилла, где жили супруги Пастер, их дочь Мари-Луиза, зять Рене Валлери-Радо и внуки Камилла и Луи, оказалась в зоне землетрясения; никто не пострадал, но оставаться было невозможно. В Париже оказалось, что никакая критика не способна помешать превращению Пастера в общественное явление и «памятник самому себе». В прессе его называли «Le Bon Pasteur» — обыгрывая фамилию, которая могла означать и «пастора», и «пастыря». Доктор Вюльпиан, который руководил иммунизацией против бешенства, на заседании Медицинской академии одним из первых выдвинул идею основания Института Пастера — специализированного научно-исследовательского учреждения для исследования микромира и разработки вакцин и методов иммунизации. В 1887 году Французская академия наук избрала Пастера своим непременным секретарём, но по состоянию здоровья в январе следующего, 1888 года он сложил с себя полномочия.

## Пастеровский институт. Последние годы жизни (1888—1895)

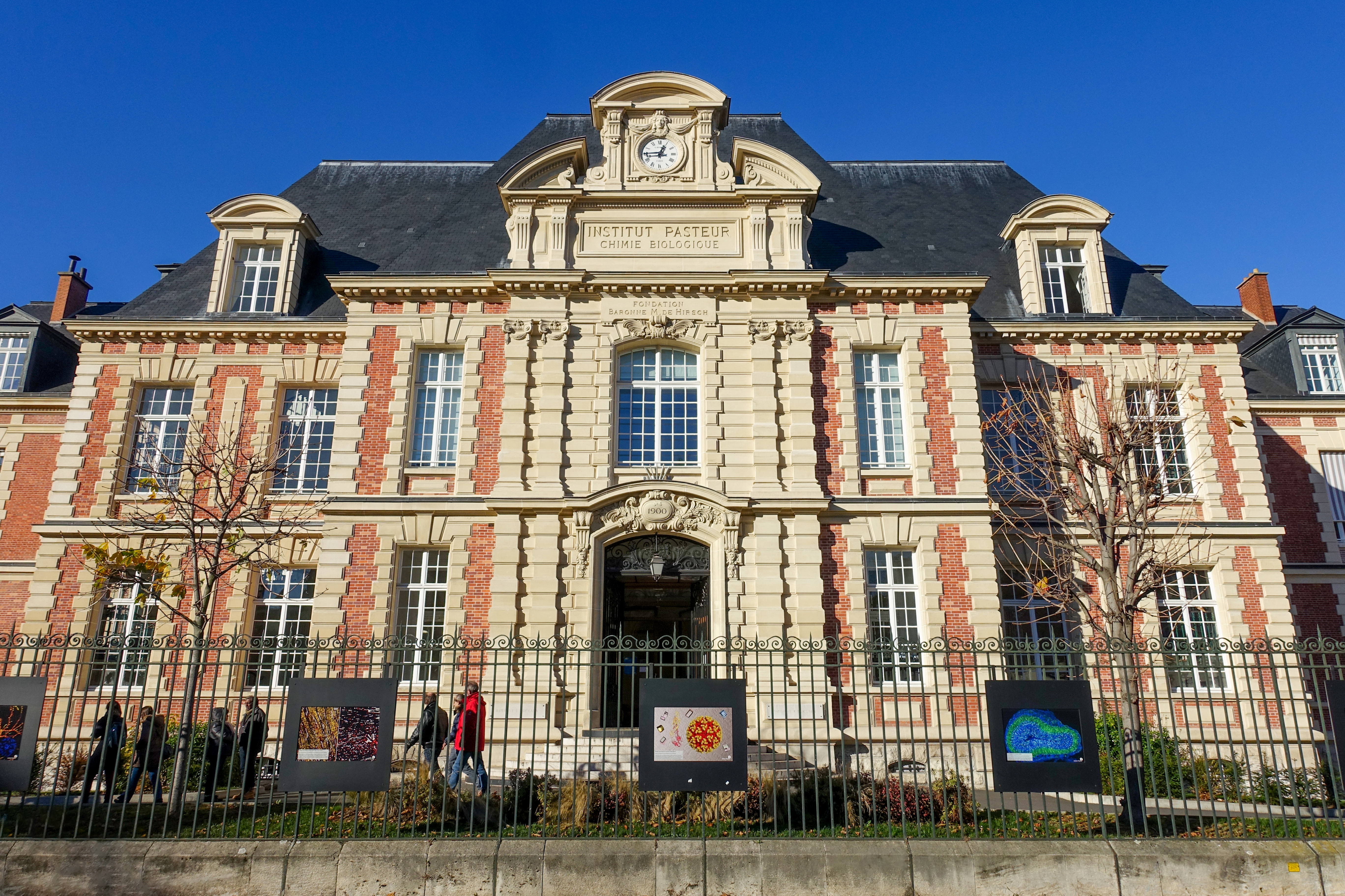
Пастеровский институт. Фото 2016 года

Общественный резонанс по поводу основания «Дворца бешенства», как именовали ещё не созданный Пастеровский институт, был громаден. Пожертвования шли со всего света — от императоров России Александра III (100 000 франков) и Бразилии Педру III (1000 франков), жителей Эльзаса-Лотарингии — родины первого спасённого от бешенства (48 365) и многих других; очень быстро откликнулась редакция миланской газеты La Perseveranza, которая пожертвовала 6000 франков. Зато от всех научных обществ Германии поступило всего 105 франков. Основание Института 11 мая 1887 года было торжественно отпраздновано во Дворце Трокадеро, где Пастеру устроили овацию, а на концерте исполнением своих произведений дирижировали лично Шарль Гуно, Лео Делиб и Камиль Сен-Санс. В ответной речи Пастер признался, что всё это слышал впервые, ибо не побывал в театре и десяти раз за всю свою жизнь.
К открытию Института 14 ноября 1888 года сумма взносов превысила 2 миллиона франков, поэтому можно было не скупиться в расходах. Строительство курировал Эмиль Дюкло, который выбрал большой незастроенный участок на юго-западе Парижа, где и был воздвигнут огромный корпус в стиле аристократического особняка. Пастер, как обычно, включился в работу по созданию своего института, активно приглашал исследователей и составил план работ: предполагалось открыть пять отделений. Однако инсульт в 1887 году временно лишил его речи, он быстро утомлялся и более не в состоянии был писать самостоятельно. Тем не менее даже в таком состоянии Пастер попытался выиграть приз в 625 000 франков, назначенный правительством Нового Южного Уэльса за сокращение популяции кроликов; сумма равнялась его пенсии за 35 лет. Примечательно, что об этой проблеме и назначенной награде Пастер узнал из газет, которые ему, как обычно, читала жена перед сном. Пастер предложил биологическую войну: предстояло рассеять зерно, заражённое формой куриной холеры, которая должна была поразить кроликов и их потомство. Племянник Пастера — Адриен Луар — даже отправился с культурой возбудителя куриной холеры в Австралию, однако власти не допустили начала эксперимента. Инцидент ухудшил самочувствие Пастера, поскольку из-за медленной связи между континентами он не мог контролировать событий и действовать с той настойчивостью, к которой привык.

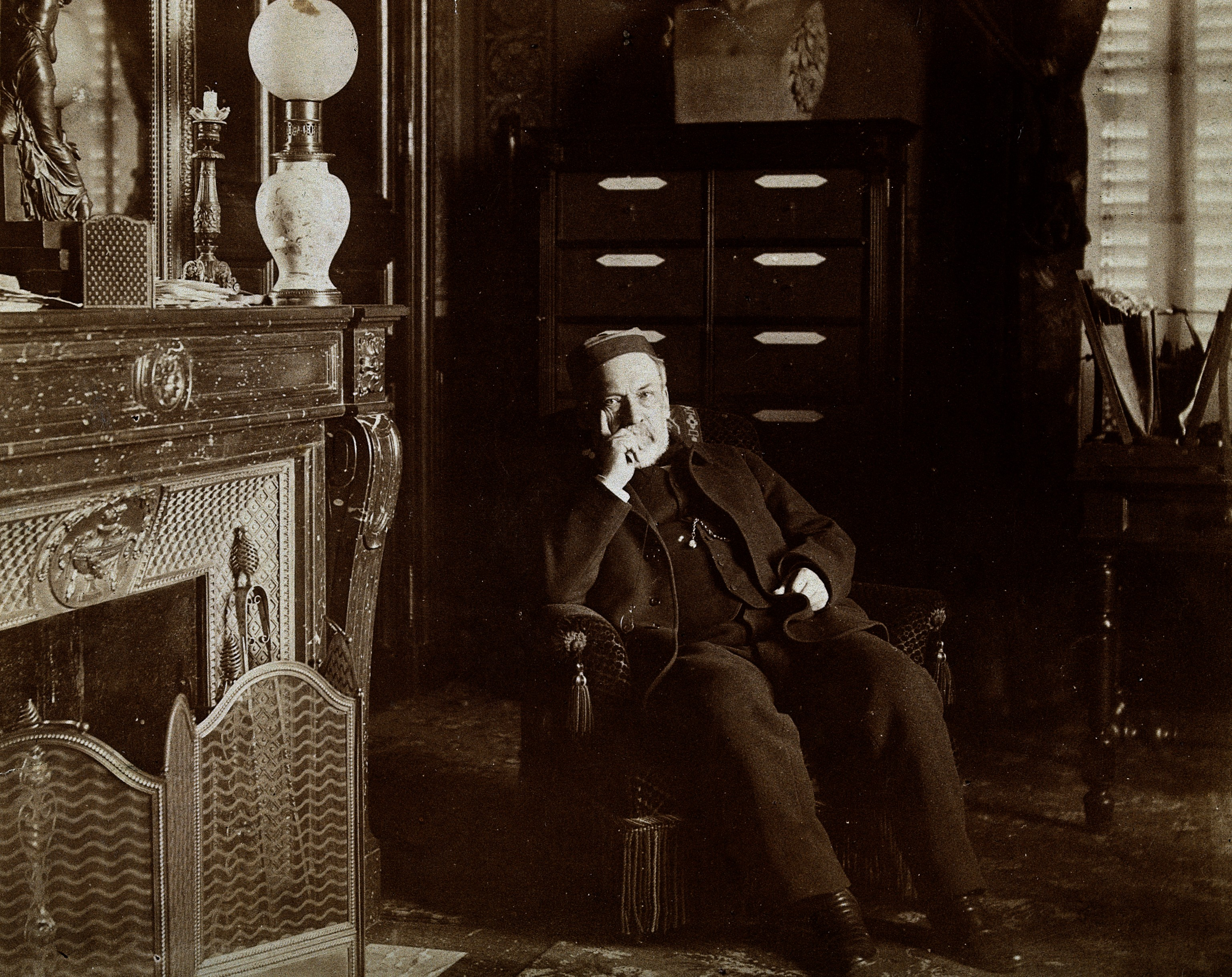
Луи Пастер на склоне лет

Торжественное открытие Института состоялось в присутствии президента Сади Карно, членов Французской академии и множества  людей. Пастер уже был не в состоянии произнести речи, и её зачитал его сын Жан-Батист: учёный выражал сожаление, что в момент открытия его института «человек оказался побеждён временем». Он также призывал сотрудников и студентов придерживаться высших стандартов научного доказательства, ибо это «одна из величайших радостей, которую может испытать человек духа». Пастер c семьёй переехал в просторные апартаменты, размещённые в крыле нового здания. Примечательно, что первые спасённые от бешенства люди — Йозеф Майстер и Жан Жюпиль устроились работать в Институте хранителями; к 1935 году в Институте было привито от бешенства 51 057 пациентов, из которых скончался всего 151 человек (0,29 %). Сам же Луи Пастер постепенно слабел и в физическом и интеллектуальном смысле всё более зависел от своих коллег — Ру, Шамберлана, Мечникова и мадам Пастер, которая неизменно читала ему вслух и вела переписку. На склоне жизненного пути Пастер временами сожалел о несделанном, например, что он уже никогда не вернётся к проблемам молекулярной асимметрии.

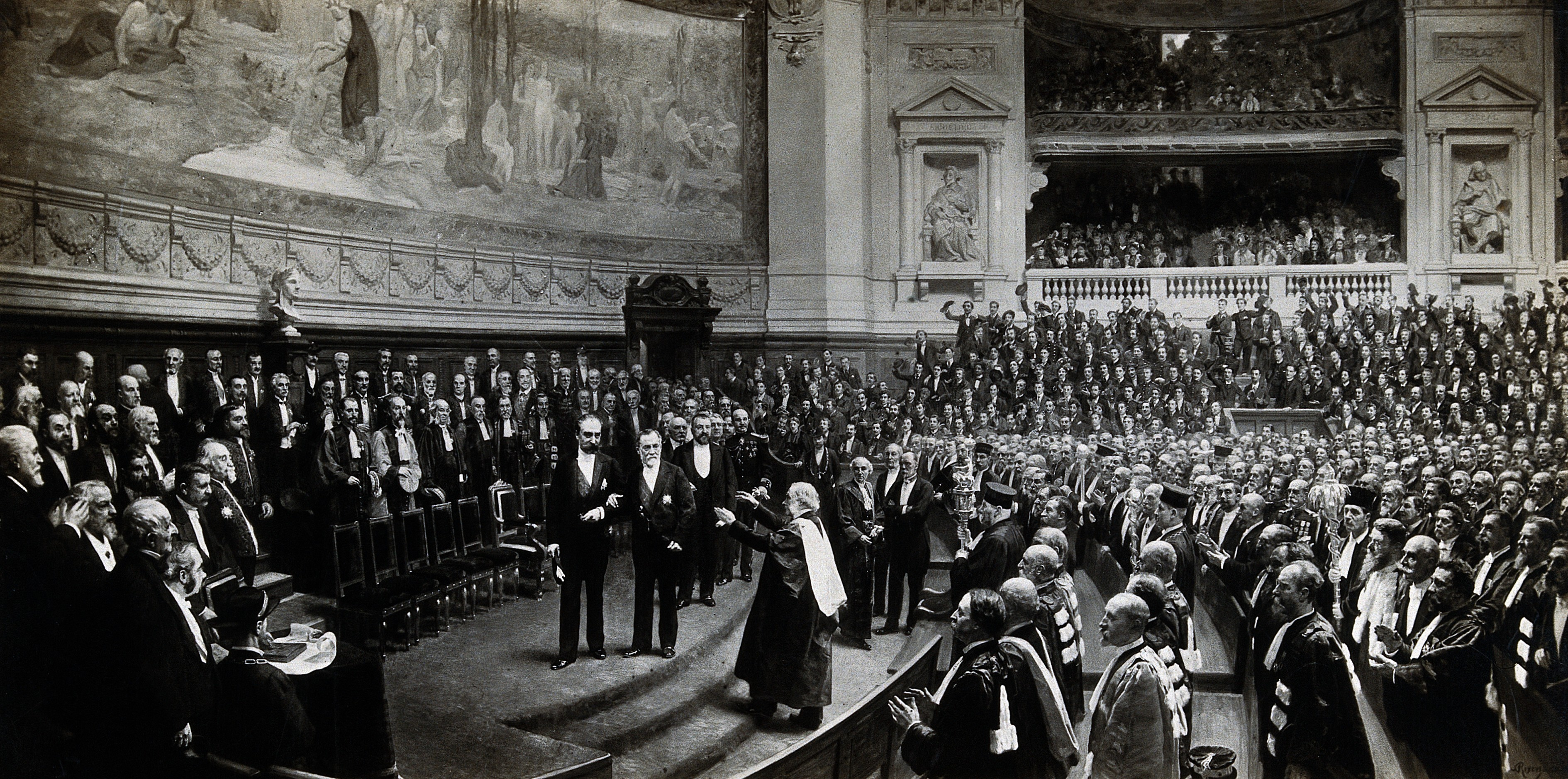
Торжественное чествование 70-летия Пастера; учёного приветствует Джозеф Листер. Фоторепродукция картины Жана-Андре Рексана, 1892

70-летие Пастера было торжественно отпраздновано в Сорбонне, где 27 декабря 1892 года состоялось грандиозное театрализованное действо. Пастер с трудом передвигался после инсульта, и его вёл под руку лично президент Франции Сади Карно, а приветствовал барон Джозеф Листер. Речь вместо отца прочитал Жан-Батист Пастер, в кратких заметках речь шла о вере в то, что наука и мир победят тьму невежества и войны. Молодых людей, присутствующих на церемонии, Пастер призвал «жить в безмятежном мире лабораторий и библиотек». К тому времени Эмиль Ру и его ассистент Александр Йерсен уже два года работали над вакциной против дифтерии и успешно представили её на Всемирном конгрессе гигиены и демографии в Будапеште в 1894 году.
После 1894 года здоровье Пастера чрезвычайно ухудшилось — 1 ноября его постиг острый приступ уремии. Тем не менее он живо интересовался новейшими разработками. В апреле 1895 года он специально прибыл в лабораторию, чтобы понаблюдать в микроскоп возбудителя чумы, которого Йерсен изолировал и выделил в Гонконге. 13 июня 1895 года Пастер в последний раз покинул свой институт, выехав в Вильнёв л’Этан, где к тому времени открыли биофабрику, в которой из крови лошадей и материала кроликов приготавливали вакцины. В основном он сидел в кресле в саду, где жена и дочь читали ему вслух биографии героев наполеоновских войн и их мемуары. В поместье-лаборатории Луи Пастер скончался 28 сентября 1895 года в возрасте 72 лет от уремии и общего паралича.

## Личность

### Черты характера

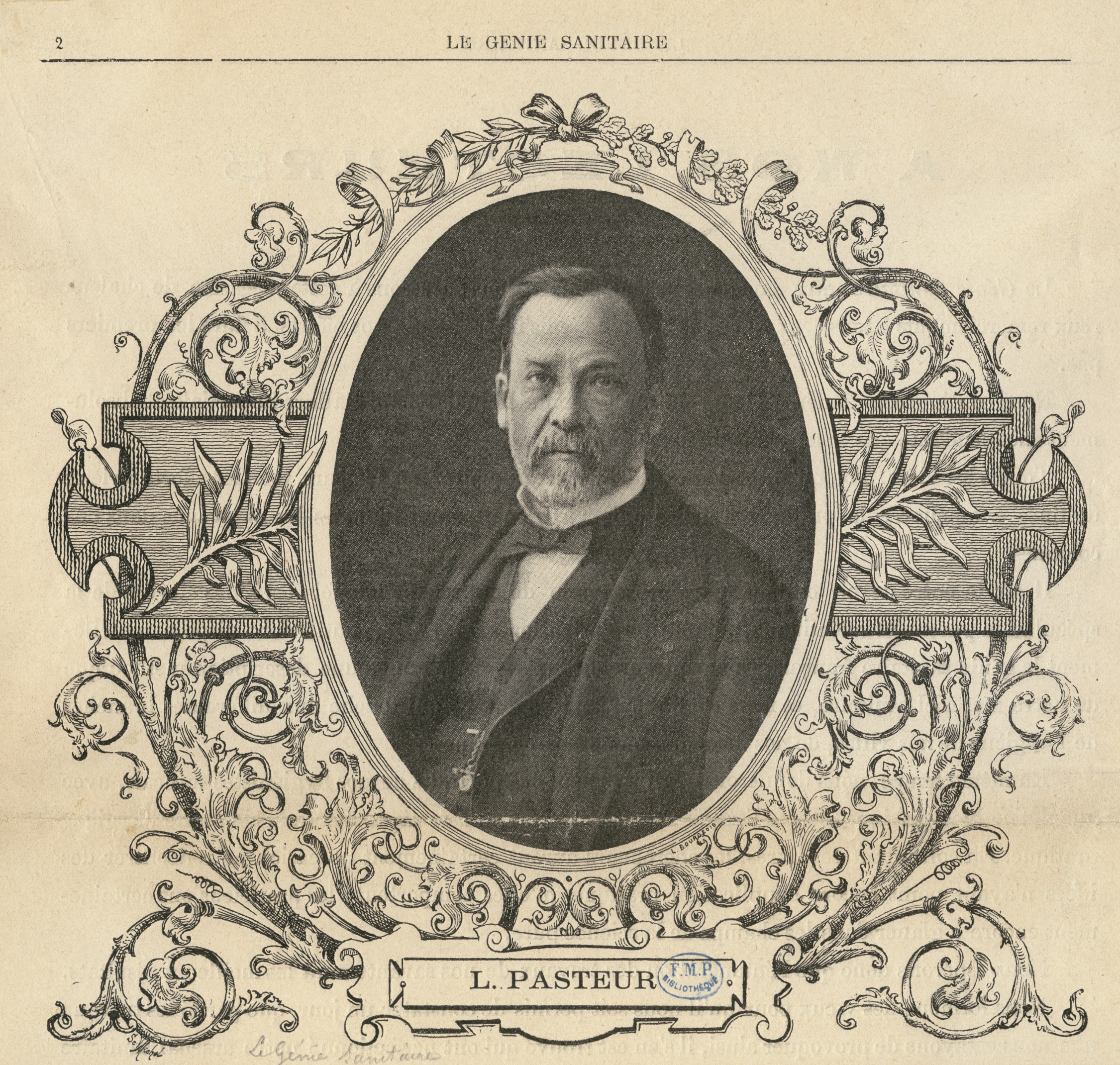
Пастер — гений санитарии

Из сохранившегося корпуса переписки и лабораторных журналов вырисовывалась весьма сложная и многогранная картина личности Луи Пастера, раскрытая в исследовании Дж. Джейсона. Он избрал путь учёного под влиянием смешанного комплекса мотивов — как естественного пути развития интеллектуала-экспериментатора, так и стремления к славе и известности, а также преференций, которые можно получить от властей. Немалую роль в этом играло и стремление служения всему человечеству или по крайней мере Франции. Академический мир середины XIX века был средой с высокой конкуренцией, и Пастер в известной степени пошёл против воли отца, который ставил перед единственным сыном гораздо более скромные цели. Луи Пастеру удалось заручиться поддержкой влиятельных в интеллектуальной и политической среде покровителей — прежде всего, это его наставники Жан-Батист Дюма и Жан-Батист Био, а также министры и лично император Наполеон III и императрица Евгения. Амбиции Пастера базировались на огромной уверенности в своих силах и возможностях, которые непрерывно росли, особенно после достижения им 30-летия. Он неоднократно заявлял супруге, что «приведёт её в Вечность». По указанной причине он не любил полемики и не терпел критики, была ли она корректна и обоснована или нет. Вместе с тем он умел подать свои действительные достижения и умело пользовался как своими талантами, так и риторическими навыками и искусством привлекать на свою сторону сильных мира сего. Он прекрасно понимал роль прессы и пользовался публичными демонстрациями, самой эффектной из которых был эксперимент по вакцинации в Пуйи-ле-Фор. Публичные прения в стенах Академии наук Пастер обычно выигрывал.
Пастер обладал огромным трудолюбием. В зрелые годы он неоднократно заявлял, что успехом обязан только тяжёлому каждодневному труду, настойчивости и упорству. Он вставал обыкновенно на рассвете, навещал свою лабораторию в утренние часы и всегда работал по вечерам, обычно до глубокой ночи. Его сотрудники и помощники отмечали его способность сосредотачиваться на одной проблеме в течение долгого времени. Страдая близорукостью, Пастер совершенно серьёзно утверждал, что настолько привык работать с микроскопом, что и невооружённым глазом был способен воспринимать мельчайшие детали, недоступные простому смертному. По этому поводу Пастер произнёс своё часто цитируемое впоследствии замечание: «Dans les champs de l'observation, le hasard ne favorise que les esprits préparés» («В области наблюдений случай благоприятствует только подготовленному уму»).
Все свидетельства утверждают деспотизм Луи Пастера и дома, и на работе. Он бывал суров с сыном и зятем, а своих студентов, ассистентов и сотрудников также рассматривал как членов семьи. Несмотря на то, что именно его авторитарность стала причиной отставки с поста директора Эколь Нормаль, Пастер до конца жизни поддерживал сложившуюся модель отношений. Дж. Джейсон замечал, что ни на одной пастеровской фотографии нет даже намёка на улыбку. Единственным исключением из его одержимости своим делом была любовь к детям, как своим собственным, так и чужим, но при этом он мог остаться совершенно нечувствительным к переживаниям ближайшего окружения. Свою работу он всегда держал в тайне и не позволял посторонним заглядывать в свои лабораторные журналы и даже маркировать клетки с животными в его личной лаборатории. Эмиль Дюкло свидетельствовал, что Пастер до конца следил за всеми действиями ассистентов и «держал руку на всём», избежать его пристального внимания было невозможно. Кончина детей от тифа и исследования в области микробиологии привели к навязчивой страсти Пастера к стерильности, которая подчас выражалась весьма эксцентрично. Например, он вообще отказался от рукопожатий, а перед обедом рассматривал посуду и приборы чуть ли не через лупу. Он не переносил курения, и его сотрудники вынуждены были предаваться своему пороку, когда Пастер уходил на заседания научных обществ или академий, в которых состоял. Его друг детства Ш. Шапюи свидетельствовал, что все вздыхали свободно, когда Пастер заканчивал летний отпуск в Арбуа и прекращал донимать земляков и близких своими советами и контролем.

### Убеждения

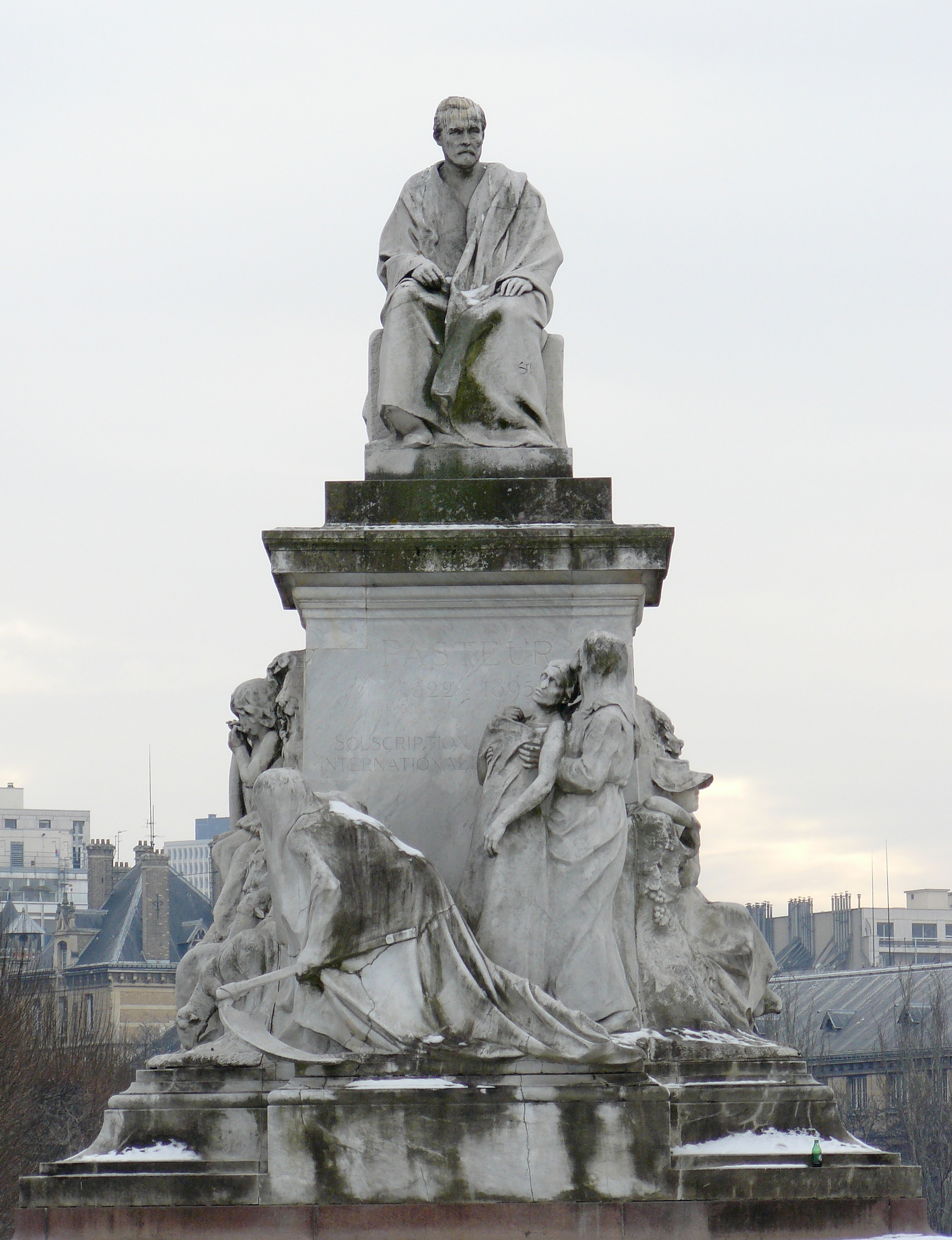
Памятник Пастеру на площади Бретейль в Париже. Скульптор Александр Фальгьер, 1904

#### Философия и религия
Пастер всю жизнь был глубоко погружён в конкретные научные вопросы, поэтому его религиозные, философские и политические убеждения носили ярко выраженный «внутренний» характер, не были чётко структурированы и внятно изложены. В центре его мировоззрения было, однако, абсолютизированное дихотомическое разделение вопросов науки и веры. В биографии, написанной М. А. Энгельгардтом, это описывалось следующим образом:

…Вне своей науки Пастер был человеком традиционных воззрений, которые принимал без всякой критики, как будто весь его гений, критический ум, скептицизм поглощались наукой (да так оно и было), а на другие вещи уж ничего и не оставалось. Он принимал религию, как учили его в детстве, со всеми последствиями, с целованием туфли Его Святейшества и тому подобным. Воплощение скептицизма, неверия и критического духа в научных вопросах, он проявлял веру бретонского мужика или даже «бретонской бабы», по его собственному выражению, конечно преувеличенному. Итак, он не ограничивался сообщениями о своих опытах, но присовокуплял к ним благочестивые замечания насчёт того, что торжество «гетерогении» (учения о самозарождении) было бы торжеством материализма, что идея самозарождения устраняет идею Бога и тому подобное.

Подобные описания Дж. Джейсон считал в известной мере крайними. В школьные годы Пастер иногда кощунствовал во время чтения проповедей или мессы, а в зрелые годы и старости он редко посещал церковь и практически не исполнял никаких религиозных предписаний. Богословские доктрины и даже церковные таинства привлекали его мало. Точно так же он не интересовался философией, хотя в начале 1840-х годов пытался читать Конта и назвал его «абсурдным». На бытовом уровне Луи Пастер презирал «материалистов, атеистов, вольнодумцев и позитивистов». В инаугурационной речи 1882 года во Французской академии Пастер выступил с осуждением позитивистской философии Литтре и утверждал, что банкротство позитивизма объяснялось отсутствием интеллектуальной новизны, путаницей истинного метода эксперимента с ограниченностью наблюдения, а главное — пренебрежением идеей бесконечной Истины, то есть идеи Бога. Пастер никогда не выражал сомнений в бессмертии души или бытии Божьем. При этом в цитируемой речи он отрицал связь спиритуализма и религии с наукой и заявлял, что любой научный спор может быть решён только путём эксперимента. Однако основные экзистенциальные вопросы он считал находящимися за пределами науки.

#### Политика

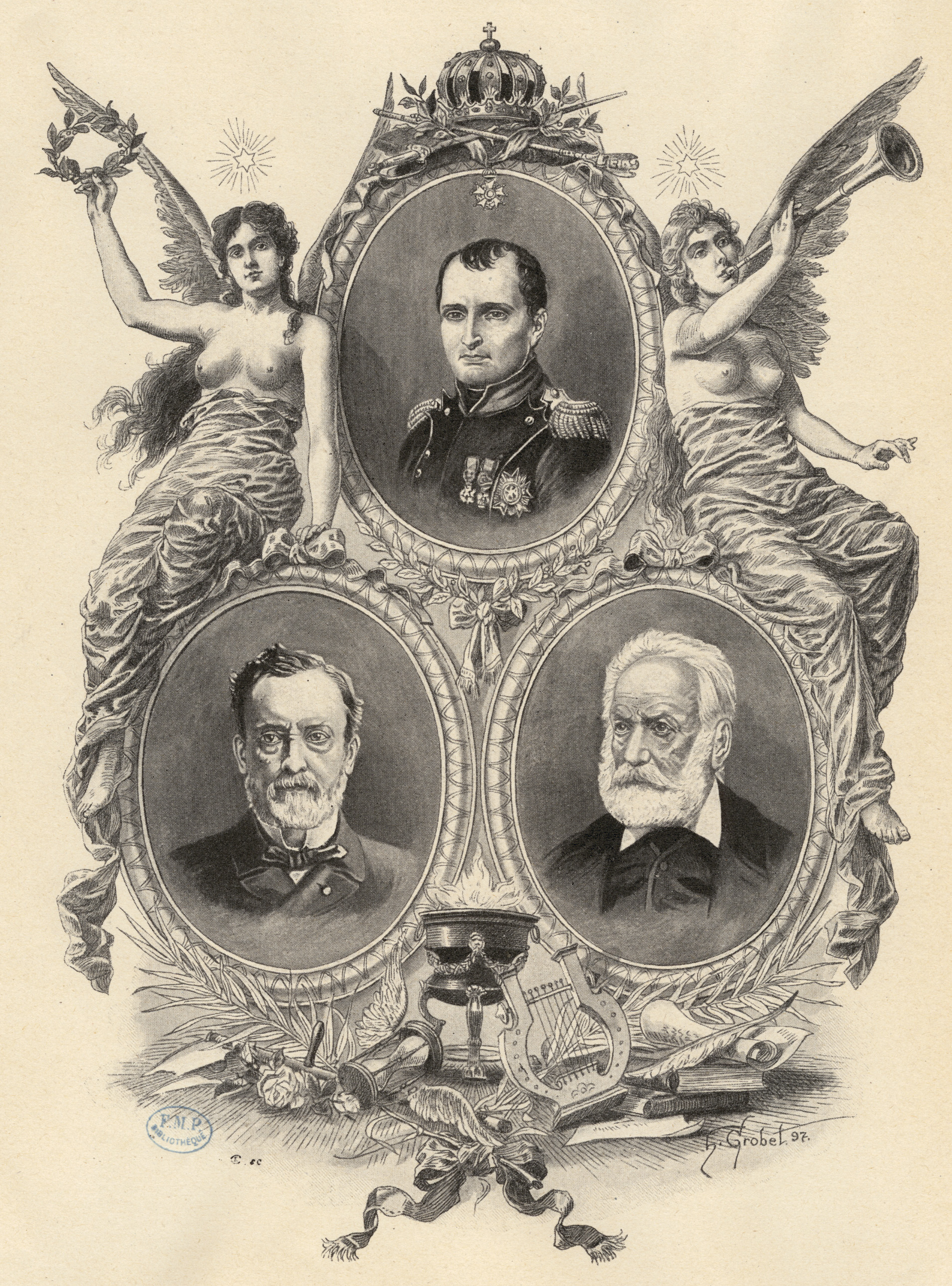
Три героя Франции — Наполеон, Пастер, Гюго

Политические воззрения Пастера развивались одновременно с философско-религиозными и были тесно переплетены с ними. Хотя во время революции 1848 года Пастер некоторое время провёл в Республиканской гвардии, по своей глубинной сути он был консерватором, если не реакционером. Во время Второй империи он определённо заявлял, что жёсткая власть, эффективная полиция и внутренний порядок много важнее любых гражданских свобод и демократии. Будучи, как и его отец, бонапартистом, Пастер идеализировал наполеоновскую империю и надеялся, что Луи Наполеон сможет в какой-то степени её воссоздать. Поскольку Жан-Батист Дюма после переворота 1851—1852 годов был приближён ко двору, Пастер получил возможность прямого обращения к императорской чете и посылал свои работы по брожению и самозарождению. В 1875 году земляки в Арбуа предложили Пастеру баллотироваться в Сенат, но он заявил, что никогда не занимался политикой и совершенно в ней не разбирается. Тем не менее его убедили выставить свою кандидатуру от консерваторов, и он получил всего 62 голоса, тогда как двое его соперников-республиканцев — более 400. В 1880-х годах Пастер дважды отклонял предложения баллотироваться в Сенат. Наконец, в 1892 году он попытался получить место в Сенате, но потом отказался от этой затеи по слабости здоровья.
Луи Пастер был крайним националистом, что переходило у него подчас в шовинизм. После отречения Наполеона III в 1871 году Пастера приглашали университеты Пизы и Милана, но он счёл, что согласие после поражения в войне станет актом дезертирства. Тогда же он отказался от степени доктора медицины honoris causa, присуждённой ему Университетом Бонна тремя годами ранее. Свою переписку с ректором этого университета Пастер опубликовал в виде брошюры «Несколько размышлений о науке во Франции», в которой бичевал «прусское варварство», хотя и признавал, что уровень государственной поддержки науки и образования во Франции и Германии несопоставим. Однако причиной поражения Франции он без обиняков объявил «терпимость к прусскому шанкру». Когда он запатентовал собственную технологию производства пива (в 1873 году), Пастер заявил, что эта марка должна называться «Bieres de la revanche nationale» («Пиво национального реванша») и продаваться за рубежом именно как «французское пиво». Уже перед смертью по тем же мотивам он отказался от прусского ордена Pour le Mérite и даже пытался судиться с Робертом Кохом из-за использования терминов «микробиология» и «бактериология». Последний он считал «тевтонским» и суживающим предмет исследований.

### Частная жизнь

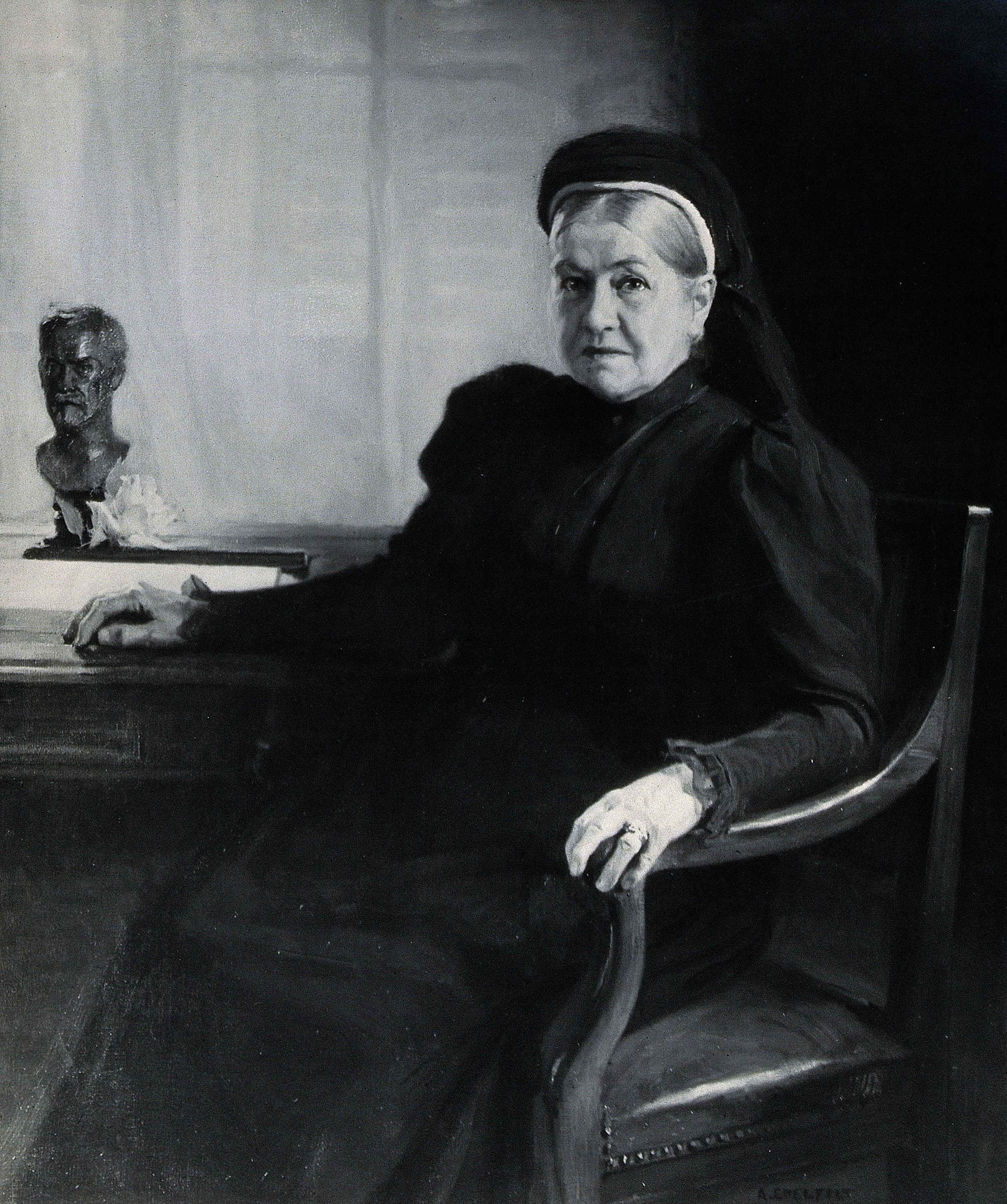
Мадам Пастер во вдовстве. Фоторепродукция портрета А. Эдельфельта, 1899

Пастер с раннего детства не отличался крепким здоровьем, и его состояние было постоянным источником беспокойства для близких. Помимо близорукости, он страдал головными болями. Напряжённые дискуссии о самозарождении и выездные исследования болезней шелковичных червей 1860-х годов, а также события, связанные с его отставкой в 1867 году, привели к сильнейшему инсульту. 19 октября 1868 года 45-летний Пастер оказался наполовину парализован, были поражены левые рука и нога. Его лечили кровопусканием и пиявками, электричеством и минеральными водами. В результате удалось восстановить большую часть моторных функций, сознание и интеллект не пострадали, однако на оставшиеся три десятка лет сохранились гемиплегия и некоторая невнятность речи. Пастер более не был в состоянии лично проводить тонкие эксперименты и полностью зависел от ассистентов. До 1886 года его состояние оставалось более или менее стабильным, однако с осени этого года стала развиваться сердечная недостаточность. В октябре 1887 года последовал второй инсульт, менее тяжёлый, чем за 20 лет до того, однако подвижность и речь ухудшились. После открытия в 1888 году Пастеровского института 65-летний Пастер попытался лечиться инъекциями по методу Броун-Секара, но видимого результата это не дало. В 1894 году Пастер перенёс острый приступ уремии, вероятно, сопровождаемый третьим инсультом; перед смертью он оказался полностью парализован.
В частной жизни, по выражению Дж. Джейсона, Пастер был «образцом буржуазной благопристойности». Всю жизнь он был умерен в пище и питье, мало разбирался в винах («что удивительно для француза»). Несмотря на то, что он много занимался вопросами производства пива, этот напиток Пастер совершенно не переносил. Вероятно, он никогда не вступал в связи с женщинами помимо законного брака. Его жена писала дочери на 35-ю годовщину их с Пастером свадьбы:

Твой отец, как всегда, занят; как всегда, малоразговорчив, мало спит и встаёт на рассвете — одним словом, продолжает ту жизнь, которую я начала с ним тридцать пять лет назад.

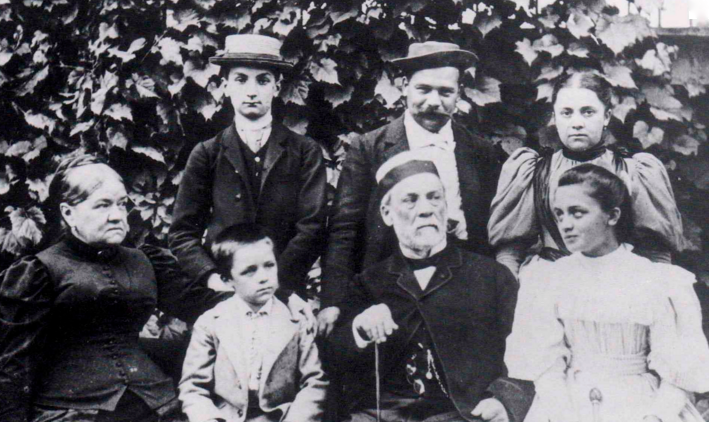
Семейство Пастеров в 1892 году. Позади учёного стоит его зять и писатель Рене Валлери-Радо

Племянник Пастера Адриен Луар, проработавший в его лаборатории шесть лет, свидетельствовал, что в 1880-х годах учёный почти никогда не покидал пределов Латинского квартала, где располагались Эколь Нормаль, Сорбонна и Академия наук. Даже жена была не в состоянии вывести его в свет: Пастер никогда не бывал в театрах. Не интересовался он также литературой и с молодых лет мало читал, предпочитая назидательные тексты Ламартина, Жозефа Дроза или Сильвио Пеллико. Посетить правый берег Сены по каким-то неотложным делам равнялось почти что путешествию. Вечера чета Пастеров всегда проводила дома, где мадам читала мужу вслух выдержки из дневных газет. Мари Пастер была всегда ближайшей помощницей и стенографисткой, причём Эмиль Ру утверждал, что только она была совершенно незаменимым сотрудником. В собственной переписке Пастер неоднократно высказывался о том, как ценит супругу, и даже — несмотря на свой консерватизм — говорил, что «жена создаёт мужа, и каждый процветающий дом держится на добросердечной и энергичной женщине».
Из пятерых детей Пастеров выжили двое. Единственный сын Жан-Батист (1850—1908) не сумел получить юридическое образование, но нашёл себя на государственной службе, а затем — на поприще дипломатии, служил в посольствах в Риме и Копенгагене. Он женился в 1874 году, чему Пастер был рад, заявив сыну, что это стимулирует его усерднее работать. Однако Пастер вмешивался в семейную жизнь Жан-Батиста и не одобрял, что свекровь проводила с молодой семьёй много времени. Брак оказался бездетен, и род Пастеров по мужской линии прервался. Единственная выжившая дочь Пастеров Мари-Луиза в 1879 году вышла замуж за Рене Валлери-Радо, писателя консервативного толка, который стал первым биографом своего тестя. Тогда Валлери-Радо служил секретарём министра общественных работ. Пастер, по его словам, исследовал будущего зятя «под микроскопом» и не нашёл никаких противопоказаний; ему также импонировал патриотизм Валлери-Радо. Писатель очень много сделал для увековечивания «пастеровского мифа»; первая биография вышла анонимно ещё в 1884 году под личным наблюдением учёного. Отчасти, по словам Л. Роббинс, Пастер нашёл в Валлери-Радо замену сыну Жану-Батисту, который категорически не разделял отцовского трудолюбия и не смог продолжить род. Внук — Луи Пастер Валлери-Радо — унаследовал архив своего знаменитого деда и занимался публикацией его трудов и переписки, он также был избран во Французскую академию.

### Луи Пастер и мир искусства

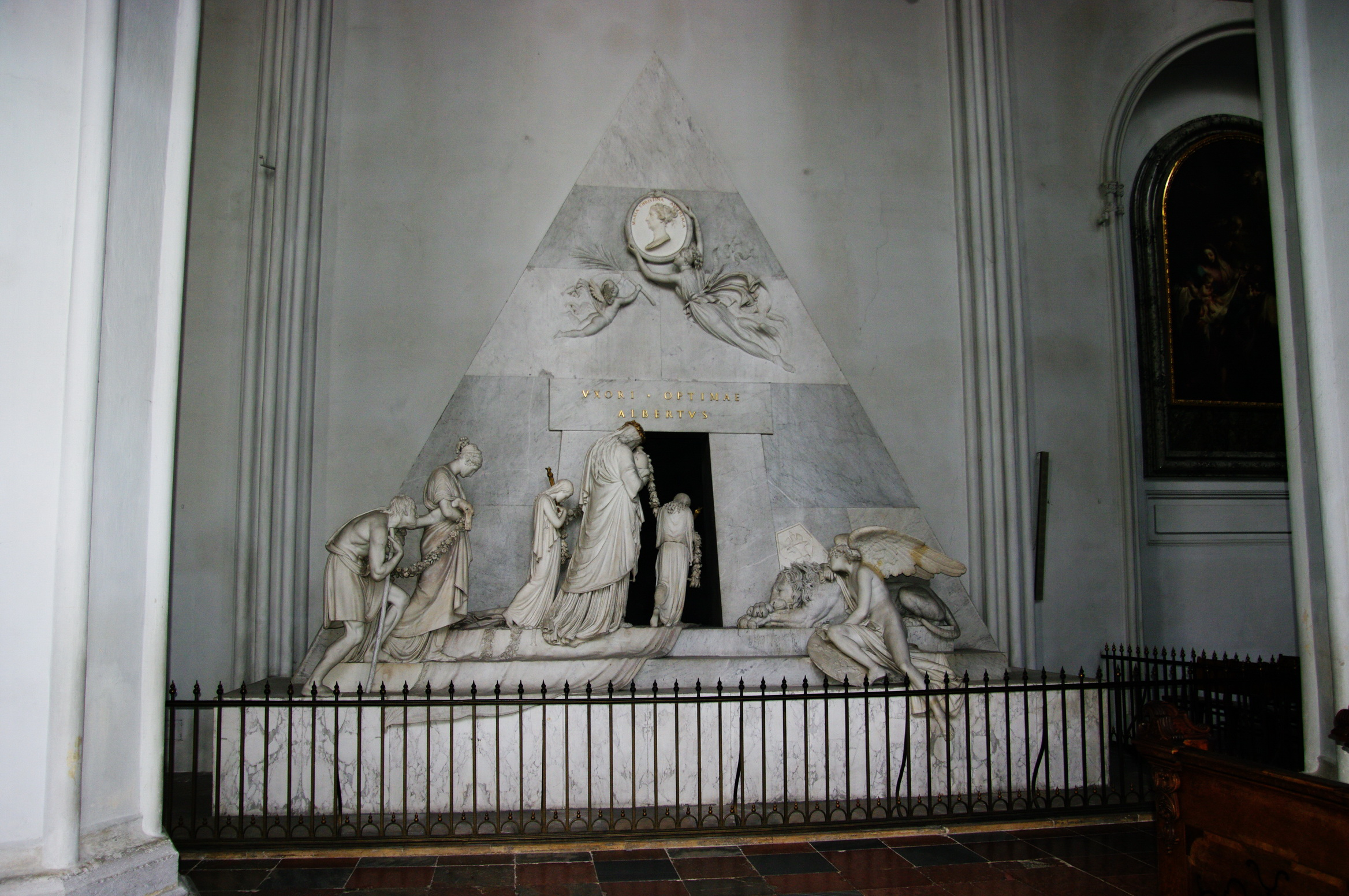
Антонио Канова. Надгробие Марии Кристины, герцогини Тешенской. Вена, Церковь августинцев

По словам Берта Хансена, роль искусства в жизни Луи Пастера вполне осознавалась современниками и потомками, но «затерялась» на фоне его научных достижений. В 1912 году зять и биограф Рене Валлери-Радо опубликовал тиражом 100 экземпляров альбом репродукций «Pasteur: dessinateur et pastelliste, 1836—1842», который переиздавался в 1986 и 1987 годах. В 1950-х годах специальную работу на тему взаимоотношений Пастера с миром искусства опубликовала Дениз Вротновская; статья была основана на архивных первоисточниках, но её «потенциал для развития данной темы в историографии оказался невостребованным».
Во время научной командировки в Германию и Австрию в 1852 году Пастер находил время на посещение музеев. Например, из переписки с женой следует, что в Вене Луи Пастер отыскал надгробие Марии Кристины Габсбург-Лотарингской, изваянное Кановой, и восторженно сообщал, что это лучший из шедевров скульптора, «и нельзя вообразить ничего более трогательного и более замечательного». Не меньше восхитила его Дрезденская галерея, в которой он провёл более четырёх часов, фиксируя в записной книжке впечатления от наиболее поразивших его работ, отмечая степень эстетического воздействия крестиками, от одного до четырёх. Посетил он также и «Зелёный свод». Живя в Париже, Пастер охотно навещал с женой и детьми (а затем и с зятем с внуками) ежегодные Салоны, внимательно он следил и за критическими обзорами. Неудивительно, что в 41 год он был назначен профессором Академии изящных искусств, в которой обучал художников физико-химическим аспектам их ремесла, вплоть до расчёта оптимальных сроков высыхания масляных красок и организации вентиляции в мастерской. Его лекции не публиковались при жизни, но были включены в собрание сочинений, изданное внуком — Луи Пастером Валлери-Радо.

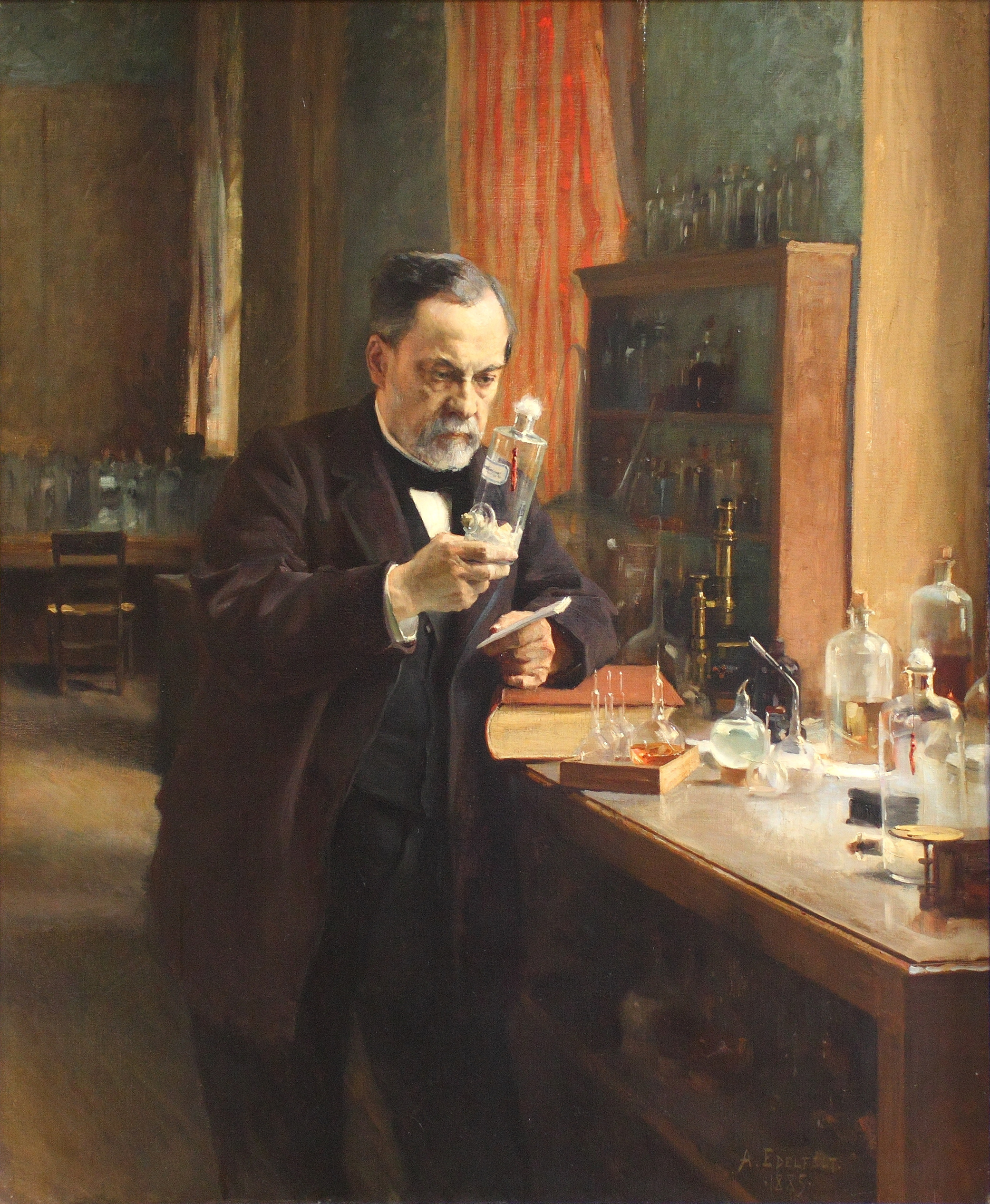
Альберт Эдельфельт. Луи Пастер в своей лаборатории. 1885. Холст, масло, 154 × 126 см, Париж, Музей Орсе

Несмотря на то, что Луи Пастер по преимуществу был погружён в рассмотрение конкретных научных проблем, художественные интересы занимали определённое место в его жизни; более того, холодный, замкнутый и авторитарный в жизни, Пастер только во время общения с людьми искусства проявлял чувство юмора и душевную теплоту. Более или менее тесно он общался с тремя художниками-академистами — уроженцами его родного Юра или соседнего Эльзаса: скульптором Жаном Перро, живописцем Жан-Жаком Эннером и земляком из Арбуа Огюстом Пуантленом. Именно Пастера призвал к себе Перро, находясь на смертном одре, и учёный был свидетелем его кончины вместе с Вильямом Бугро. В переписке с Э. Дюкло упоминается, что в 1876 году Пастер заказал Эннеру портреты всех членов семьи, а для его дочери Мари-Луизы 21 июня состоялся уже седьмой сеанс позирования. Далее упоминались и сеансы позирования Жанны-невестки, причём Пастер очень любил присутствовать при этих сеансах и присылал извинительные записки, если по тем или иным причинам их пропускал. Эннер входил в близкий круг и если гостил в Арбуа, то брал с собой всю свою семью, включая падчерицу и служанку. После утраты Францией Эльзаса Эннер написал аллегорию «Ожидания» (Эльзас символизировала молодая женщина в трауре), репродукция которой неизменно украшала кабинет Пастера. Существует также версия, что Мари-Луиза Пастер позировала для одной из фигур «Смерти Христа» — Эннер не признавал фотографий, и писал всех персон на своих картинах только с натуры. Пуантлен по основной профессии был преподавателем математики в коллеже Арбуа, и Пастер даже пытался пристроить его в парижскую Политехническую школу. Однако его пейзажи ценились на Салоне, и Пастер приобрёл два вида Арбуа, которые до сих пор висят на стене гостиной учёного в Пастеровском институте. На чествовании Пастера в Сорбонне 1892 года Пуантлен был представителем от малой родины юбиляра.
С Альбертом Эдельфельтом Пастера познакомил его сын Жан-Батист около 1881 года. В результате, несмотря на разницу в возрасте, финский художник также занял своё место во внутреннем круге семьи Пастеров и оставался там и после смерти его патриарха. Пастер любил общаться с Эдельфельтом на темы искусства, и тот исполнил портреты самого учёного и его сына, дочери, невестки, зятя, внука и внучки. Мадам Пастер согласилась ему позировать, уже вдовой. Наиболее известным, однако, стал портрет самого Пастера в лаборатории, исполненный в 1885 году и многократно растиражированный. Портрет создавался долго — всю весну 1885 года до отъезда Пастера в Арбуа — и был экспонирован на следующем Салоне, открывшемся 1 мая 1886 года. Пастер был изображён одиноко стоящим в своей лаборатории, отрешённым от всего, держа в руках колбу с препаратом вируса бешенства. Когда портрет писался, Пастер ещё не вызвал всеобщего поклонения со своей вакциной против бешенства. Выставленное на Салоне, произведение Эдельфельта только добавило учёному известности.

## Память

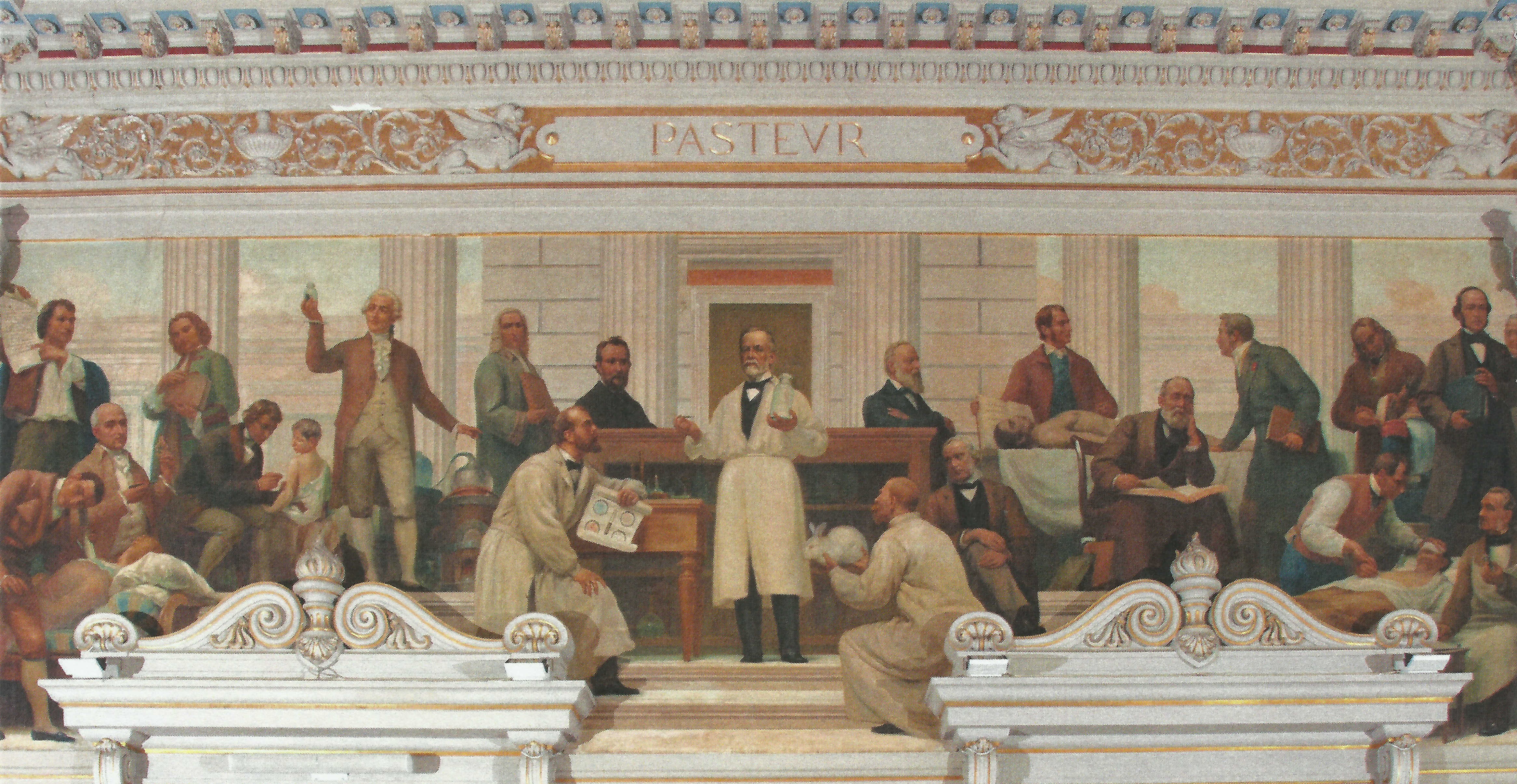
Велозу Салгаду. Медицина XVIII и XIX веков. Фреска в здании медицинского факультета Новый университет Лиссабона, 1906. Пастер изображён в центре, к нему обращены Роберт Кох (слева) и Эмиль Ру (справа), рядом с последним у кафедры помещён Джозеф Листер, тогда как Клод Бернар — внизу крайним справа над одром болезни

### «Пастеровский культ»

#### Погребение

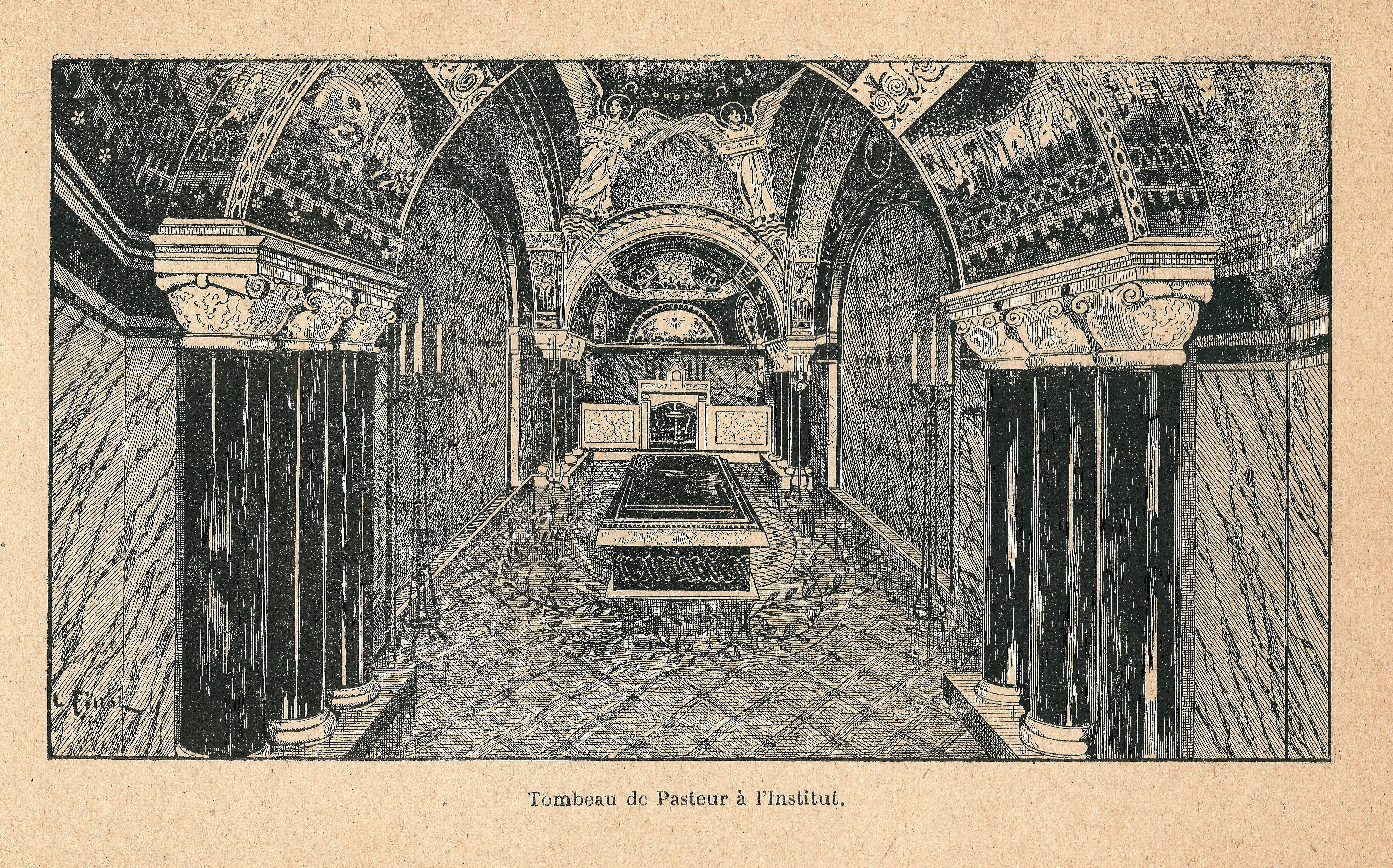
Гробница Пастера. Гравюра из книги Fraitot V. Une page d’histoire du XIXe siècle. Pasteur (l’oeuvre, l’homme, le savant). 3e éd. Paris: Vuibert et Nony, 1913. P. 157

Луи Пастер скончался вечером субботы 28 сентября 1895 года в шато Вильнёв-л’Этан близ Гарша, принадлежавшем Пастеровскому институту. Соборование и отпевание провёл доминиканский монах, далее тело было забальзамировано и перевезено в часовню в Институт Пастера в Париже, где с учёным простились все члены семьи и многочисленные ученики и коллеги. После этого доступ к телу был открыт для всех желающих. Постановлением французского правительства были назначены государственные похороны; торжественная месса и захоронение состоялись 5 октября в соборе Нотр-Дам в присутствии вновь избранного президента Феликса Фора, великого князя российского Константина Константиновича и греческого принца Николая. Торжественную речь произнёс министр народного просвещения Раймон Пуанкаре. Эдмон Гонкур записал в тот день в дневнике, обыгрывая фамилию Пастера — «Пастырь» — «возможно, он унаследовал то, что ранее принадлежало Богу». Кончина Пастера превратилась в событие общемирового масштаба, некрологами были заполнены газеты всего мира; а десятки художников — профессионалов и любителей — создали картины, на которых Пастера сопровождали Музы или страдающие дети; иногда над его головой изображали нимб. Выдвигалось предложение перезахоронить учёного в Пантеоне (рядом с Вольтером, Руссо, Гюго и Золя), однако в конце концов члены семьи — и в первую очередь сын Жан-Батист — решили устроить склеп в Пастеровском институте; мадам Пастер даже заявила, что Пантеон у неё ассоциируется с секуляризмом, которого Луи Пастер не терпел. Выполненная в византийском стиле гробница (своды были покрыты мозаикой, иллюстрирующей его достижения) была готова уже через четыре месяца, и в январе 1896 года гроб был торжественно туда помещён. В 1910 году там же упокоились останки мадам Пастер. Часовню-мавзолей оформляли известные французские художники эры ар-нуво: архитектор Шарль Жиро, живописец Люк-Оливье Мерсон и мозаичист Огюст Жильбер-Мартен, которые вдохновлялись планировкой и оформлением мавзолея Галлы Плацидии в Равенне.

#### Во Франции

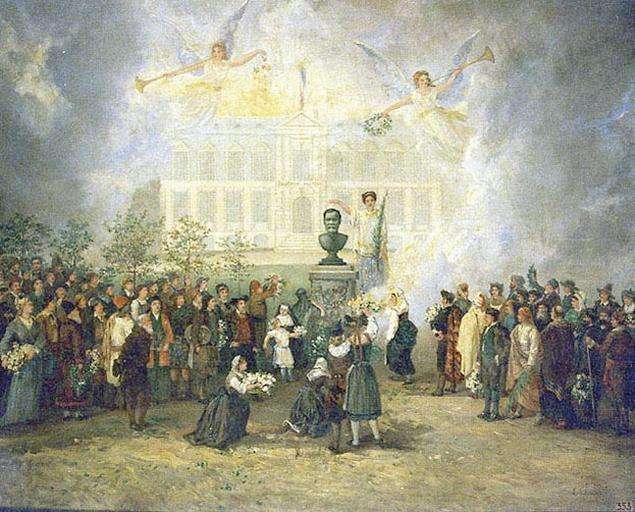
Эжен Шалон. «Апофеоз Пастера». Ранее 1911 года, Доль, городской музей

По выражению Джеральда Джейсона, Пастер являлся главным французским национальным героем, по крайней мере, с середины 1870-х годов, а после победы над бешенством в 1885 году его слава приобрела всемирный характер. Во Франции существенную роль в закреплении славы Пастера сыграла апологетическая биография его зятя Рене Валлери-Радо и фильм 1935 года, поставленный Саша Гитри по пьесе своего отца; режиссёр сам исполнил роль учёного. Согласно Патрис Дебре, кульминационной точкой в «культе Пастера» стали мероприятия, приуроченные к его столетию в 1922 году; они проводились в масштабах всей страны. В своей торжественной речи президент Александр Мильеран прямо заявил, что «культ великих людей» должен быть положен в основу системы образования. По словам Кристиана Синдинга, в этом был большой политический подтекст, своего рода «утешение» всей нации после невероятных по масштабам потерь в мировой войне. К этому юбилею Жан Эпштейн снял свой первый фильм «Пастер», сценарий которого был создан по книге Валлери-Радо, под его наблюдением и под контролем семьи учёного. Как указывает киновед Жорж Садуль, этот «полнометражный полунаучный фильм», частично снятый в лаборатории Пастеровского института и под наблюдением Эмиля Ру, хотя и был предназначен для официальной пропаганды, является «по-настоящему биографическим, без выдуманных романтических прикрас коммерческого кино». Премьера картины прошла в Сорбонне в день столетия Пастера на показе, предназначенном для международных делегаций.
Согласно одному из опросов французских школьников, проведёном в 1960-х годах, Пастер был назван первым в ряду исторических фигур, сделавших больше всего для блага Франции; за него отдали 48 % голосов. Наполеон оказался всего лишь третьим (12 % опрошенных). Важнейшим механизмом поддержания «культа» является Пастеровский институт, который после 1988 года открыл архивы для широкого изучения. По выражению Дж. Джейсона, даже само здание Института напоминает храм, и, отчасти, может служить напоминанием о колониальных временах и «цивилизаторской миссии» Франции во всём мире. Музеи Пастера созданы в Доле, в доме, где он родился, и в семейной усадьбе в Арбуа. В Пастеровском институте сохранился музей-квартира учёного и его лаборатория, которые поддерживаются в первозданном виде, обеспечивая «эффект присутствия» владельца. Все сотрудники Института дважды в год устраивали торжественные собрания в честь рождения и смерти своего основателя. По преданию, во время немецкой оккупации Парижа, первый привитый от бешенства человек — Йозеф Майстер, ставший хранителем Института, — не пустил немцев в гробницу Пастера ценой собственной жизни.

#### Вне Франции

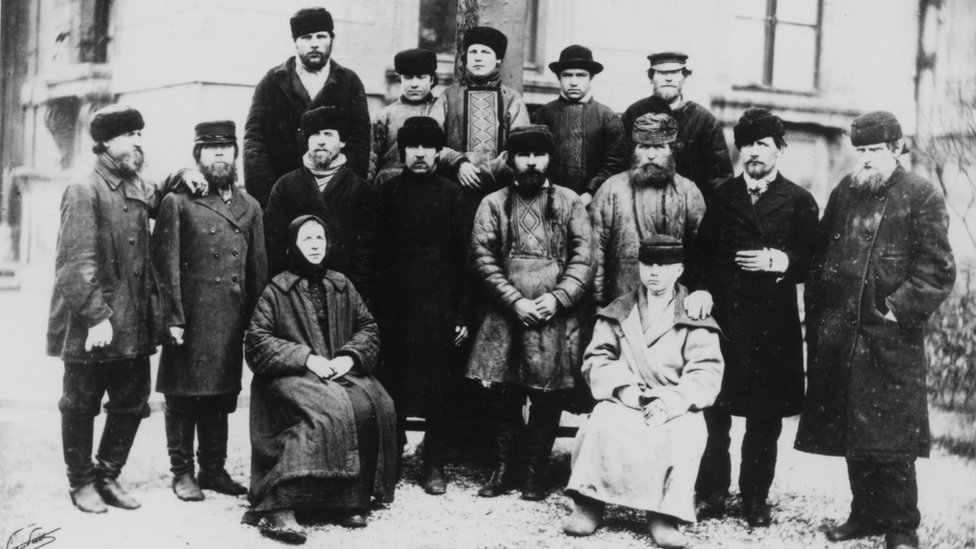
Группа смоленских крестьян на вакцинировании у Пастера. Париж, 1886 год

«Культ Пастера» за пределами Франции первым захватил Германию, несмотря на крайне враждебное отношение самого Луи Пастера к пруссакам и соперничество с Либихом и Кохом. На почитание Пастера в России в 1880-х годах повлиял и формирующийся франко-русский альянс; при этом Россия, вероятно, была единственной страной, в отношении учёных которой Пастер выражал искреннее восхищение. Уже в 1886 году Луи Пастер был награждён русским царём Александром III орденом Св. Анны первой степени с бриллиантами за излечение от бешенства группы крестьян, покусанных бешеным волком в Смоленской губернии. Императорское пожертвование на нужды Пастеровского института было одним из самых щедрых. Именно в России (в Одессе) открылась первая за пределами Франции пастеровская станция, а Илья Ильич Мечников стал первым русским сотрудником Пастера.
В Великобритании и США слава Пастера была ничуть не меньшей, но в общественном сознании большую роль играли общества защиты животных и противников вивисекции. Знаменитый хирург Стивен Пейджет назвал Пастера «одним из самых совершенных людей, когда-либо вступавших в царство науки». В США методы пастеризации были запатентованы ещё в 1870-х годах. В декабре 1885 года в Париж были отправлены четверо детей, искусанные бешеной собакой в Ньюарке (штат Нью-Джерси), за их судьбой следила в те времена вся американская пресса; это также способствовало распространению «культа Пастера». В 1920-х годах много для пропаганды методов Пастера сделал американский учёный и журналист Пол де Круиф, чья книга «Охотники за микробами» регулярно переиздаётся по сей день. Тем не менее сильнейшая ревизионистская позиция в англоязычном мире продолжает господствовать. Немалую роль в популярности Пастера в США сыграл и биографический фильм 1936 года «Повесть о Луи Пастере», удостоенный множества наград. Пол Муни создал образ, который напоминал персонажа де Круифа — своего рода «американца вне Америки», сурового и не всегда приятного в личном общении человека, который являлся «магом в науке» и примером «великого американского успеха». Фильм и в XXI веке удостаивался наивысших рейтингов от TV Guide.

#### Современность
Десятилетия попыток разоблачения не оказали существенного влияния на пастеровский миф. Празднование в 1995 году столетия со дня кончины Пастера захватило не только Францию, но и другие страны мира. Газета «Le Figaro» посвятила юбилею специальный выпуск, который содержал материалы как по биографии самого Пастера, так и по работе его института в наши дни; одно не отделялось от другого. Газета «Le Monde» присоединилась к определению минувшего века как «века Пастера»; в юбилейном выпуске была опубликована большая статья Доминика Лекура и ряд рецензий на книги о Пастере. Была проведена и столетняя выставка в Институте Пастера, которая, по мнению К. Синдинга, продемонстрировала триединство мифа об основателе науки, националистического подтекста и преемственности в науке (в прессе постоянно повторялись параллели между бешенством и СПИДом). Пастер по-прежнему рассматривается как спаситель человечества, и религиозный аспект в его мифологии заметен гораздо больше, чем в юбилеях других выдающихся учёных.

### Историография

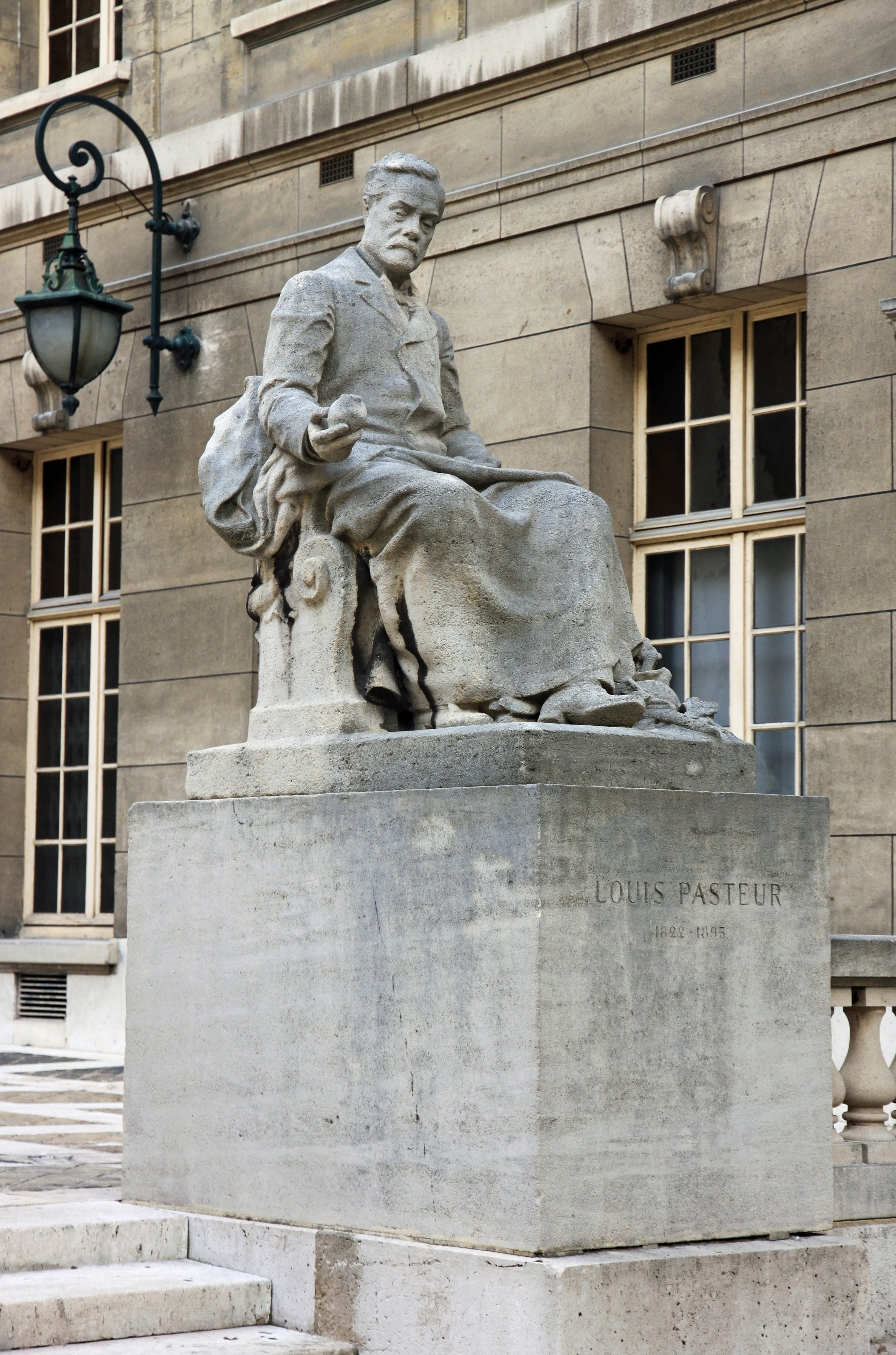
Статуя Пастера во дворе Сорбонны. 1899—1900, скульптор Жан-Батист Юг

Луиза Роббинс в жизнеописании Пастера, выпущенном в популярной серии «Оксфордских портретов людей науки», особо обращала внимание, что первые его биографии преувеличивали героический аспект деятельности учёного. В XXI веке в условиях эпидемии СПИДа и появления микроорганизмов, устойчивых к антибиотикам, оптимизм несколько снизился, и за «образом спасителя невинных детей проявился гораздо более сложный и интересный человек». Эталонными биографиями Пастера считаются книга его зятя Рене Валлери-Радо, полное издание которой впервые вышло в 1900 году (она характеризуется обычно как «агиография») и книга микробиолога Рене Дюбо, которая при всех достоинствах научной биографии, существенно устарела, поскольку её первое издание вышло в 1950 году. На русском языке апологетические очерки о Пастере выпускали лично знакомые с ним Н. Гамалея, И. Мечников и К. Тимирязев. Первая объёмная биография учёного на русском языке была опубликована в 1960 году М. Яновской в серии «ЖЗЛ». По словам А. В. Дьякова, автор «… поддалась обаянию этой весьма незаурядной личности».
Пастер завещал уничтожить свои лабораторные журналы, однако они были сохранены его внуком Луи Пастером Валлери-Радо и переданы Национальной библиотеке Франции, хотя и не были доступны для исследователей до 1970-х годов. После их вовлечения в научный оборот оформляется ревизионистское направление в исследованиях наследия Пастера. Норвежский историк науки Нильс Ролл-Хансен охарактеризовал классические работы как «редукционистские», имея в виду, что учёные, как правило, сохраняют и публикуют только ту часть материалов своей работы, которую считают успешной. Это означает, что даже первоисточники, как правило, уже тенденциозны, поскольку представляют научную работу как непрерывную историю успеха. Редукционистская историография, таким образом, оценивает научные достижения прошлого с позиции современного уровня развития науки. С этих позиций Ролл-Хансен критиковал книги Дюбо и Франсуа Дагоне, утверждая, что их описание научной карьеры Пастера неадекватно, поскольку проистекало из редукционистской парадигмы; в рамках которой биологические открытия учёного выводились из физических и химических; хотя от данных направлений в своей работе Пастер отошёл, выражая сожаление, что не может к ним возвратиться.

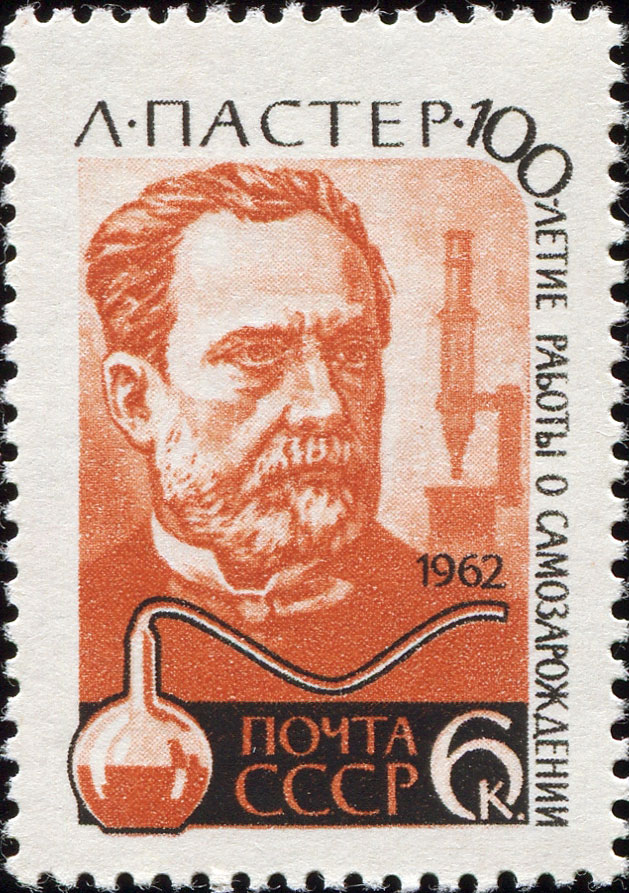
Почтовая марка СССР, 1962 год. Л. Пастер. 100-летие работы о самозарождении

Ярким представителем нового направления был французский философ науки Бруно Латур, опубликовавший в 1984 году книгу «Пастер. Война и мир микробов». Русский перевод этой книги вышел в 2015 году. Латур положил в основу своей методологии подход Льва Толстого к историографии Наполеона, выраженный в романе «Война и мир»; между образом Наполеона в романе и местом Пастера в истории науки, автор проводил прямые параллели. По Латуру, Пастер был «великим авантюристом», обязанным своим успехом невероятному везению. При этом Латур демонстрировал везение Пастера, отвечая на вопрос о его причинах противоречащим друг другу образом. Пастер, согласно Латуру, не являлся первооткрывателем микромира, лишь оказавшись «на гребне» движения гигиенистов, охватившего западный мир. Пастеру удалось продемонстрировать действенность гигиенических приёмов, вдобавок, продемонстрировав их коммерческий потенциал, осуществив «спасение» французского виноделия, шелководства и скотоводства. В рамках «толстовской стратегии» Латура учёный быстро приобрёл приверженцев, учеников и союзников, осуществив широкий общественный альянс. В известной степени, альянс был заключён и с микробами, которых Пастер никогда не видел в микроскоп, но воспользовавшись их силой, «заставил» работать на себя. Пастерианцы выступали и как посредники между силами микромира и человечеством, обретя значительную власть. Проводил он параллели и между Пастером и Фрейдом: «Оба объявляют, что говорят от имени невидимых, вытесненных, ужасно опасных сил, к которым необходимо прислушаться, если мы не хотим, чтобы цивилизация погибла. Пастерианцы, как и психоаналитики, становятся в позу эксклюзивных интерпретаторов популяций, недоступных ни для кого другого».
Самую серьёзную попытку ревизии места Пастера в науке предпринял в 1995 году профессор Принстонского университета Джеральд Джейсон в своей книге «Частная наука Луи Пастера». На материале архива учёного Джейсон выстроил портрет чрезвычайно амбициозного человека, который не пренебрегал подтасовкой данных и не церемонился со своими оппонентами. Книга получила много положительных рецензий и раздражённую реакцию ряда учёных — микробиологов и биохимиков, в том числе Макса Перуца. Так, Нильс Ролл-Хансен, анализируя участие дискуссии вокруг самозарождения, критиковал Джейсона за безусловное принятие аргументов противников Пастера и некорректную интерпретацию лабораторных записей дискуссии 1865 года. Своего рода «ответом» на книгу Джейсона стал английский перевод биографии, написанной Патрис Дебре, и опубликованной на французском языке в 1993 году — к грядущему столетию со дня кончины Пастера. Бруно Латур также критиковал работу Джейсона на том основании, что критик рассматривал наследие Пастера вне контекста: международных научных связей, движения гигиенистов, революции в медицине и эволюции французского общества и государства. В результате Джейсон только лишь умалил реальные заслуги Пастера, но не произвёл пересмотра его наследия; кроме того, «Джейсон явно был очарован тем идолом, которого желал повалить».

### Объекты, названные в честь Пастера

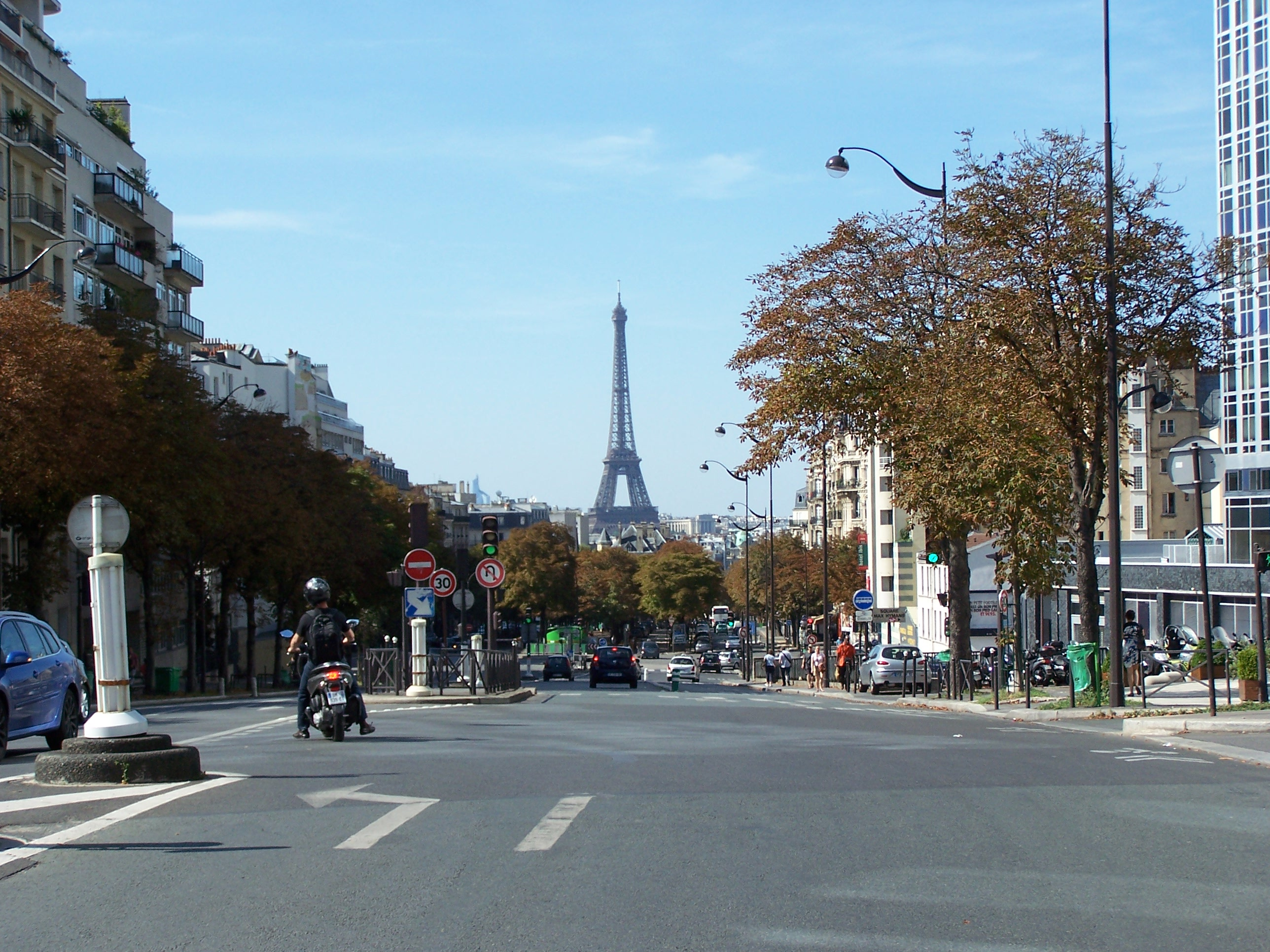
Бульвар Пастера в Париже, фото 2011 года

В 1898 году в честь Пастера назвали коллеж в Арбуа, деревню в Алжире и округ в Канаде. Именем Пастера названы множество улиц во многих городах мира, в том числе более 2000 в самой Франции (по состоянию на 2011 год). В Париже существует бульвар Пастера — один из важнейших транспортных коридоров по левому берегу Сены, а также названный по его имени пересадочный узел метрополитена. Авеню Пастера в Хошимине (Вьетнам) является одной из немногих улиц в этом городе, сохранившей своё французское название. Улица Пастера в Тегеране также была одной из немногих, которая не была переименована после Исламской революции. На улице Пастера в Одессе расположено здание Одесского государственного медицинского университета, где работали Склифосовский и Мечников. Улица Луи Пастера в Тбилиси существует с 1902 года.
По состоянию на 2015 год во Франции в честь Луи Пастера названа 361 школа и лицей, что составляло тогда 11-е место по распространённости. После реформы министра Э. Фора 1968 года Страсбургский университет был разделён на три части. Один из них (крупнейший в стране) получил название «Университет Пастера — Страсбург I». Оно сохранялось вплоть до слияния страсбургских университетов в 2009 году. В Санкт-Петербурге имя Луи Пастера носит НИИ эпидемиологии и микробиологии, основанный в 1923 году, и названный в честь 100-летнего юбилея учёного. Всего же имя Пастера носит более ста научных учреждений по всему миру. В Ленинграде имя было присвоено детской больнице (ныне в здании расположен туберкулёзный диспансер), в 1971 году на здании была установлена аннотационная доска.

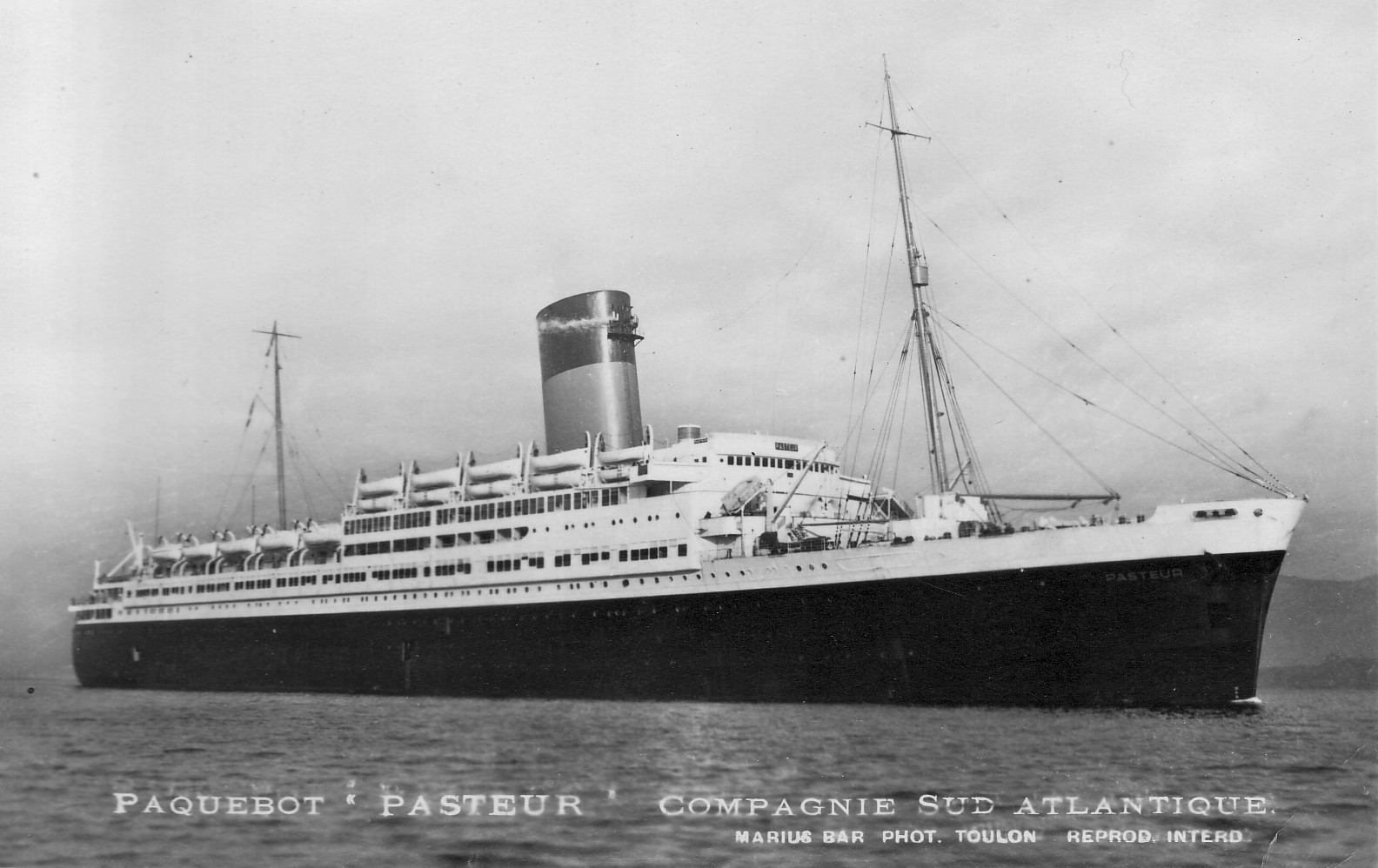
Пассажирский пароход «Пастер»

Пастеру посвящено множество памятников во Франции и за её пределами. Статуя учёного во дворе Сорбонны установлена напротив изображения Виктора Гюго. Он также был единственным учёным, который удостоился изображения на банкноте пятифранкового достоинства, выпущенной в 1966 году. В 2012 году в юбилейной серии была отчеканена монета с профилем Пастера достоинством 10 евро. Портрет Пастера неоднократно появлялся на сериях почтовых марок Франции. Марки и блоки на пастеровскую тематику выпускались и в СССР.
В 1961 году Международный астрономический союз присвоил имя Луи Пастера кратеру на обратной стороне Луны. В 1973 году в честь учёного был назван кратер на Марсе, расположенный в области Аравия.
Именем учёного был назван род бактерий Пастерелла, вызывающих септические заболевания.
Также имя учёного получили в 1938 году пассажирский лайнер и более современное круизное судно в 1966 году.

## Сочинения и переписка Пастера
- Œuvres de Pasteur / réunies par Pasteur Vallery-Radot. — Paris : Masson et Cie editeurs, 1922. — Т. 1: Dissymétrie moléculaire. — 480 p.
- Œuvres de Pasteur / réunies par Pasteur Vallery-Radot. — Paris : Masson et Cie editeurs, 1922. — Т. 2: Fermentations et générations dites spontanées. — 664 p.
- Œuvres de Pasteur / réunies par Pasteur Vallery-Radot. — Paris : Masson et Cie editeurs, 1924. — Т. 3: Étude sur le vinaigre et le vin. — 519 p.
- Œuvres de Pasteur / réunies par Pasteur Vallery-Radot. — Paris : Masson et Cie editeurs, 1926. — Т. 4: Étude sur la maladie des vers à soie. — 761 p.
- Œuvres de Pasteur / réunies par Pasteur Vallery-Radot. — Paris : Masson et Cie editeurs, 1928. — Т. 5: Étude sur la bière. — 361 p.
- Œuvres de Pasteur / réunies par Pasteur Vallery-Radot. — Paris : Masson et Cie editeurs, 1933. — Т. 6: Maladie virulentes. Virus. Vaccins. Prophylaxie de la rage. — 550 p.
- Œuvres de Pasteur / réunies par Pasteur Vallery-Radot. — Paris : Masson et Cie editeurs, 1939. — Т. 7: Mélanges scientifiques et littéraires. — 666 p.
- Correspondance de Pasteur, 1840—1895 / réunie et annotée par Pasteur Vallery-Radot. — Paris : Flammarion, 1940. — Т. I: Lettres de jeunesse; Collège de Besançon. Ecole supérieure. Dijon — Strasbourg — Lille 1840—1857. — 436 p.
- Correspondance de Pasteur, 1840—1895 / réunie et annotée par Pasteur Vallery-Radot. — Paris : Flammarion, 1951. — Т. II: La seconde étape: Fermentations générations spontanées maladies des vins, des vers a soie de la bière, 1857—1877. — 678 p.
- Correspondance de Pasteur, 1840—1895 / réunie et annotée par Pasteur Vallery-Radot. — Paris : Flammarion, 1951. — Т. III: L’Étape des maladies virulentes : Virus-vaccins du choléra des poules, du charbon, du rouget, de la rage: 1877—1885. — 453 p.
- Correspondance de Pasteur, 1840—1895 / réunie et annotée par Pasteur Vallery-Radot. — Paris : Flammarion, 1951. — Т. IV: L’etape des maladies virurlentes (suite) : vaccination de l’homme contre la rage, dernières annés 1885—1895. — 464 p.
- Пастер Л. Избранные труды в двух томах / Ред. А. А. Имшенецкого. — М. : Издательство Академии Наук СССР, 1960. — Т. I. — 1012 с.
- Пастер Л. Избранные труды в двух томах / Ред. А. А. Имшенецкого. — М. : Издательство Академии Наук СССР, 1960. — Т. II. — 836 с.
- Пастер Л. Исследования о броженияx / Перевод с французского под редакцией и с комментариями Г. Л. Селибера с приложением статьи К. А. Тимирязева. — М.—Л. : Сельхозгиз, 1937. — 488 с. — (Классики естествознания).

### Комментарии
1. ↑  Несмотря на то, что в точности передать французское произношение средствами русского языка невозможно, наиболее схожее с оригиналом произношение — Пастёр. В русском языке устоялось иное произношение (Пасте́р, произносится пас[тэ]р) в силу обстоятельств, связанных с буквой «ё». В дореволюционной русской литературе использовалась форма «Пастёр»[2].
2. ↑  Патрис Дебре утверждает, что первое упоминание фамилии Пастер относилось к 1488 году[6].
3. ↑  Помимо Шапюи, природную необщительность Пастера смогли преодолеть Жюль Марку, чей портрет в школьной униформе исполнил Луи, Жюль Версель и — позднее — Пьер Бертен. Марку в дальнейшем поступил в геологическую службу США, исследовал Скалистые горы и в итоге стал профессором Гарвардского университета. Только Шапюи, Версель и Бертен могли обращаться к Пастеру на «ты»[23]
4. ↑  Выпускники Политехнической школы поступали на государственную службу, а питомцы Эколь Нормаль замещали должности в государственных лицеях в провинции. Немногие, оставшиеся в парижских Высших школах или при университетах, читали лекции для неподготовленной публики и работали в экзаменационных комиссиях лицеев. Иными словами, научно-исследовательская деятельность была частным делом учёного. В дальнейшем именно Пастер принял участие в реформе этой системы[29]. Однако возможность совмещения врачебной и исследовательской деятельности официально появилась во французских университетах только в 1958 году[30].
5. ↑  Темой диссертации по химии была «О мышьяковистых соединениях калия, натрия и аммония»[31]. При защите комиссия отметила его работу «особым упоминанием», но при голосовании бросили один белый и два красных шара — посредственная оценка по меркам того времени[32].
6. ↑  Это было связано с принятием в 1860 году закона о свободе торговли между Англией и Францией; французские виноделы несли огромные убытки из-за порчи вина. Работы Пастер, преимущественно, проводил в винодельнях родного Арбуа в каникулярное время, а в качестве ассистентов использовал студентов-практикантов[67].
7. ↑  В современной науке пебрина классифицируется как нозематоз, вызываемый протозойным паразитом Nosema bombycis[93].
8. ↑  Собственно, термин «микроб» фр. microbe (образованный от греч. μικρός — 'малый' и βίος — 'жить'), был предложен в 1878 году знаменитым филологом Эмилем Литтре по просьбе учёного Шарля Эммануэля Седийо. До того использовались менее удачные animalcules или êtres microscopiques[114].
9. ↑  Слушателем доклада Пастера оказался будущий выдающийся исследователь Фритьоф Нансен, который тогда занимался проблемами биологии, в частности, строения центральной нервной системы беспозвоночных[141].
10. ↑  Примечательно, что ни один из них не знал иностранных языков, но имя Пастера помогло добраться до цели[152].
11. ↑  Авторская копия хранится также в Институте Пастера в музейной экспозиции[190].
12. ↑  По описанию Франсуа Жакоба, мозаики представляют житие Пастера, сюжеты которого перекликаются с традиционной иконографией Христа. Учёный изображался в виде пастыря, в окружении овец и кур, гирлянд хмеля, тутовых деревьев и виноградных лоз. Это намекало на его достижения в лечении сибирской язвы, куриной холеры, болезней пива, вина и шелковичных червей. Композиция завершалась куполом, на котором была представлена борьба героя с бешеной собакой; купол «поддерживается» изображениями четырёх ангелов с распростёртыми крыльями. Подписи гласят, что трое символизируют богословские добродетели Веры, Милосердия и Надежды, а четвёртый — Науку[198].